# Liste der Kulturdenkmale in Grimma (A–La)

Wappen von Grimma

In der Liste der Kulturdenkmale in Grimma (A–La) sind die Kulturdenkmale der sächsischen Stadt Grimma verzeichnet, die bis September 2024 vom Landesamt für Denkmalpflege Sachsen erfasst wurden (ohne archäologische Kulturdenkmale) und deren Anschrift mit den entsprechenden Anfangsbuchstaben beginnt. Die Anmerkungen sind zu beachten.
Diese Aufzählung ist eine Teilmenge der Liste der Kulturdenkmale in Grimma.

## Grimma
| Bild                                    | Bezeichnung | Lage | Datierung | Beschreibung | ID       |
| --------------------------------------- | --- | --- | --- | --- | -------- |
| Weitere Bilder                          | Stadtwald: Waldpark mit Pavillon Alberthalle, Stolledenkmal, Köhlerdenkmal, steinernem Tisch, Bogenbrücke, Markierungssteinen und Trasse der ehemaligen Muldentalbahn (mit Durchlässen und Stützmauern) | (Flurstücke 1868, 1869, 1870, 1871/3, 1871/2, 1871/17, 1872a, 1877a, 1878, 1879/3, 1879/4, 1880a) (Karte)                          | 1870–1910 (Waldpark); bezeichnet mit 1888 (Köhlerdenkmal); 1895 (Stolledenkmal); 1902 (Alberthalle); um 1907 (Rundbogenbrücke) | Park mit Wegenetz, waldartigem Gehölzbestand und Ausstattung, charakteristischer Vertreter eines in der zweiten Hälfte des 19. Jahrhunderts neu entstandenen Anlagetypus des öffentlichen Grüns, wichtiges Zeugnis der Ortsentwicklung, gartengeschichtlich, ortsgeschichtlich und landschaftsgestaltend von Bedeutung | 08966280 |
|                                         | Denkmalschutzgebiet Altstadt Grimma (Vorschlag) | (Altstadt) (Karte) | 13.–20. Jahrhundert | Denkmalschutzgebiet Altstadt Grimma (Vorschlag) | 09299694 |
|                                         | Ringanlage (Sachgesamtheit); Promenade mit Stadtpark | (Altstadt) (Karte) | Nach 1755; Umbau 1920er Jahre | Sachgesamtheit Ringanlage: Grünanlagen entlang der ehemaligen Altstadtgrenze und an den Resten der Stadtmauer, entlang Lindenallee, Ringstraße, Wallgraben und Friedrich-Oettler-Straße, einschließlich der Schwanenteichanlage an Köhlerstraße und Colditzer Straße; stadtgeschichtlich, gartenkünstlerisch und städtebaulich von Bedeutung. Promenaden und Schwanenteichpark als historische Ringanlagen im Bereich der ehemaligen Wallanlagen. Die Altstadt im Norden, Westen und Südwesten umschließende Promenaden und Parkanlage als bedeutsame städtebauliche Zäsur und Grünverbindung, auf dem Gelände des ehemaligen wasserführenden Stadtgrabens ab 1870 entstanden. Stadträumliche Fortsetzung am Ostufer der Mulde durch den Stadtwald sowie durch die Gattersburg (siehe Erfassung) zu einem nahezu geschlossenen Ring um die Altstadt. Ehemals weite Wiesenflächen im Norden der Altstadt, ab 1920er Jahren zu Sportplätzen umgestaltet. | 09300124 |
| Weitere Bilder                          | Waldpark und Denkmal für die Gefallenen des Ersten Weltkrieges im Park (Seumepark, Platzmannscher Park, Hohnstädter Park) | (Flurstücke 42/3, 42b, 825) (Karte)                                                                                                | Ab 1800 (Waldpark); 1868 (Waldpark); nach 1918 (Kriegerdenkmal) | Alte Ortslage Hohnstädt, landschaftlicher Park mit Wegenetz, altem Gehölzbestand, mit Hermannquelle (bezeichnet mit 1832) und Mühlstein-Tisch im Park, von ortsgeschichtlicher und ortsbildprägender Bedeutung, gartenkünstlerisch von Interesse. - Hermannquelle: Natursteine und Findlinge, Inschriftstein „Familie Platzmann/auf/Hohnstädt/1832“, eine Sitzbank, ein Inschriftstein „Hermanns/Quell“, Gefallenendenkmal 1914/1918, Beuchaer Granitporphyr, Gefallene der Orte Böhlen, Bahren, Hohnstädt, Burgberg, Mühlstein, Rondell kein Denkmal - Seume-Quelle ist kein Denkmal, 1980er Jahre neu gestaltet, Platte und Naturstein alt Geschichte: Landschaftlicher Park auf dem Gelände des ehemaligen Rittergutes Hohnstädt, 1832 durch T. A. Platzmann erworben (auch: „Platzmannscher Park“), um 1868 als Park gestaltet. Heutige Bezeichnung auf Initiative von Renate Sturm-Francke, keine direkte Beziehung zu Seume. - Überwiegend Laubmischwald, große Wiese (nordwestlich). Direkte Nachbarschaft und Blickbeziehung zum Göschenhaus-Park im Nordwesten. Mehrere Zugänge, landschaftliche Wegeführung (wassergebundene Decke bzw. unbefestigt). Gelände abfallend von Nordwest nach Südost (Mulde). Wiese, umgeben von Gehölzkulisse, mit umlaufenden Wegen. - Denkmal für die Gefallenen des Ersten Weltkrieges im Norden der Wiese, Beuchaer Granitporphyr, Halbrelief, für die Gefallenen der Orte Böhlen, Bahren, Hohnstädt, Burgberg. - Vegetation: Linden-Allee (Altbäume, hoch aufgewachsen) im östlichen Abschluss der Wiesenfläche. Nördlich der Wiese Baumreihe (Birken) nachgepflanzt. - Waldlichtung (eingeebnet) und Rondell mit Holzbänken im Waldbereich, Entstehung unbekannt. Gedenkstein Familie Platzmann (Findling mit Inschrift „Familie Platzmann/auf/Hohnstädt/1832“) im Waldbereich. Im Osten des Parks Teichkette in Verbindung zur Grundmühle (ehemalige Gaststätte, leerstehend), gespeist durch Quellen: Seume-Quelle (1980er Jahre neu gestaltet, Platte und Naturstein historisch), eingelassener Inschriftenstein „Hermanns/Quell“ (neu gefasst), bezeichnet mit 1832. Im Osten Geländeabbruch mit Ausblick ins Muldental. - Störendes Element: Kleinsportfeld (Beachvolleyball) auf der Großen Wiese | 08966279 |
| Weitere Bilder                          | Stadtbefestigung mit Resten der Stadtmauer (unter anderem Reste eines Schalenturmes an der Stadtmauer neben dem Museum Paul-Gerhardt-Straße 43) | (Flurstücke 54/6, 223/3, 234, 251, 510, 511, 369, 392, 392a, 580) (Karte)                                                          | 13. Jahrhundert und später | Geschichts- und Dokumentationswert, städtebauliche Bedeutung und von Interesse für die Volksbildung | 08967092 |
| Direkt Bild zu diesem Denkmal hochladen | Walther-Siedlung (Sachgesamtheit) | Alte Bergstraße 1, 2, 3, 4, 5, 6, 7, 9 (Am Anger 14; Hopfenberg 6, 8, 10, 12, 14) (Karte)                                          | 1936 | Sachgesamtheit Walther-Siedlung, mit folgenden Einzeldenkmalen: Walther-Turm (Siedlerheim) mit Kegelbahn sowie Holzhaus mit Nebengebäude des ehemaligen Alpengartens (Alte Bergstraße 6, 08966281), ehemaliges Altenheim (Am Anger 14, 08966288), den Wohnhäusern Alte Bergstraße 1, 2/4, 3/5, 7/9 (08966282, 08966285, 08966283 und 08966284), den Wohnhäusern Hopfenberg 8, 12/14 (08966287 und 08966286) und Gedenkstein (Hopfenberg, 09263298), weiterhin mit folgenden Sachgesamtheitsteilen: der ehemalige Alpengarten als Gartendenkmal (mit Einfriedung, Pflasterung der Zufahrt, Teichanlage, Brunnenanlage, Terrasse mit Pergola und Wegeeinfassungen) sowie die Wohnhäuser Hopfenberg 6 und 10; Walther-Turm von besonderer städtebaulicher Bedeutung (zahlreiche Sichtbeziehungen vom Umland her), Siedlungsanlage der NS-Zeit von großem bauhistorischen, sozialgeschichtlichen und ortsgeschichtlichen Wert. Die Werkssiedlung der Walther-Werke entstand auf hochgelegenem Gelände im Norden der Stadt, nahe dem Rappenberg, der als Siedlerheim fungierende Walther-Turm bildet die Krone der Anlage, die Wohnhäuser stehen entlang der aufwärts führenden, leicht gewundenen Straßen, das Altenheim durch Umbau eines Arbeitersportlerheims (erbaut 1930) entstanden, zu dem der in die Siedlung ehemals einbezogene Sportplatz gehörte, das für die Siedlung eingerichtete Schwimmbad 2008 beseitigt, Wohnhäuser in typischer Gestaltung der NS-Siedlungsarchitektur, Putzbauten in traditioneller Bauweise, Satteldächer, für höher gestellte Betriebsangehörige wenige Einfamilienhäuser (Hopfenberg 8), ansonsten Mehrfamilienhäuser, geplanter Wohnraum für ca. 200 Personen - Waltherturm mit Unterbau (Terrasse) - Veranda: Bruchstein-Mauerwerk, originale Verputzung im Obergeschoss, Aussichtsplattform mit Flachdach, original teilweise Fenster, Türen, Eisengitter (einmal bezeichnet mit 1887), Treppenhaus, Blitzableiter, Vorgarten mit Findlingen (vor dem Turmgebäude), Zufahrtpflasterung mit Steinbegrenzung - Funktionsgebäude zum Bad (Umkleideräume, Sanitär usw.): zweigeschossig, Natursteinbau, flaches Dach mit Dachpappe, teilweise saniert - Holzhaus: Bruchstein-Sockelgeschoss, Brettergeschoss, flaches Satteldach mit Dachpappe - Teichanlage mit Bruchsteinmauern, Terrasse mit Pergola und Stein mit Inschrift/Metallrelief - Wasserbecken mit Bruchstein-Außenmauer zur Straßenseite (ruinös), alter Gehölzbestand (u. a. Weide, Magnolien, Eichen) - dazu alle Wegefassungen, Natursteintreppen, Reste der Einfriedung (eine Tür bezeichnet TN 1936, eine Tür bezeichnet H1937), Bruchsteinmauer, Eisentor, Toreinfahrt mit zwei hohen Natursteinpfeilern mit zweiflügeligem Tor mit Reliefs - kleines ehemaliges Nebengebäude, vermutlich Wasseraufbereitung, heute ein Teil als Garage genutzt. | 09303169 |
| Direkt Bild zu diesem Denkmal hochladen | Wohnhaus, mit Einfriedung (Einzeldenkmal der Sachgesamtheit 09303169) | Alte Bergstraße 1 (Karte) | Bezeichnet mit 1936 | Einzeldenkmal der Sachgesamtheit Walther-Siedlung; Einfamilienhaus mit einmaligem Putzrelief eines Schmiedes, Bestandteil der ehemaligen Werkssiedlung der Walther-Werke, baugeschichtlich von Bedeutung. - Wohnhaus: Natursteinsockel, eingeschossiges Siedlungshaus, Putzfassade, Wärmedämmung und Kunststofffenster, neues Ziegeldach, drei Schleppgaupen, Putzrelief eines Schmiedes (bezeichnet mit 1936), saniert, in der Gruppe mit 3/5 und 7/9, nach Sanierung Denkmalwert verringert - Einfriedung: Bruchsteinmauer und originaler Eisenzaun | 08966282 |
| Direkt Bild zu diesem Denkmal hochladen | Doppelwohnhaus, mit Einfriedung der Doppelhaushälfte Nr. 4 (Einzeldenkmal der Sachgesamtheit 09303169) | Alte Bergstraße 2, 4 (Karte) | Bezeichnet mit 1936 | Einzeldenkmal der Sachgesamtheit Walther-Siedlung; Bestandteil der ehemaligen Werkssiedlung der Walther-Werke, ortshistorische und sozialgeschichtliche Bedeutung. - Doppelwohnhaus: Bruchsteinsockel, eingeschossig mit Putzfassade, neu gedecktes Satteldach mit Dachhaus (verschiefert), rückwärtig Anbau mit den Zugängen, saniert, Fenster neu - Einfriedung: Bruchsteinmauer, Nummer 4 mit originalem Eisenzaun (wie Nummer 1 und 3), Eisentor bezeichnet mit 1936 | 08966285 |
| Direkt Bild zu diesem Denkmal hochladen | Doppelwohnhaus, mit Einfriedung (Einzeldenkmal der Sachgesamtheit 09303169) | Alte Bergstraße 3, 5 (Karte) | 1936 | Einzeldenkmal der Sachgesamtheit Walther-Siedlung; Wohnbau einer kleinen Siedlungsanlage, Nummer 3 in gutem Originalzustand, Bestandteil der ehemaligen Werkssiedlung der Walther-Werke, ortshistorische und sozialgeschichtliche Bedeutung. - Doppelwohnhaus: Bruchsteinsockel, eingeschossiger Putzbau mit originalem Verputz, Satteldach mit Ziegeldeckung, Nummer 3 mit originalen Fensterläden und Veranden (Stahlrahmenfenster), Dachhaus kunstvoll verschiefert, Ensemble mit 1, 2/4 und 7/9 sowie Waltherbad - Einfriedung: Bruchsteinmauer und originaler Eisenzaun bei Nummer 3 | 08966283 |
| Direkt Bild zu diesem Denkmal hochladen | Walther-Turm (Siedlerheim) mit Kegelbahn sowie Holzhaus mit Nebengebäude des ehemaligen Alpengartens (Einzeldenkmale der Sachgesamtheit 08966281) | Alte Bergstraße 6 (Karte) | 1936 | Einzeldenkmale der Sachgesamtheit Walther-Siedlung; Walther-Turm von besonderer städtebaulicher Bedeutung (zahlreiche Sichtbeziehungen vom Umland her), Bestandteil der ehemaligen Werkssiedlung der Walther-Werke, auch ortshistorische und sozialgeschichtliche Bedeutung. Die Werkssiedlung der Walther-Werke entstand auf hochgelegenem Gelände im Norden der Stadt, nahe dem Rappenberg, der als Siedlerheim fungierende Walther-Turm bildet Krone der Anlage, die Wohnhäuser stehen entlang der aufwärts führenden, leicht gewundenen Straßen, das Altenheim durch Umbau eines Arbeitersportlerheims (erbaut 1930)entstanden, zu dem der in die Siedlung ehemals einbezogene Sportplatz gehörte, das für die Siedlung eingerichtete Schwimmbad 2008 beseitigt, Wohnhäuser in typischer Gestaltung der NS-Siedlungsarchitektur, Putzbauten in traditioneller Bauweise, Satteldächer, für höher gestellte Betriebsangehörige wenige Einfamilienhäuser (Hopfenberg 8), ansonsten Mehrfamilienhäuser, geplanter Wohnraum für ca. 200 Personen. - Waltherturm mit Unterbau (Terrasse) - Veranda: Bruchstein-Mauerwerk, originale Verputzung im Obergeschoss, Aussichtsplattform mit Flachdach, original teilweise Fenster, Türen, Eisengitter (einmal bezeichnet mit 1887), Treppenhaus, Blitzableiter, Vorgarten mit Findlingen (vor dem Turmgebäude), Zufahrtpflasterung mit Steinbegrenzung - Funktionsgebäude zum Bad (Umkleideräume, Sanitär usw.): zweigeschossig, Natursteinbau, flaches Dach mit Dachpappe, teilweise saniert - Holzhaus: Bruchstein-Sockelgeschoss, Brettergeschoss, flaches Satteldach mit Dachpappe - Teichanlage mit Bruchsteinmauern - Terrasse mit Pergola und Stein mit Inschrift/Metallrelief - Wasserbecken mit Bruchstein-Außenmauer zur Straßenseite (ruinös), alter Gehölzbestand (u. a. Weide, Magnolien, Eichen) - dazu alle Wegefassungen, Natursteintreppen, Reste der Einfriedung (eine Tür bezeichnet mit „TN 1936“, eine Tür bezeichnet mit „H1937“), Bruchsteinmauer, Eisentor, Toreinfahrt mit zwei hohen Natursteinpfeilern mit zweiflügeligem Tor mit Reliefs - kleines ehemaliges Nebengebäude, vermutlich Wasseraufbereitung, heute ein Teil als Garage genutzt. | 08966281 |
| Direkt Bild zu diesem Denkmal hochladen | Doppelwohnhaus (Einzeldenkmal der Sachgesamtheit 08966281) | Alte Bergstraße 7, 9 (Karte) | 1936 | Einzeldenkmal der Sachgesamtheit Walther-Siedlung; straßenraumcharakterisierender Wohnbau einer kleinen Siedlungsanlage, Bestandteil der ehemaligen Werkssiedlung der Walther-Werke, ortshistorische und sozialgeschichtliche Bedeutung. Bruchsteinsockel, Putzfassade, ausgebautes Dachgeschoss mit ziegelgedecktem Satteldach, Dachausbau verschiefert, Veranden zugesetzt, Nummer 9 entstellende Rollläden aber im Giebel zwei originale Fensterläden, Ensemble mit Nummer 1–5 | 08966284 |
| Direkt Bild zu diesem Denkmal hochladen | Wohnhaus, ehemaliges Vereinsheim, später Altenheim (Einzeldenkmal der Sachgesamtheit 09303169) | Am Anger 14 (Karte) | Um 1935 | Einzeldenkmal der Sachgesamtheit Walther-Siedlung; Bestandteil der ehemaligen Werkssiedlung der Walther-Werke, ortshistorische und sozialgeschichtliche Bedeutung. Schlichtes Gebäude mit Putzfassade und Dachloggia, zweigeschossig, Bruchsteinsockel, Satteldach neu gedeckt, kleines Dachtürmchen verschiefert, rückwärtig Loggia, original: Haustür, Treppenhaus mit Eisengeländer, Kellertür, Inschrifttafel „Bis 1937 Sportlerheim/des/Arbeiter-Sportclubs 1925/Erbaut vom ASC 1930“, Wetterfahne bezeichnet mit 1937. | 08966288 |
|                                         | Ehemaliger Pulverturm | Am Pulverturm (Karte) | 18. Jahrhundert | Gedrungener Putzbau mit Rundbogen-Türgewände aus Rochlitzer Porphyrtuff, Seltenheitswert, Dokument der Stadtgeschichte. Eingeschossig, profiliertes Rundbogenportal aus Rochlitzer Porphyrtuff, alte Tür, Ziegeldach | 08967084 |
| Weitere Bilder                          | Wohnhaus in offener Bebauung und Einfriedungsmauer (mit Terrasse und Pergola) | Am Rappenberg 1 (Karte) | Um 1915 | Zeittypischer Villenbau in reizvoller Lage, Eckturm unterstreicht die städtebauliche Situation, baugeschichtlich von Bedeutung. - Wohnhaus: zweigeschossig, Putzfassade, Ziegeldach, Türmchen, aber: Kellergeschoss mit Riemchenverkleidung entstellt usw., grenzfällig, Absprache Müller/Trajkovits - Einfriedung: Natursteinmauer mit Terrasse mit Pergola, folgt dem Straßenknick | 08966964 |
| Weitere Bilder                          | Wohnhaus in offener Bebauung | Am Rappenberg 3 (Karte) | Um 1915 | Zeugnis der Stadterweiterung, Holzhausarchitektur, Dokument individuellen Wohnbaus zu Beginn des 20. Jahrhunderts, baugeschichtlich von Bedeutung. Bei dem Holzhaus könnte es sich um einen Bau der Dresdner Firma Hönsch handeln, einen Ständerbau (konkreter Nutensäulenbau, bei dem die Außen- und Innenschalung in Pfosten/Ständer mit je zwei Längsnuten eingeschoben wurden). | 08967007 |
| Weitere Bilder                          | Wohnhaus in offener Bebauung | Am Rappenberg 4 (Karte) | 1939 | Qualitätvoller Wohnbau der Zeit, mit vorgelagerter Terrasse zum Garten, im Heimatstil, baugeschichtlich von Bedeutung. Zweigeschossig, Putzfassade, Natursteinsockel, Walmdach mit Biberschwanzdeckung, Fenster mit Fensterläden, Terrasse. | 08966965 |
| Direkt Bild zu diesem Denkmal hochladen | Vierseithof mit Wohnstallhaus, zwei Seitengebäuden und Scheune (Schomergut) | Am Schomerberg 15 (Karte) | Bezeichnet mit 1879 (Wohnstallhaus); um 1880 (Seitengebäude) | Zeittypische Putzbauten, Bauernhof in landschaftsgestaltender Lage, als geschlossen erhaltener Vierseithof von wissenschaftlich-dokumentarischer Wertigkeit, einziges Gehöft in weitem Umkreis, baugeschichtliche Bedeutung. - Scheune: Bruchsteinbau, Satteldach, Hofseite teilweise verändert - Wohnstallhaus/Auszugshaus: Bruchsteinbau, Satteldach mit Ziegeldeckung und vermörteltem Ortgang, ruinös, Verwendung von Ziegeln und Porphyrtuffwerksteinen, original: Fenster, Treppe innen, Wohnstallhaus bezeichnet mit 1879, Haustür original mit Sandsteinportal bezeichnet mit „18C.Eisner79“, Satteldach, Bruchstein-Ziegelbau, zweigeschossig, Giebel dreiachsig, Sandsteinsohlbänke - Wirtschaftsgebäude: eigentlich kein Denkmal mehr, aber Gesamtzusammenhang, neu verputzt, Satteldach | 08966588 |
|                                         | Aussichtspavillon, sogenannter Tempel | Am Wall (Karte) | 1795 | Alte Ortslage Hohnstädt, ehemalige Ortslage Burgberg, klassizistischer Rundtempel auf einer ehemaligen slawischen Wallanlage, reizvoller, den Landschaftsraum prägender tempelartiger Bau, Bestandteil der ehemaligen Göhlschen Wiesen, Blickbeziehung zum Göschenhaus, ortshistorische und künstlerische Bedeutung. Kapitelle und Basen aus Sandstein, verputzte (Ziegel?)-Säulen, Fußboden mit Platten aus Rochlitzer Porphyrtuff, saniert, ehemals Blickbeziehung zum Göschenhaus, Bestandteil der ehemaligen Göhlschen Wiesen, durch den Besitzer des Ritterguts Hohnstädt, Loth, 1795 errichtet. | 08966278 |
| Direkt Bild zu diesem Denkmal hochladen | Doppelmietshaus in offener Bebauung und in Ecklage | Am Wolfsgraben 12, 14 (Karte) | Um 1932 | Stattlicher Wohnbau im Stil des Art déco, baugeschichtlich von Bedeutung. Zweigeschossig, ausgebautes Dachgeschoss, hohes Sockelgeschoss (bei Nummer 14 mit Laden), Putzfassade, Fenster neu, Biberschwanz-Dachdeckung, saniert. | 08966662 |
| Direkt Bild zu diesem Denkmal hochladen | Putzrelief am Giebel eines Wohnblockes | Am Wolfsgraben 16 (Karte) | Bezeichnet mit 1960 | Dokumentations- und Seltenheitswert, kulturgeschichtlich von Bedeutung | 08966988 |
| Direkt Bild zu diesem Denkmal hochladen | Putzrelief am Giebel eines Wohnblocks | Am Wolfsgraben 22 (Karte) | Bezeichnet mit 1959 | Dokument des Genossenschaftswesens, Seltenheitswert, kulturgeschichtlich von Bedeutung, AWG-Einheit | 08966987 |
| Direkt Bild zu diesem Denkmal hochladen | Putzrelief am Giebel eines Wohnblocks | Am Wolfsgraben 28 (Karte) | Bezeichnet mit 1960 | Dokumentations- und Seltenheitswert, kulturgeschichtlich von Bedeutung. Drei Personen und Laute (Gitarre). | 08966986 |
|                                         | Mietvilla mit Remise und Einfriedung | August-Bebel-Straße 1 (Karte) | Um 1905 | Qualitätvoller Späthistorismusbau mit Jugendstildetails, in exponierter Lage, Blickfang am Rand des Ringes, Sichtachse zum Altstadtzugang Pappisches Tor, baugeschichtlich und städtebaulich von Bedeutung. - Villa: zweigeschossig, roter Ziegelsockel, Putzfassade, Eckerker mit Turm (Fachwerk), saniert, vielgliedrige Dachlandschaft mit Ziegeldeckung, original: einige Fenster, Kellerfenstergewände, drei schöne Bleiglasfenster im Treppenhaus - Remise: zweigeschossig, sechs Achsen, Putzfassade mit roten Klinkerrahmungen, Flachdach | 08966997 |
| Weitere Bilder                          | Mietvilla (Villa Luise) | August-Bebel-Straße 9 (Karte) | Um 1905 | Gründerzeitgebäude in exponierter Hanglage, Klinkerfassade mit Balkon, mit originalen Ausstattungsdetails überkommener Wohnungsbau, Bestandteil des Vorortgebietes, baugeschichtlich von Bedeutung. Zweigeschossig, ausgebautes Dachgeschoss, roter Klinkerbau, Sockel Zyklopmauerwerk (Granit), verglaste Veranda, saniert, entstellende Fenster, Kunststeingliederung, original: Haustür mit Gitter und Oberlicht, Hoftür, Kellertür mit Klinke, Fußbodenfliesen Muster, Treppenhaus, Wohnungseingangstüren. | 08967000 |
| Weitere Bilder                          | Ehemaliges Gasthaus Terrasse in offener Bebauung und in Ecklage, heute Stadtarchiv | August-Bebel-Straße 10 (Karte) | Um 1890/1900 | Gut gegliederte Putzfassade, mit Eckturm, eindrücklicher Gebäudekomplex in exponierter Lage, wissenschaftliches Dokument bürgerlicher Feier- und Festkultur mit Erinnerungswert, bau- und ortsgeschichtlich von Bedeutung. Zweigeschossig, im ausgebauten Dachgeschoss reiche Holzverzierungen, Putzfassade, fast alle Fenster original, im Treppenhaus zwei Fenster mit Struktur- und Ätzglas, einige Innentüren, Treppenhaus, großer eiserner Fußabstreicher, Haustür zweiflügelig, einst schöner Jugendstilsaal. Laut Adressbuch 1912: Terrasse-Etablissement, Hotel, Restaurant und Balllokal. Zugehöriger Saalbau mit Anschrift Straße des Friedens 10 vor 2010 abgebrochen. | 08966995 |
|                                         | Mietvilla | August-Bebel-Straße 11 (Karte) | 1903 | Stattlicher Putzbau mit geschweiftem Giebel, in städtebaulich herausragender Lage, Bestandteil des mit Villen bebauten Straßenzuges, bau- und ortsentwicklungsgeschichtlich von Bedeutung. Zweigeschossig, sechs Achsen, Putzfassade mit Putzgliederung, Ziegeldach, saniert, Fenster neu, Bauakte vorhanden. | 08967001 |
| Weitere Bilder                          | Kirchlicher Friedhof Grimma (Sachgesamtheit) | August-Bebel-Straße 14 (Karte) | 18./19. Jahrhundert | Sachgesamtheit Kirchlicher Friedhof Grimma, mit folgenden Einzeldenkmalen: Friedhofskirche, Friedhofsverwaltung, Leichenhaus, Ehrenmal der Kriegsgräberstätte und einzelne Grabmale (08967011), Glockengeläut der ehemaligen Nikolaikirche (08967012), dazu die Friedhofsgestaltung (Gartendenkmal) sowie die Sachgesamtheitsteile: Einfriedungsmauer mit Toreinfahrt, Mauern zwischen den einzelnen Abteilungen, Kunststeinbrunnen, Wegebelag und -einfassungen sowie Denkmalanlage für die Gefallenen des Ersten und Zweiten Weltkriegs; als geschlossen erhaltene kleinstädtische, gründerzeitliche Friedhofsanlage mit zahlreichen qualitätvollen Grabmalen, raum- und strukturbildender Bepflanzung (Baumreihen, Allee und Solitärgehölze) von ortshistorischer und personengeschichtlicher, ortsbildprägender sowie künstlerischer Bedeutung. Gründerzeitlicher, in Teilen vermutlich älterer Friedhof (Kirche 16. Jahrhundert) von großer Geschlossenheit und Homogenität. | 08967010 |
| Weitere Bilder                          | Friedhofskirche Zum Heiligen Kreuz mit Ausstattung | August-Bebel-Straße 14 (Karte) | 1556–1560 (Kirche); Umbau 1910 (Kirche); 1519 (Altar); 17./18. Jahrhundert (Gemälde); 1938 (Orgel) | Einzeldenkmal der Sachgesamtheit Kirchlicher Friedhof Grimma; schlichte, spätgotische Saalkirche mit polygonalem Chorschluss, mehrfach überformt, Äußeres durch Erneuerung als Friedhofskapelle um 1910 geprägt, 2001/2002 Außensanierung, im Innern wertvoller Altar (1519) der 1888 abgebrochenen Nikolaikirche, bauhistorische und ortsgeschichtliche sowie künstlerische Bedeutung. - Friedhofskirche: schlichte, spätgotische Saalkirche mit polygonalem Chorschluss, mehrfach überformt, Äußeres durch Erneuerung als Friedhofskapelle um 1910 geprägt, 2001/2002 Außensanierung - im Innern: - wertvoller Altar (von 1519) der 1888 abgebrochenen Nikolaikirche - Gemälde (17./18. Jahrhundert) - Orgel (1938) | 08967011 |
| Weitere Bilder                          | Friedhofsverwaltung, Leichenhaus, Ehrenmal der Kriegsgräberstätte und einzelne Grabmale (Einzeldenkmale der Sachgesamtheit 08967010) | August-Bebel-Straße 14 (Karte) | 1556–1560 (Kirche); Umbau 1910 (Kirche); 1519 (Altar); 17./18. Jahrhundert (Gemälde); 1938 (Orgel) | Einzeldenkmale der Sachgesamtheit Kirchlicher Friedhof Grimma | 08967011 |
| Weitere Bilder                          | Drei-Glocken-Geläut der ehemaligen Nikolaikirche (Einzeldenkmal der Sachgesamtheit 08967010) | August-Bebel-Straße 14 (Karte) | 13. und 14. Jahrhundert (Glocke); 1677 (Glocke) | Einzeldenkmal der Sachgesamtheit Kirchlicher Friedhof Grimma; die drei Glocken stammen aus der 1888 abgebrochenen Nikolaikirche, seit etwa 1890 im Glockenhaus auf dem Friedhof, Kunst- und Geschichtswert | 08967012 |
| Weitere Bilder                          | Mietvilla | August-Bebel-Straße 15 (Karte) | Um 1910 | Historisierender Putzbau mit Ziegelgliederung und Fachwerkelementen, Bestandteil des mit Villen bebauten Straßenzuges, ortsentwicklungsgeschichtlich von Bedeutung. Zweigeschossig, Putzfassade, Walmdach, straßenseitig Risalit mit Zierfachwerk im Giebel. | 09301445 |
|                                         | Wohnhaus in offener Bebauung | August-Bebel-Straße 16 (Karte) | Um 1860 | Gründerzeitlicher Putzbau mit feiner Fassadengliederung, baugeschichtlich von Bedeutung. Natursteinsockel, Putzbau, eingeschossig mit Drempel, Mittelrisalit zweigeschossig/zweiachsig, feine Stuckgliederungen, saniert, Fenster neu, am Giebel zwei Köpfe. Nebengebäude kein Denkmal mehr. | 08967003 |
| Weitere Bilder                          | Mietvilla mit Vorgarten | August-Bebel-Straße 17 (Karte) | Um 1890 | Historisierender Putzbau mit hölzerner Veranda, interessanter gründerzeitlicher Wohnbau im Ensemble gleichartiger Häuser, bau- und ortsentwicklungsgeschichtlich von Bedeutung. Zweigeschossig, hölzerne Veranda, Putzfassade, (Kunst-)Schieferdach, saniert, Fenster neu, im Ensemble. | 08967004 |
|                                         | Mietvilla mit Vorgarten | August-Bebel-Straße 19 (Karte) | Um 1910 | Historisierender Putzbau mit Ziegelgliederung, ansprechender gründerzeitlicher Villenbau mit sehr schöner hölzerner Veranda, im städtischen Erweiterungsgebiet gelegen, bau- und ortsentwicklungsgeschichtlich von Bedeutung. Zweigeschossig, fünf Achsen, Putzfassade mit Klinkergliederung, Ziegeldach, Bauakte vorhanden, original: Haustür mit Klinke, verglaste hölzerne Veranda. | 08967008 |
| Direkt Bild zu diesem Denkmal hochladen | Putzrelief am Giebel eines Wohnblocks | August-Bebel-Straße 50 (Karte) | Bezeichnet mit 1960 | Putzrelief „Weltfrieden“, im Zusammenhang mit den Reliefs Am Wolfsgraben 16, 22 und 28 zu sehen, von Geschichts- und Seltenheitswert. Selten erhaltenes Geschichtsdokument, noch „Kunst am Bau“ (?)-Kampagne. | 08966980 |
| Weitere Bilder                          | Superintendentur (mit Elisabethkapelle im Innern), heute Pfarrhaus, mit Nebengebäude, Hausgarten, Einfriedung mit Portal und Pavillon auf der Stadtmauer | Baderplan 1 (Karte) | Um 1240 (Kapelle); Ende 15. Jahrhundert (Portal); im Kern 16. Jahrhundert (Superintendentur); 1810–1811 (Superintendentur) | Eindrucksvoller Spätbarockbau von 1810, mit einzigartigen Resten des Vorgängerbaues, unter anderem Spolien der mittelalterlichen Elisabethkapelle, baugeschichtlich, ortsgeschichtlich und wissenschaftlich von Bedeutung, Garten von ortsbildprägendem Wert, Anlage auch von städtebaulicher Bedeutung. - Pfarrhaus: dreigeschossig, fünf Achsen, Putzfassade, um 1238 Hospital der Hl. Elisabeth, um 1251 Kloster, um 1530 Umgestaltung Kapelle zum Wohnhaus, 1789 eingreifender Umbau, original: Haustür mit Klinke, Nebengebäude: zweigeschossig, Putzfassade, Ziegeldach, Einfriedung: Bruchsteinsockel, Klinkerpfeiler, verputzte Ziegelmauer - Umfriedeter, in drei Ebenen gestaffelter Hausgarten eines spätbarocken, in seinen Wurzeln bis in das 13. Jahrhundert zurückreichenden Gebäudes, eines der größten Beispiele der hinter der östlichen Stadtmauer von Grimma gelegenen Gärten mit überkragendem Gartenhaus. - Obere Ebene: Terrasse mit Pergola, Mauerpfeilern (Klinker, neu), Holzwand in Richtung Westen, Ausblick auf die Mulde. Wandelgang mit brüstungshoher, gemauerter Abgrenzung (Bruchstein) auf der Stadtmauer, berankt (Efeu, wilder Wein), über der Stadtmauer nach Osten auskragendes Gartenhaus, Fachwerk, Walmdach (saniert). - Mittlere Ebene: Vollständig ummauerter Hausgarten, beherrscht von zwei Großbäumen: Linde (Nordosten) und Robinie (Südosten). Strauch- und Staudenrabatten entlang der Raumgrenzen, Rasenfläche mit Obstbäumen und freier Möblierung. Direkter Zugang zum Baderplan/Mühlstraße durch spätgotisches Portal (Porphyrtuff) des früheren Wohnhauses von Adolf von Zehmen an dieser Stelle, Sitznischen (Außenseite), Abgang durch Freitreppe, teilweise Inschriftensteine (Grabsteine, Porphyrtuff) - Besonderheit des nordöstlichen Gartenteils: Einziger, der Stadtmauer von Grimma an der Muldenseite vorgelagerter Garten, Kräuter-, Blumen- und Nutzgarten, Einfriedung durch Holzzaun, vom Gebäude durch Freitreppe erschlossen (keine direkte Verbindung zu den anderen Gartenteilen) | 08966849 |
| Direkt Bild zu diesem Denkmal hochladen | Wohnhaus in halboffener Bebauung und in Ecklage | Baderplan 2 (Karte) | Nach 1856, später überformt | Stadtbildprägender gründerzeitlicher Eckbau gegenüber Alter Baderei und Superintendentur, Ensemble mit Nachbargebäude Nummer 3, baugeschichtlich und städtebaulich von Bedeutung. Zweigeschossig, 2-6 Achsen, Kellergeschoss, Dach mit Dachpappeschindeln, Putzfassade und Putzgliederung, neuere Fenster, saniert, nach 1856 erbaut. | 08966853 |
|                                         | Wohnhaus in offener Bebauung und in Ecklage | Baderplan 3 (Karte) | Um 1890 | Platzbildgestaltender Wohnbau der Gründerzeit, zum Hof schmiedeeiserner Balkon, giebelständig zur Platzanlage, Ensemble mit Nachbargebäude Nummer 2, baugeschichtlich und städtebaulich von Bedeutung. Zweigeschossig, 2-6 Achsen, Kellergeschoss, Dach mit Dachpappeschindeln, Putzfassade und Putzgliederung, neuere Fenster, saniert, nach 1856 erbaut. | 08966852 |
| Weitere Bilder                          | Zwei Wohnhäuser in ehemals geschlossener Bebauung | Baderplan 6, 7 (Karte) | Um 1830 | Schlichte Putzbauten im historischen Altstadtbereich, Bestandteile des Platzensembles Baderplan, erhaltene Brettdecken im Innern von Seltenheitswert, baugeschichtlich von Bedeutung. Zweigeschossig, je drei Achsen, vereinheitlichtes Satteldach über beide Gebäude (neue Biberschwanzdeckung), Fenster neu, Haustür nur bei Nummer 7 neu, saniert, Putzfassade, um 1830 erbaut, innen eigentlich nichts mehr. | 08966788 |
| Direkt Bild zu diesem Denkmal hochladen | Wohnhaus in halboffener Bebauung und in Ecklage, Einfriedungsmauer (mit Pforte) entlang der Gasse | Baderplan 8 (Karte) | Um 1780/1790 | Im Kern Barockbau mit schlichter Putzfassade, in der Einfriedungsmauer Pforte mit Schlussstein aus Rochlitzer Porphyrtuff bezeichnet mit 178?, seltener Altstadtbau mit Krüppelwalmdach, baugeschichtlich und wissenschaftlich-dokumentarischer Wert sowie stadtplatzprägend. Zweigeschossig, 7-2 Achsen, Ladeneinbau im Erdgeschoss, linksseitig Krüppelwalmdach, neue Biberschwanzziegeldeckung, Fenster und Türen neu, saniert. | 08966856 |
| Weitere Bilder                          | Druckereigebäude als Winkelbau (bildet ein Grundstück mit Frauenstraße 21), ehemalige Druckerei Winkler & Schulz | Baderplan 8a (Karte) | Um 1920 | Dokument Grimmaer Produktionsgeschichte in der 1. Hälfte des 20. Jahrhunderts, ortsgeschichtlich von Bedeutung. Zweigeschossig, rot eingefärbter Putz, Bruchsteinsockel, originale Fenster und Türen teilweise, Oberlichtfenster, letzte Druckerei in der Stadt. | 08966860 |
| Weitere Bilder                          | Wohnhaus in halboffener Bebauung | Baderplan 9 (Karte) | Um 1880 | Breitgelagerte gründerzeitliche Putzfassade mit Stuckdekor, Tordurchfahrt, baugeschichtlich von Bedeutung. Zweigeschossig, neun Achsen, Bruchsteinsockel, Putzfassade mit Putznutung im Erdgeschoss, Obergeschoss mit aufgesetztem Stuckdekor, Fenster neu, saniert, Tordurchfahrt, Hofpflaster (?). | 08966854 |
| Weitere Bilder                          | Wohnhaus in halboffener Bebauung | Baderplan 11 (Karte) | Um 1800 | Malerischer Altstadtbau mit Segmentbogenportal, Giebel in Fachwerk, in wichtiger Lage neben der Alten Baderei, baugeschichtlich und platzbildprägend von Bedeutung. Zweigeschossig, fünf Achsen, Putzfassade, Gewände im Erdgeschoss aus Rochlitzer Porphyrtuff, Giebelspitze mit Sichtfachwerk, steiles Satteldach mit Biberschwanzdeckung und zwei Dachgaupen, saniert, Brettdecke im Erdgeschoss, Biedermeiertür aus der Frauenstraße erhalten. Lorenz, Historisches Namensregister 1837: 1669 Hans Belinzki, Schneider/ 1678 Augustin Arnold/ 1714 Christian Gauck, Tuchmacher/1753 Rosina E. Schwert. | 08966851 |
| Weitere Bilder                          | Wohnhaus in halboffener Bebauung und in Ecklage, ehemalige Baderei | Baderplan 12 (Karte) | 1696 | Eindrucksvolles Gebäude mit städtebaulichem Wert, platzbeherrschende Dominante gegenüber der Superintendentur, mit hübschem Sitznischenportal der Renaissancezeit, als altes Badehaus von hohem sozialgeschichtlichem sowie bauhistorischem Wert. Zweigeschossig, zehn Achsen, Bruchstein-Ziegel-Mauerwerk, Sitznischenportal aus Rochlitzer Porphyrtuff, hohes Walmdach mit Biberschwanzdeckung, alte Fenster, Haustür alt, originale Wandmalerei (17. Jahrhundert) im Flur des ersten Obergeschosses, im Obergeschoss Lehmstaken- und Brettdecken, teilweise historische Fußbodenplatten, zwei Kamine, Kreuzgratgewölbe, historische Türen, Unterzüge 16. (?) Jahrhundert, schwarze Küche im Erdgeschoss, Brand 1695, Wiederaufbau 1696, gotische Reste, Grundrissfläche 24,8 × 10,8 m, beim Hochwasser 2002 stark beschädigt. | 08966850 |
| Weitere Bilder                          | Gedenktafel für Paul Nikusch | Bahnhofstraße (Karte) | Um 1950 | Zur Erinnerung an Paul Nikusch (gest. 1942, Opfer des Faschismus), geschichtliche Bedeutung. Geschichtsdokument für die Judenverfolgung im Dritten Reich, ehemals auf dem GGL-Gelände Haus 3. Heute angebracht an der westlichen Hausmauer von Gabelsberger Straße 12, 04668 Grimma. | 08966979 |
| Weitere Bilder                          | Oberer Bahnhof Grimma: Bahnhof mit Empfangsgebäude (Nr. 2), Bahnsteigüberdachung und -pflasterung sowie Wasserstation (Nr. 2a) | Bahnhofstraße 2, 2a (Karte) | 1866 (Empfangsgebäude); um 1865 (Wasserstation) | Empfangsgebäude im Rundbogenstil des 19. Jahrhunderts, von Architekt Eduard Heuchler (Freiberg) entworfen, an der Bahnstrecke Borsdorf–Coswig (6386, sä. BC), technik-, verkehrs-, orts- und ortsentwicklungsgeschichtlich von Bedeutung. Neugotischer Bahnhofsbau im Burgenstil mit Bahnsteigüberdachung. - Empfangsgebäude: neunachsig, eingeschossig, mittig dreiachsiger Risalit mit Uhr und Glockentürmchen - Nebengebäude: Natursteinsockel, Putzbau, teilweise Rahmungen aus Sandstein - Wasserstation für Dampflokomotiven, leider keine Wasserkräne am Ort erhalten | 08966633 |
|                                         | Fabrikgebäude (alte Dreherei, ehemals Maschinenbau-Aktiengesellschaft Golzern-Grimma) | Bahnhofstraße 5 (Karte) | 1899 | Gründerzeitlicher Klinkerbau, von industriegeschichtlicher Bedeutung. Dreigeschossig, sieben Achsen, L-förmiger Grundriss, Klinkerfassade, Halle mit Oberlicht, saniert (Anbau baulich verändert und eher kein Denkmal mehr), 1899 von der Maschinenbau AG Golzern-Grimma erbaut, Areal ab 1865 zur Maschinenfabrik Hentschel gehörend, ab 1948 VEB MAG und NAGEMA, nachfolgend VEB Chemieanlagenbau Leipzig-Grimma gehörend. | 08966646 |
|                                         | Werkhalle mit rückwärtigem Anbau (alte Schmiede, ehemals Maschinenbau-Aktiengesellschaft Golzern-Grimma) | Bahnhofstraße 5 (Karte) | 1913 | Große Werkhalle aus roten Klinkern mit Oberlicht, straßenbildprägender Fabrikbau, industriegeschichtliche Bedeutung. Sehr schöne Fassadenstruktur entlang der Bahnhofstraße, Fensterstürze – Eisenträger, ab 1899 Maschinenbau AG Golzern – Grimma, 1948 VEB MAG und NAGEMA, dann VEB Chemieanlagenbau Leipzig-Grimma Stammbetrieb, ab 1950 Leitbetrieb für den Chemieanlagenbau der DDR, nach 1990 Gewerbegebiet und Betrieb der MAG. | 08966647 |
|                                         | Mietshaus in halboffener Bebauung | Bahnhofstraße 31 (Karte) | Um 1895 | Klinkerfassade, gründerzeitlicher Wohnbau im Bahnhofsviertel, ortsentwicklungs- und baugeschichtlich von Bedeutung. Zweigeschossig, fünf Achsen, mit Tordurchfahrt, Mittelrisalit drei Achsen mit Zwerchhaus, Klinkerfassade, Dachgeschoss um 1930 weiter ausgebaut, Natursteinsockel Zyklop-Mauerwerk, gleicher Typ wie Nummer 33, zur Gruppe auch Nummer 35, Tor original. | 08966649 |
|                                         | Mietshaus in geschlossener Bebauung | Bahnhofstraße 33 (Karte) | Um 1895 | Mit Laden, Klinkerfassade, gründerzeitlicher Wohnbau im Bahnhofsviertel, ortsentwicklungs- und baugeschichtlich von Bedeutung. Mietshaus mit Tordurchfahrt und Ladeneinbau, zweigeschossig, fünf Achsen, Mittelrisalit drei Achsen mit Zwerchhaus, Natursteinsockel mit Zyklop-Mauerwerk, Ladeneinbau entstellend, Erdgeschoss geglättet, Klinkerfassade, Fenster mit Kunststeinrahmungen, original: Tor der Tordurchfahrt mit Oberlicht. | 08966650 |
|                                         | Mietshaus in Ecklage und halboffener Bebauung | Bahnhofstraße 35 (Karte) | Um 1895 | Mit Laden, Klinkerbau mit Eckerker, reizvoller Eckbau im Bahnhofsviertel, Zeugnis gründerzeitlicher Baukultur, ortsentwicklungs- und baugeschichtlich von Bedeutung. Zweigeschossig, 4-1-4 Achsen, ausgebautes Dachgeschoss, Ladenzugang mit originalen Pfosten, ehemals Café, Erdgeschoss mit Putzstruktur, Obergeschoss gelbe Klinker mit Gliederung grün glasierte Ziegel, Ziegeldach, Eckerker mit verschiefertem Turmaufsatz, Vorgarten in der Karl-Marx-Straße, Häusergruppe mit Nummer 31/33. | 08966651 |
|                                         | Mietvilla mit Einfriedung | Bahnhofstraße 43 (Karte) | Um 1905 | Putzfassade mit Gliederungen aus Porphyrtuff, Bestandteil der gründerzeitlichen Stadterweiterung nach dem Bau des Oberen Bahnhofes, bauhistorisches und ortsentwicklungsgeschichtliches Zeugnis. - Mietvilla: zweigeschossig, vier Achsen, Mittelrisalit zweiachsig mit Zwerchhaus, Natursteinsockel, Putzfassade mit Gliederungen aus Rochlitzer Porphyrtuff, Fenster original, städtebaulich unverzichtbar - Einfriedung: Porphyrtuff-Schwellen, verputzte Pfeiler, Eisenzaun | 08966711 |
| Direkt Bild zu diesem Denkmal hochladen | Zwei Säulenreste vom Böhlener Rittergut | Bahrener Straße (Karte) | 19. Jahrhundert | Alte Ortslage Böhlen, Säulen mit aufwendigen Kapitellen aus Rochlitzer Porphyrtuff, handwerklich-künstlerisch und ortsgeschichtlich von Bedeutung | 08966757 |
| Weitere Bilder                          | Rittergut Böhlen (Sachgesamtheit) | Bahrener Straße 1, 2, 3, 4, 5, 6, 7, 8 (Karte)                                                                                     | Bezeichnet mit 1628 (Torhaus); bezeichnet mit 1891 (Rittergut) | Sachgesamtheit Rittergut Böhlen, mit folgenden Einzeldenkmalen: Wohnhaus (Nr. 2), Kutscherhaus (Nr. 5), Scheune (Nr. 4 und Nr. 6), Stallgebäude (Nr. 7) und Torhaus (Nr. 8), siehe 08966758, sowie mit folgenden Sachgesamtheitsteilen: Pflasterung des Hofes und des Zufahrtsweges, Reste des Gutsparks und Ruine des Herrenhauses (neben Nr. 4), weiteres Stallgebäude (neben Nr. 7), Nebengebäude (Nr. 1) und Wirtschaftsgebäude (Nr. 3); alte Ortslage Böhlen, eindrucksvolle Gesamtanlage in reizvoller Hanglage am Muldeufer, überwiegend aus der Gründerzeit mit Resten des 1949 abgebrochenen Herrenhauses von 1892/1893, Kutscherhaus mit Turm, Torhaus möglicherweise noch aus barocker Zeit (bezeichnet mit 1628 und Eisentor bezeichnet mit 1891), wissenschaftlicher Dokumentationswert, Bedeutung für die Kulturlandschaft, die Ortsgeschichte und die Volksbildung. Sachgesamtheit, steht nicht im Dehio, gehörte zu den altschriftsässigen Rittergütern mit Erb- und Obergerichten, Besitzer 1712–1800 Familie von Metzsch, 1800–1818 Zramermeister Christian Vollsack zu Leipzig, 1818–1852 Oberst Franz Albert Freiherr von Lobkowitz, ab 1891 Fabrikbesitzer Gebrüder Schroeder. - Wirtschaftsgebäude (Nummer 3, teilweise vorhanden): durch Hanglage hohes Kellergeschoss (Fenstergewände aus Rochlitzer Porphyrtuff, Tonnengewölbe), Fenstergewände im Erdgeschoss und Haustürgewände Sandstein, Putzfassade, Dach neu gedeckt | 09303751 |
| Weitere Bilder                          | Wohnhaus (Nr. 2), Kutscherhaus (Nr. 5), Scheune (Nr. 4 und Nr. 6), Stallgebäude (Nr. 7) und Torhaus (Nr. 8), Einzeldenkmale der Sachgesamtheit 09303751 | Bahrener Straße 2, 4, 5, 6, 7, 8 (Karte)                                                                                           | Bezeichnet mit 1628 (Torhaus); bezeichnet mit 1891 (Rittergut) | Einzeldenkmale der Sachgesamtheit Rittergut Böhlen; alte Ortslage Böhlen, eindrucksvolle Gesamtanlage in reizvoller Hanglage am Muldeufer, überwiegend aus der Gründerzeit mit Resten des 1949 abgebrochenen Herrenhauses von 1892/1893, Kutscherhaus mit Turm, Torhaus möglicherweise noch aus barocker Zeit (bezeichnet mit 1628 und Eisentor bezeichnet mit 1891), wissenschaftlicher Dokumentationswert, Bedeutung für die Kulturlandschaft, die Ortsgeschichte und die Volksbildung. Sachgesamtheit, steht nicht im Dehio, gehörte zu den altschriftsässigen Rittergütern mit Erb- und Obergerichten, Besitzer 1712–1800 Familie von Metzsch, 1800–1818 Kramermeister Christian Vollsack zu Leipzig, 1818–1852 Oberst Franz Albert Freiherr von Lobkowitz, ab 1891 Fabrikbesitzer Gebrüder Schroeder. - Wohnhaus (Nummer 2): zweigeschossig, sieben Achsen, Massivbau, Haustür- und Fenstergewände aus Rochlitzer Porphyrtuff (im Erdgeschoss), ziegelgedecktes Satteldach, Fenster und Innentüren alt - Kutscherhaus (Nummer 5): Porphyrtuff-Sockel, Erdgeschoss Ziegelmauerwerk, Obergeschoss Fachwerk mit Ziegelausfachung, ziegelgedecktes Krüppelwalmdach, um 1905 Turmanbau - Scheune (Nummer 6): Bruchstein-Ziegel-Mauerwerk verputzt, Ziegeldach, eingebaute Wohnung an der Ecke, ehemals Eckturm - Stall und Scheune (Nummer 7): Ziegel-Mauerwerk verputzt, Rochlitzer Porphyrtuff-Sockel, Stall mit Sichtfachwerk im Obergeschoss, ziegelgedeckte Satteldächer - Torhaus (Nummer 8): bezeichnet mit 1628, Eisentor bezeichnet mit 1891, Massivbau verputzt, Obergeschoss Muldenseite mit Sichtfachwerk, Walmdach mit Doppeldeckung, Pflasterung Hof und Zufahrtstraße Schloss (Nummer 4, Anschrift möglicherweise heute 2010: Fährstraße 5) abgebrochen. | 08966758 |
| Direkt Bild zu diesem Denkmal hochladen | Mühlengebäude und Toreinfahrt zum Mühlenanwesen (Neumühle) | Bahrener Straße 15a (Karte) | Um 1890 | Alte Ortslage Böhlen, landschaftsprägendes Bauwerk, Fabrikmühlengebäude am Muldeufer sowie zwei Klinkerpfeiler mit Sandsteinabdeckung der Zufahrt, Dokument der Orts- und Industriegeschichte. Bruchsteinsockel, Klinkerfassade, zweigeschossig, große Stahlrahmenfenster, neues Tor entstellend, heute Landestalsperrenverwaltung Sachsen, Flussmeisterei Grimma, zwei Pfeiler der Einfahrt aus Klinker-Mauerwerk mit Sandsteinabdeckung. | 08966769 |
| Weitere Bilder                          | Wohnhaus in halboffener Bebauung und Einfriedungsmauer des Grundstücks (Theresenhaus) | Beiersdorfer Straße 1 (Im Steingarten 1) (Karte)                                                                                   | Wohl 1750; Umbau bezeichnet mit 1850 | Barocker Putzbau mit Mansarddach, nach 1920 als Mütterschule genutzt (Theresenhaus genannt), von ortsgeschichtlichem Interesse. - Wohnhaus: zweigeschossig, Putzfassade, Fenstergewände Rochlitzer Porphyrtuff, original: Haustür, Türen innen, Inschrifttafel „1850 C.H.A.v. Nohtitz/Bethenburg“ - Einfriedung: Bruchsteinmauer, Abdeckplatten Rochlitzer Porphyrtuff | 08966292 |
| Weitere Bilder                          | Ehemaliges Jugendheim | Beiersdorfer Straße 1b (Karte) | 1938–1940 | Erbaut als HJ-Heim, auf dem Gelände des Theresenhauses (Beiersdorfer Straße 1) errichtet, typisch traditionalistisch geprägter Putzbau aus der Zeit des Nationalsozialismus, baugeschichtliche, zeitgeschichtliche und ortsgeschichtliche Bedeutung. Zweigeschossiges, beidseits eingebautes Gebäude mit Putzfassade über Natursteinsockel, Gewände in Rochlitzer Porphyrtuff, ausgebautes Satteldach mit breiter Gaupe, Zeugnis für eine charakteristische Organisationsform des gesellschaftlichen Lebens in der NS-Zeit, verweist zugleich auf eine damit verbundene spezielle Bauaufgabe, durch den Bauherrn Ferdinand Walther zudem wichtige ortsgeschichtliche Bezüge. Das Gebäude wurde 1938–1940 als HJ-Heim errichtet, Bauherr war der Grimmaer Fabrikant Ferdinand Walther. Wie bei anderen örtlichen Bauvorhaben, die im Auftrag F. Walthers entstanden, lieferten das Leipziger Architekturbüro Hänsel/Schilde die Entwürfe. Zweigeschossiges, beidseits eingebautes Gebäude mit Putzfassade über Natursteinsockel, Gewände in Rochlitzer Porphyrtuff, ausgebautes Satteldach, auf beiden Seiten breite verschieferte Gaupe. Straßenfront mit höher gelegenem, über Freitreppe zugänglichem Hauseingang und Garageneinfahrt. An der Rückfront im Erdgeschoss Blendarkaden, die wohl ursprünglich geöffnet waren. Denkmalwert erlangt das Objekt als Zeugnis für eine charakteristische Organisationsform des gesellschaftlichen Lebens in der NS-Zeit, wobei es zugleich auf eine damit verbundene spezielle Bauaufgabe verweist. Auch stellen sich durch den Bauherrn Ferdinand Walther wichtige Bezüge zur Ortsgeschichte in jener Zeit her. Von baugeschichtlichem Wert ist Aussagefähigkeit des Objekts zur Tätigkeit des Architekten Hänsel/Schilde, die insbesondere für ihre Rolle in der Bauentwicklung von Leipzig in der ersten Hälfte des 20. Jahrhunderts bekannt sind. | 09304482 |
| Direkt Bild zu diesem Denkmal hochladen | Wohnhaus in offener Bebauung, mit Garagenanbau, Garten und Einfriedung | Birkenwäldchen 2 (Karte) | Um 1925 | Zeugnis der städtischen Umlanderschließung und des Siedlungsbaues in den 1920er Jahren, die Garagen mit großer Terrasse von Seltenheitswert, baugeschichtlich von Bedeutung. - Villa: zweigeschossig, zwei Garagen im Kellergeschoss, ausgebautes Dachgeschoss, am Haus geschwungene Natursteintreppe den Hang hinauf, Fenster teilweise entstellend, Kellergeschoss Natursteinmauerwerk, Obergeschoss verputzt, schönes Treppenhaus mit Bleiglasfenster - Einfriedung sehr schön: Naturstein-Zyklopmauerwerk, originaler Holzfelderzaun zwischen Steinpfeilern, Beuchaer Granit, Pfeilerabdeckplatten aus Kunststein, saniert mit Beteiligung der Unteren Denkmalschutzbehörde | 08967091 |
| Weitere Bilder                          | Wohnhaus in offener Bebauung, mit Villengarten und Einfriedung (Villa Marion) | Bockenberg 1 (Karte) | 1905 | Putzbau mit Fachwerkgiebel und Veranda, villenartiges Wohnhaus, straßenbildakzentuierender Eckbau, in exponierter Ecklage zur Colditzer Straße, baugeschichtlich von Bedeutung, Garten auch von ortsbildprägender Bedeutung mit struktur- und raumbildendem Baumbestand. - Wohnhaus: Putzbau mit Klinkergliederung, Heimatstil, Zwerchgiebel mit Sichtfachwerk, vielgliedrige ziegelgedeckte Dachlandschaft, Fenster neu, saniert, Haustür original, zweigeschossig, ausgebautes Dachgeschoss, Sohlbänke aus Rochlitzer Porphyrtuff - Repräsentativer Vorgarten einer Villa in exponierter Lage (Baujahr 1905) - Einfriedung: Stützmauer aus Natur-Werksteinen (Polygonalverband) mit Abdeckung aus Sandstein-Abdeckplatten (profiliert), Mauerpfosten (verputzt) mit Sandsteinsockeln und Sandsteinabdeckungen mit Kugel, Holzzaun (neu) - Großbaum (Blutbuche) im Vorgartenbereich, städtebaulicher Akzent des bastionsartig über dem Straßenraum liegenden Grundstücks - Zufahrt und Hofbereich Granit-Kleinsteinpflaster (saniert). Hofbereich nicht Bestandteil des Denkmals (Neugestaltung) | 08966694 |
| Weitere Bilder                          | Villa, mit Garten und Einfriedung | Bockenberg 6 (Karte) | Bezeichnet mit 1912 | Breit gelagerter Villenbau mit schöner Putzfassade, im Reformstil der Zeit um 1910, baugeschichtlich von Bedeutung. - Villa: eingeschossiger breit gelagerter Villenbau über hohem Sockelgeschoss, ausgebautes Dachgeschoss mit großem Zwerchhausgiebel, Putzfassade mit ansprechender Gliederung, gelbes Ziegeldach, original: alle Fenster, Balkongeländer aus Metall, Haustür - Einfriedung zur Straße Bockenberg als Nebenanlage | 08966695 |
| Weitere Bilder                          | Wohnhaus in geschlossener Bebauung und Hofgebäude | Brückenstraße 1 (Karte) | Um 1700 | Mit Ladeneinbau, für die Bauforschung außerordentlich interessanter Altstadtbau, straßenbildprägend, im Kern ein Barockbau, mit prächtiger Ladenfront und Portal des 19. Jahrhunderts, baugeschichtlich von Bedeutung. Zweigeschossig, drei Achsen, Fenster- und Haustürgewände und Ladenfront aus Rochlitzer Porphyrtuff in klassizistischer Formensprache, barocke Haustür, Putzfassade, steiles Satteldach mit neuer Biberschwanzdeckung, 1991 saniert, Fenster neu, Kreuzgratgewölbe, Treppenhaus original mit Balustern, Gewölben und Steinstufen, zur Haustür zwei Granitstufen, Ladenfront um 1920, gefördert durch Deutsche Stiftung Denkmalschutz. | 08966835 |
| Direkt Bild zu diesem Denkmal hochladen | Mietshaus in halboffener Bebauung | Brückenstraße 2 (Karte) | Um 1905 | Mit Laden, gegenüber der Einmündung Schloßgasse befindliches späthistoristisches Gebäude mit Klinker-Putz-Fassade, Zeugnis für bauliche Veränderungen in der Stadt am Anfang des 20. Jahrhunderts, baugeschichtlich von Bedeutung. Dreigeschossig, fünf Achsen, linker Seitenrisalit mit Eingang, Putz-Klinker-Fassade mit Sandstein- und Kunststeingliederung, original: Haustür mit Klinke, Fenster teilweise auf der Hofseite, alle Fenster an der Fassade. | 08966832 |
|                                         | Wohnhaus in geschlossener Bebauung | Brückenstraße 3 (Karte) | Bezeichnet mit 1735 | Schlichter ortstypischer Barockbau mit Segmentbogenportal, ehemals mit Bäckereigewerbe, baugeschichtlich von Bedeutung. Zweigeschossig, drei Achsen, Putzfassade, Gewände im Erdgeschoss aus Rochlitzer Porphyrtuff, an der Haustür alter Schlussstein mit Brezel und Jahreszahl 1735, sehr hohes steiles Ziegeldach mit späteren Gaupen, im Obergeschoss ältere Fenster, entstellende Haustür. | 08966834 |
| Direkt Bild zu diesem Denkmal hochladen | Mietshaus in geschlossener Bebauung und Hofpflasterung | Brückenstraße 4 (Karte) | Um 1905 | Mit Laden, repräsentativer Bau in strenger Fassadengliederung mit Jugendstilreliefs, baugeschichtlich von Bedeutung. Dreigeschossig, sechs Achsen, ausgebautes Dachgeschoss mit drei Gaupen und Dachhaus mit gekuppelten Rundbogenfenstern, zwischen ersten und zweiten Obergeschoss Reliefplatten mit Jugendstildekor, Granitsockel, original: teilweise Fenster Hofseite, Treppenhausfenster, Treppenhaus, Fenster an der Fassade, Außen-WC-Türen, Hoftür, Wohnungseingangstüren, Ladenfront um 1920 (?) mit runden Eckscheiben. Abbruch Nebengebäude und Schuppen am 29. August 2002 genehmigt, Mauer des 18. Jahrhunderts soll erhalten werden. | 08966830 |
| Weitere Bilder                          | Wohnhaus in geschlossener Bebauung | Brückenstraße 5 (Karte) | Anfang 19. Jahrhundert | Kleinstadttypischer Bau im geschlossenen Straßenzug, mit Segmentbogenportal, Zeugnis im historischen Stadtkern, baugeschichtlich von Bedeutung. Zweigeschossig, fünf Achsen, Putzfassade, Gewände aus Porphyrtuff, Läden im Erdgeschoss eingebaut, Satteldach mit neuer Ziegeldeckung und drei Gaupen, Fenster neu, saniert, Treppenhaus mit Stufen aus Rochlitzer Porphyrtuff, auch im Obergeschoss Massiv-Mauerwerk. | 08966836 |
|                                         | Wohnhaus in geschlossener Bebauung | Brückenstraße 6 (Karte) | 1. Hälfte 18. Jahrhundert | Bürgerlicher Barockbau, im Innern unter anderem Kreuzgratgewölbe, Inneres von kunstwissenschaftlichem Interesse, von baugeschichtlicher Bedeutung. Zweigeschossig, vier Achsen, Putzfassade, Haustür und Fenster mit neuen Rahmungen aus Rochlitzer Porphyrtuff, neues Biberschwanzdach mit drei Gaupen, Fenster neu, saniert, Hofportal Rochlitzer Porphyrtuff, original: Hoftür mit Oberlicht und eisernen Beschlägen, sehr schönes hölzernes Treppenhausgeländer, Erdgeschoss Hofseite rechts Kreuzgratgewölbe, Kamin (laut Dehio). | 08966829 |
|                                         | Wohnhaus in geschlossener Bebauung | Brückenstraße 7 (Karte) | Um 1800 | Typischer, das Stadtbild charakterisierender Wohnbau, wissenschaftlich-dokumentarisch von Interesse. Zweigeschossig, drei Achsen, Putzfassade, ziegelgedecktes Satteldach, große Schleppgaupe, 1929, Fenster im Obergeschoss alt, Hoftür klassizistisch/biedermeierlich mit originalen Klinken und Knäufen, Umbauten 1872 und 1929. | 08966833 |
| Direkt Bild zu diesem Denkmal hochladen | Wohnhaus in geschlossener Bebauung und in städtebaulich wichtiger Ecksituation (ein Grundstück mit Schloßgasse 4) | Brückenstraße 9 (Karte) | Ende 18. Jahrhundert | Dokument der historischen Altstadtbebauung, baugeschichtlich von Bedeutung. Zweigeschossig, im Erdgeschoss 5/4 Achsen, Putzfassade, Erdgeschoss massiv (Bruchsteinmauerwerk), einseitig Krüppelwalmdach, neue Dacheindeckung. | 09264687 |
|                                         | Wohnhaus in geschlossener Bebauung | Brückenstraße 18 (Karte) | Vor 1800 | Breitgelagerter, straßenraumcharakterisierender Putzbau von wissenschaftlich-dokumentarischem Wert, mit barockem Segmentbogenportal, baugeschichtlich von Bedeutung. Mit Ladeneinbau, zweigeschossig, neun Achsen, Putzfassade, Haustürportal mit Korbbogen und Schlussstein, Dach neu gedeckt und mit Schleppgaupen. | 08966887 |
| Direkt Bild zu diesem Denkmal hochladen | Wohnhaus in geschlossener Bebauung | Brückenstraße 22 (Karte) | Ende 18. Jahrhundert | Ortstypischer kleinstädtischer Wohnbau, Putzfassade und hohes Satteldach, ortsbildcharakterisierende Funktion, wissenschaftlich-dokumentarisch von Bedeutung. Mit Ladeneinbau, zweigeschossig, fünf Achsen, Putzfassade, steiles Satteldach mit Biberschwanzdeckung. Hofgebäude (Seitenflügel im Hof) vor 2010 abgebrochen. | 08966821 |
|                                         | Wohnhaus in geschlossener Bebauung | Brückenstraße 25 (Karte) | 18. Jahrhundert | Bestandteil der historischen Altstadtbebauung, typischer kleinstädtischer Putzbau, baugeschichtlich von Bedeutung. Mit Laden, zweigeschossig, drei Achsen, Putzfassade, ziegelgedecktes Satteldach, Laden im Erdgeschoss mit Nummer 27. | 08966826 |
| Direkt Bild zu diesem Denkmal hochladen | Mietshaus in halboffener Bebauung und in Ecklage, sowie Nebengebäude an der Torgasse | Brückenstraße 26 (Karte) | Um 1860 (Hofgebäude); bezeichnet mit 1897 (Mietshaus) | Stadtbildprägender gründerzeitlicher Eckbau am Altstadtrand, Putzfassade mit Sandsteingliederung, Eckbetonung durch Balkon, baugeschichtlich und städtebaulich von Bedeutung. - Mietshaus: dreigeschossig, Bruchsteinsockel Zyklop-Mauerwerk (Granit), Putzfassade geglättet, gebrochene Ecke an der Friedrich-Oettler-Straße mit Balkon, Dachhaus mit Sandsteingliederung, Dachhäuser verschiefert, sonst Ziegeldach, Eckladen zugemauert, Gewände teilweise aus Sandstein, original: Haustür, Wohnungseingangstüren, einfache Fußbodenfliesen (schwarz/gelb), Granitstufen im Eingangsbereich, Stein-Treppenhaus, Balkongitter - Hofgebäude: Massivbau, zweigeschossig, vierachsig, Zwerchhaus, Sandsteingewände, um 1860 | 08966322 |
|                                         | Wohnhaus in geschlossener Bebauung | Brückenstraße 27 (Karte) | Vor 1800 | Kleinstädtischer Wohnbau mit barockem Segmentbogenportal, Dokument der historischen Stadtkernbebauung, baugeschichtlich von Bedeutung. Mit Ladeneinbau (historische Ladenfront vor 2001 beseitigt), zweigeschossig, drei Achsen, Putzfassade, Ladeneinbau im Erdgeschoss (Zugang nach 2001 von Nummer 25 her), Haustür mit Korbbogenportal und Schlussstein aus Rochlitzer Porphyrtuff, Fenster neu. | 08966825 |
|                                         | Wohnhaus in geschlossener Bebauung | Brückenstraße 31 (Karte) | Bezeichnet mit 1774 | Das Stadtbild mitgestaltender Spätbarockbau, Segmentbogenportal mit schönem Schlussstein, baugeschichtlich von Bedeutung. Zweigeschossig, drei Achsen, Bruchstein-Ziegel-Mauerwerk, z. Zt. unverputzt, Haustürgewände mit Korbbogen/Schlussstein (Rochlitzer Porphyrtuff), ziegelgedecktes Satteldach, Haustür und Fenster nicht original. | 08966824 |
| Direkt Bild zu diesem Denkmal hochladen | Wohnhaus in Ecklage und in halboffener Bebauung, sowie zwei Hofgebäude und Hofpflasterung | Brückenstraße 37 (Karte) | Um 1895, im Kern wohl älter | Stattlicher Putzbau mit Ladeneinbau, Wohn- und Gewerbegrundstück im Altstadtbereich, Zeugnis des Seilerhandwerkes in Grimma, ortsgeschichtlich von Bedeutung. - Wohnhaus: mit Ladeneinbau, dreigeschossig, sieben Achsen, Putzfassade, profilierte Fensterrahmungen, saniert, Fenster neu, original: Haustür, Hofgebäude: Ziegelbau verputzt, 2. Hälfte 19. Jahrhundert, original: Treppenhaus, Innentüren - Hofpflasterung - Nebengebäude: mit vier Bögen, Putzbau, Biberschwanzziegel | 08966823 |
| Direkt Bild zu diesem Denkmal hochladen | Mietshaus in offener Bebauung, mit Einfriedung | Clara-Zetkin-Straße 3 (Karte) | Um 1915 | Straßenbildcharakterisierendes Wohnhaus, Putzfassade mit Holzveranda, Reformstilarchitektur, baugeschichtlich von Bedeutung. - Mietshaus: zwei- und dreigeschossig, Putzfassade mit Putzgliederung, Kunststeinsockel, muldenseitig Holzbalkone,Giebel mit Sichtfachwerk, Ziegeldach, original: Fenster, Hoftür, Treppenhausfenster - Einfriedung: Pfeiler mit Kunststeinhauben | 08966961 |
| Direkt Bild zu diesem Denkmal hochladen | Brunnenanlage im Schwanenteich- oder Stadtpark (Queckbrunnen) | Colditzer Straße (Karte) | 1350 Dendro; bezeichnet mit 1931 | Seltenes Zeitdokument, ortsgeschichtlich von Interesse. Kleine gestaltete Anlage aus Naturstein-Mauerwerk, Metalltafel mit kleinem Relief und Inschrift (bezeichnet mit „Ferdinand Walther 1931“), Wasserausfluss in Form eines Entenkopfes, noch Reste des Holzbrunnens von 1350 (dendrochronologische Untersuchung) erhalten (laut Auskunft Untere Denkmalschutzbehörde Dendro-Datierung des hölzernen Quellkastens 1309). | 08966741 |
| Weitere Bilder                          | Kelleranlage des ehemaligen Landhauses Mariaburg | Colditzer Straße 1 (Karte) | Ende 16. Jahrhundert | Als Rest einer wohl ins späte 16. Jahrhundert zurückgehenden Straßenbefestigung von ortshistorischer Bedeutung. In Hanglage, bestehend aus Bruchstein- und Ziegelmauerwerk, Gewölbe, z. T. auf Stützpfeilern, am Eingang Gewändeteile 16./17. Jahrhundert, Treppenanlage 18. Jahrhundert, im 19. Jahrhundert Kelleranlage mit Wohnhaus überbaut (dieses kein Denkmal). | 09303546 |
| Direkt Bild zu diesem Denkmal hochladen | Mietvilla mit Einfriedung und Villengarten sowie ehemaliges Gärtnerwohnhaus an der Stecknadelallee (Villa Elisenhöhe) | Colditzer Straße 2 (Karte) | 1888 | Villa ein vielgliedriger Baukörper, repräsentative Klinkerfassade, im Stil der Deutschen Neorenaissance, landschaftsraumgestaltender Historismusbau in exponierter Lage, 1888 ursprünglich als Sanatorium errichtet, Villengarten mit struktur- und raumbildendem Baumbestand, Gärtnerhaus Putzbau im Heimatstil, von ortsgeschichtlicher, baugeschichtlicher und ortsbildprägender Bedeutung. - Villa: vielgliedriger Baukörper, rote Klinkerfassade, Waschhaus Abbruch (?), Wohnhaus zu Garage umgebaut - Einfriedung: Bruchsteinmauer, ehemalige Laube auf Sandsteinkonsolen, Zufahrt heute über Stecknadelallee - Garten einer repräsentativen, historistischen Mietvilla, 1888 ursprünglich als Sanatorium errichtet, Architekt war Arthur Dießner, Bauherr war Leipziger Arzt Bruno Riemer. Orientierung des weit von der Colditzer Straße zurückgesetzten Hauses nach Süden. - Einfriedung: von Osten (Colditzer Straße) Stützmauer aus Natur-Werksteinen (Polygonalverband) mit Abdeckung aus Sandstein-Abdeckplatten (profiliert), dazwischen Mauerpfosten (Klinker, mit Anlauf), südöstlich Kragsteine (Sandstein) als Rest eines früheren Gartenpavillons mit Ausblick zur Mulde, Stahlstabzaun (neu, kein Denkmal) - Breite, geschwungene Auffahrt von der Colditzer Straße zur höher liegenden Villa, Bruchstein-Stützmauer, am Hang Bodenrelief einer früheren Terrassierung erkennbar. Garten überwiegend waldartig, einzelne Starkbäume, kurze Reihe aus Schwarzkiefern entlang der Auffahrt (mittelalter Bestand). An südwestlichem Nebengebäude (ehemaliges Waschhaus) große Platane sowie Stubben einer zweiten Platane. Keine Spuren einer historischen Gestaltung in Hausnähe. - Störende Elemente: Stützmauer aus Betonfertigteilen am Gärtnerhaus, geringe Pflege | 08966698 |
| Weitere Bilder                          | Villa, Remisengebäude, Einfriedung mit Toreinfahrt, sowie Villengarten mit Treppenanlage, Grotte und künstlicher Ruine (Gattersburg) | Colditzer Straße 3 (Karte) | Bezeichnet mit 1887 (Villa); 1882 (Ruine) | Villa, heute als Hotel genutzt; überaus repräsentatives Anwesen von hoher Wertigkeit für die Ortsgeschichte und Kulturlandschaft, Vorläufer war ein Landhaus des Landrichters Johann Christian Gattert (daher Gattersburg genannt), seit 1867 Gasthaus, später auf dem Gelände Villa für die Papierfabrikantenfamilie Max Schroeder errichtet, Architekten waren Pfeifer & Händel, Leipzig, Ausführung Robert Barthel; baukünstlerische Bedeutung, parkartiger Garten mit Wegenetz und strukturbildendem Gehölzbestand, mit Lindenallee, den oben genannten baulichen Ausstattungselementen und Resten einer Kaskadenanlage, von landschaftsgestaltender und überörtlicher gartenkünstlerischer Bedeutung. Gartenarchitekt unbekannt. | 08966675 |
| Direkt Bild zu diesem Denkmal hochladen | Villa Clara mit Nebengebäude, Villengarten mit Treppe und Brunnen | Colditzer Straße 6 (Karte) | Um 1880 | Repräsentativer gründerzeitlicher Wohnbau in rückwärtiger Grundstückslage, mit großer Veranda, bauhistorischer Dokumentationswert, erbaut für den Leipziger Kaufmann Martin Schroeder, Mitinhaber der Papierfabrik in Golzern, von ortsgeschichtlicher und ortsbildprägender Bedeutung. - Villa: eingeschossig, vier Achsen, Mittelrisalit zweiachsig mit Zwerchhaus, hohes Sockelgeschoss über Bruchsteinsockel (Putzquaderung), original: große Veranda mit vier Fenstern mit geätzten Eckgläsern, ein Fenster mit geätzter Scheibe, Haustür mit Gittern, ein Fenster mit Klappladen, Innentüren, Eingangsbereich mit Fußbodenfliesen (Muster), Granitstufen zur Haustür - Hofgebäude: Putzbau, Obergeschoss verbrettert - Park mit Treppe (Naturstein) und altem Gehölzbestand, erbaut für den Leipziger Kaufmann und Kommerzienrat Martin Schroeder, Mitinhaber der Papierfabrik in Golzern, Villa benannt nach dessen Ehefrau Clara Schroeder. - Repräsentativer Garten einer um 1880 erbauten Villa. - Auffahrt (wassergebundene Decke, Rinnen aus Klinker), gesäumt von Koniferen (kein Denkmal). - Gartenraum östlich des Hauses sanft abfallend, mit rundem Brunnenbecken (außer Betrieb) - Vegetation: Eibe, Großbaum (Rotbuche) am südlichen Rand mit Raumwirkung. Südlicher Gartenteil waldartig, starke Geländebewegung, einzelne Großbäume. - Störende Elemente: Betonsteinmauer als Abgrenzung zur Colditzer Straße (im Bau), Koniferenreihe. | 08966697 |
| Weitere Bilder                          | Villa Ernestine | Colditzer Straße 7 (Karte) | Um 1900 | Pittoresker spätgründerzeitlicher Wohnbau in reizvoller Geländesituation des Muldentales, die ansprechende Ausstattung teilweise erhalten, baugeschichtlich von Bedeutung. Putzbau mit Klinkergliederung, Bruchsteinsockel, weiter Dachüberstand mit profilierten Hölzern, Rückseite mit eisernem Balkon und mit Strukturglas verglaster Veranda, original: alle Fenster, Türen im Inneren, zwei Wandbilder am ehemaligen Balkon, Kellerfenster-Gewände, ein Fenster am Südgiebel mit zwei Gittern, teilweise Stuckkehlen in den Räumen. | 08966673 |
|                                         | Mietshaus in offener Bebauung | Colditzer Straße 8 (Karte) | Um 1885 | Feinsinnig gegliederter gründerzeitlicher Putzbau in Berglage gegenüber dem Park der Gattersburg, bau- und ortsentwicklungsgeschichtlich von Bedeutung. Dreigeschossig, fünf Achsen, Bruchsteinsockel, Putzfassade mit Putzgliederung, Fenster neu, Haustür original, Innentüren original, Kellerfenster-Rahmungen aus Sandstein, rückwärtig Treppenhaus. | 08966696 |
| Weitere Bilder                          | Mietvilla mit Einfriedungsmauer und Vorgarten | Colditzer Straße 24 (Karte) | Um 1890 | Putzbau mit Schwebegiebel, gründerzeitlicher Wohnbau im Villenensemble um die Gattersburg, ortsbildprägender Vorgarten mit struktur- und raumbildendem Baumbestand, bau- und ortsentwicklungsgeschichtlich von Bedeutung. Zweigeschossig, hohes Sockelgeschoss, Mittelrisalit mit Zwerchhaus und vorgelagerter Terrasse, vier Achsen, Putzfassade mit Putznutung im Erdgeschoss, Bauakte vorhanden, Vorgarten mit altem Gehölzbestand, das Nebengebäude 2002 abgebrochen. - Repräsentativer Vorgarten einer Villa (Baujahr 1890). - Einfriedung: Stützmauer aus Natur-Werksteinen (Polygonalverband) mit Abdeckung aus Klinker-Rollschicht, Holzzaun (kein Denkmal-Bestandteil). - Zwei malerische Magnolien als Paar in der Symmetrieachse der Villa, Rasenfläche. - Zufahrt und Hofbereich Granit-Kleinsteinpflaster (saniert). Hofbereich nicht Bestandteil des Denkmals (abgerissenes Nebengebäude, Neugestaltung). - Störende Elemente: Holzzaun (nahezu blickdicht) als Einfriedung, Wacholder. | 08966674 |
| Weitere Bilder                          | Schulgebäude (Nr. 32), ehemals Neues Lehrerseminar, später Johann-Gottfried-Seume-Gymnasium, mit Erweiterungsbau (Nr. 30), heute bauliche Einheit mit Schulbau Colditzer Straße 34 | Colditzer Straße 30, 32 (Karte) | 1891 (Schule); um 1915 (Erweiterungsbau Schule) | Städtebaulich prägender Gebäudekomplex mit qualitätvoller Architektur, Bedeutung für die Stadt- und sächsische Bildungsgeschichte, Dokumentations- und Erinnerungswert. Im Sommer 2006 fusionierten die beiden Grimmaer Gymnasien zu einem Gymnasium, heute Gymnasium St. Augustin zu Grimma – ehemalige Fürsten- und Landesschule (Stammhaus – Klosterstraße 1, Seume-Haus – Colditzer Straße 34). - Schulbau: hohes Sockelgeschoss mit Bruchsteinsockel, drei Obergeschosse, ausgebautes Dachgeschoss mit Biberschwanzdeckung, saniert, Fenster neu, Fenstergitter erhalten, Mittelrisalit mit Zwerchhaus - Eckbau: zweigeschossiger Bau mit hohem Walm- bzw. Mansarddach, gestufte Baukörpergestaltung, im Stil der Reformarchitektur um 1910, original: alle Fenster, einige Fensterläden, Balkongitter, Kellerfenster-Gaupen, Treppenhaus-Gitter im Erdgeschoss, Treppenhaus mit eisernem Geländer, Türen im Inneren, aufwändige Wappenkartusche (kgl.-sächs. Wappen) am Haupteingang, - Turnhalle im Hof (vor 2010 abgebrochen): Bruchsteinsockel, an der Giebelseite Zugang zum Keller, verputzter Ziegelbau, eiserne Maueranker, leerstehend, die ehemalige Sporthalle mit hochliegenden Fenstern - Direktorenwohnhaus an der Köhlerstraße: ebenfalls vor 2010 abgebrochen | 08966678 |
| Weitere Bilder                          | Schule, ehemals Altes Lehrerseminar, später Johann-Gottfried-Seume-Gymnasium (heute baulich verbunden mit Schulgebäude Colditzer Straße 30 und 32) | Colditzer Straße 34 (Karte) | 1874 | Gründerzeitlicher breitgelagerter Baukörper mit Putzfassade, städtebaulich interessante Lage gegenüber dem Stadtpark, am Rand des Erweiterungsgebietes, bau- und ortsgeschichtlich von Bedeutung. Im Sommer 2006 fusionierten die beiden Grimmaer Gymnasien zu einem Gymnasium, heute Gymnasium St. Augustin zu Grimma – ehemalige Fürsten- und Landesschule (Stammhaus – Klosterstraße 1, Seume-Haus – Colditzer Straße 34). Heute Komplex mit Nummer 30/32, dreigeschossig, Sandsteinsockel, Ziegelbau verputzt mit aufwendiger Sandsteingliederung, linker Seitenrisalit mit Zugangsportal mit Dreiecksgiebel, alle Fenster original, im Erdgeschoss Fenster mit hölzernen Klappläden innen, Treppenhaus verändert und entstellender DDR-Verlängerungsbau zu Nummer 32, Dachpappeschindeln, neun Achsen. | 08966679 |
|                                         | Mietvilla mit Vorgarten und Einfriedung | Colditzer Straße 36 (Karte) | Bezeichnet mit 1900 | Architektonisch und baukünstlerisch aufwendiger Historismusbau, wirkungsvoll gegenüber dem Stadtpark gelegen, baugeschichtlich von Bedeutung. Bruchsteinsockel, Erdgeschoss verputzt (Quaderung), Obergeschoss rote Klinkerfassade mit Putz- und Kunststeingliederung, ausgebautes Dachgeschoss mit breitgelagerten Giebeln, Fassadenrhytmisierung durch weit vorstehenden Mittelrisalit mit Turm mit verschieferter Spitze und Wetterfahne (bezeichnet mit 1900), 1996 saniert, Fenster neu, Einfriedung ist neu. | 08966680 |
| Direkt Bild zu diesem Denkmal hochladen | Mietshaus in halboffener Bebauung, mit Vorgarten, Einfriedung, Gehwegplatten des Zugangsweges und Hofgebäude sowie Gartenpavillon und Einfriedung an der Karl-Marx-Straße | Colditzer Straße 38 (Karte) | Um 1885 (Mietshaus); um 1928 (Einfriedung und Pavillon) | Eindrucksvoller Gründerzeitbau mit reich gegliederter Fassadengestaltung, gegenüber dem Stadtpark sehr eindrücklich in Erscheinung tretend, der Pavillon mit Einfriedung an der Karl-Marx-Straße um 1928 mit Seltenheitswert, baugeschichtlich von Bedeutung. - Mietshaus: dreigeschossig, Bruchsteinsockel, Putzfassade mit Putz- und Stuckgliederung, original: Haustür mit Gitter, Klinke und Oberlicht mit Lampe, alle Fenster, innen nicht gesehen - Hofgebäude: ein- und zweigeschossig, Gartenhaus (?) - Einfriedung: um 1928, Bruchsteinmauer, gelbe Klinkerpfeiler mit Kunststeinabdeckungen und Eisenzaun, Platten des Zugangsweges mit Muster - Pavillon und Einfriedung an der Karl-Marx-Straße um 1928 | 08966681 |
| Weitere Bilder                          | Mietshaus-Hälfte eines Doppelmietshauses (mit Karl-Marx-Straße 1) in halboffener Bebauung, mit Einfriedung und Vorgarten | Colditzer Straße 44 (Karte) | Bezeichnet mit 1907 | Wirkungsvoller Eckbau gegenüber dem Stadtpark, historisierende Putzfassade mit Fachwerkelementen, baugeschichtlich von Bedeutung. Dreigeschossig, saniert, Fenster neu, Putzfassade, Rückfront Kunststofffenster, Eingangsbereich mit Haustür und Praxistür sehr entstellend, original: Holz-Treppenhaus. | 08966693 |
| Weitere Bilder                          | Fußgängerbrücke über die Mulde und stadtseitiges Brückenhäuschen (Hängebrücke) | Colditzer Weg (Karte) | 1924–1925 (Brücke); bezeichnet mit 1925 (Brückenwärterhaus); 1949 (Wiederaufbau Brücke nach Sprengung) | Mit 80 m größte Spannweite einer Hängebrücke in Ostdeutschland, technikgeschichtlich, ortsentwicklungsgeschichtlich und ortsbildprägend von Bedeutung. - Brücke: 1924/1925 an Stelle einer ehemaligen Tonnenbrücke, 1945 gesprengt, 1949 wieder aufgebaut als genietete Konstruktion, 1989 saniert, 1997/98 grundlegend erneuert, 135 m lang, 1,8 m breit, Stahlfachwerkportal, 9 m hohe und mit Bandeisenvoluten verzierte Pylone, über die 52 mm starke Stahlseile gespannt sind, 80 m Spannweite - Brückenhäuschen: Bruchsteinsockel, verputzter Ziegelbau mit eingefügten Bruchsteinen, Ziegeldach, bezeichnet mit 1925 | 08966676 |
| Weitere Bilder                          | Villa und Nebengebäude (Schweizerhaus Muldenblick) | Colditzer Weg 1 (Karte) | Bezeichnet mit 1892 | Malerischer Wohnbau am Muldeufer, Sockelgeschoss aus Bruchstein-Mauerwerk, Obergeschoss in Holzbauweise, Anklänge an den Schweizerstil, landschaftsgestaltender Blickfang von Hängebrücke und Stadtwald her, bau- und ortsgeschichtlich von Bedeutung. - Villa: ca. fünf Meter hohes Sockelgeschoss aus Bruchstein-Mauerwerk (Hochwassergefahr), eingeschossig, Obergeschoss in Holzbauweise, ausgebautes Dachgeschoss, flaches Satteldach mit Dachpappe, original: Haustür, alle Fenster, hölzerne Wendeltreppe außen - kleines winkelförmiges Nebengebäude (Schuppen) | 08966677 |
| Weitere Bilder                          | Textilfabrikanlage mit Produktionsgebäude (mit angebauter Werkhalle), Kesselhaus, Reste des Schornsteins, Pförtner- und Kontorhaus und Hochwassermarke (ehemals Spitzenfabrik Birkigt & Co.) | Dornaer Weg 4 (Karte) | 1907 (Fabrikgebäude und Kesselhaus); bezeichnet mit 1954 (Hochwassermarke) | 1907 gegründet, Herstellung von gewebten und gewirkten Spitzen und Spitzenstoffen bis 1990, an der Bahnstrecke Glauchau–Wurzen errichtet, Zeugnis der Industrieansiedlung in Grimma, technikhistorisch und ortsgeschichtlich von Bedeutung. - Produktionsgebäude, 1907: dreigeschossig, sechs Achsen, Treppenhaus-Anbau hofseitig, rückwärtiger Fahrstuhlanbau um 1960 (kein Denkmal), hoher Bruchsteinsockel, gelbe Klinkerfassade mit Klinkergliederung, Stahlrahmenfenster, originales Treppenhaus - Werkhalle um 1925 mit Oberlichten, zuletzt für Gardinenproduktion - Pförtner- und Kontorgebäude, 1907: dreigeschossig, hoher Bruchsteinsockel aus Beuchaer Granit, gelbe Klinkerfassade mit Klinkergliederung, Hochwassermarke aus Eisen bezeichnet „HW Juli 1954“ - Kesselhaus, 1907: zweigeschossiges Gebäude mit neuerem Aufbau (verputzt), gelbe Klinkerfassade mit Klinkergliederung, erfasst unter Dornaer Weg 2 und 4 | 08966584 |
| Weitere Bilder                          | Frauenkirche mit Ausstattung sowie umgebender Kirchplatz | Frauenkirchhof (Karte) | Ab 12. Jahrhundert (Kirche); 1462 (Kirche); 1519 (lebensgroßer Kruzifix); 1693–1760 (Grabmale); 1928 (Orgel) | Romanisch-gotische Pfeilerbasilika, die romanische Doppelturmfront prägt die Stadtsilhouette, Kirchplatz mit struktur- und raumbildendem Baumbestand von städtebaulicher Bedeutung, nordsächsische Stadtkirche mit gewichtiger regionalgeschichtlicher, bauhistorischer und künstlerischer Bedeutung Restaurierung und Umgestaltung 1888–1890 durch Schramm, Christian Gottfried und Möckel, Gotthilf Ludwig. - Repräsentativer Kirchplatz (ehemaliger Kirchhof) der bedeutendsten Kirche von Grimma, städtischer Schmuckplatz - Pflasterung aus Granitporphyr, Mosaik vor dem Kirchportal (Sanierung um 2000), Rasenflächen - Vegetation: Raumbildende Großbäume – Platane und Rosskastanie an der Nordseite sowie Rotbuche auf der Südseite der Kirche - Bronze-Büste von Martin Luther auf hohem Granitsockel, Bildhauer Ernst Rietschel, 1883 als Abguss des Wormser Lutherdenkmals gesetzt, im Zentrum eines zur Mitte hin erhöhten Blumenrondells mit Buchseinfassung, Rabattengeländer Nach 2002 Neubau einer Brunnenanlage mit Sitzplätzen und Pergola an Stelle eines Anfang der 1980er Jahre abgerissenen Hauses (Kirchnerhaus), nicht Bestandteil des Denkmals. | 08966869 |
| Weitere Bilder                          | Denkmal für Martin Luther | Frauenkirchhof (Karte) | Bezeichnet mit 1883 | Büste des Reformators auf hohem Natursteinunterbau, stadtgeschichtlich und kirchengeschichtlich sowie künstlerisch von Bedeutung. Neben der Frauenkirche errichtet. | 08966867 |
| Weitere Bilder                          | Ehemaliger Marstall, später Armenschule und Handelsschule, heute Wohnhaus, mit Anbau zur Frauenstraße | Frauenkirchhof 1 (Karte) | 1394 Dendro; 1505 | Verputzter Bruchsteinbau mit spätgotischem Ziergiebel (Blendbogengiebel), unter Verwendung mittelalterlicher Grabplatten (vermauerte Spolien), Anbau des 19. Jahrhunderts (später Feuerwehrgebäude), bemalte Balken einer Holzdecke heute im Rathaus (ersten Obergeschoss Ostseite), ortshistorische, künstlerische, städtebauliche und wissenschaftliche Bedeutung. Zweigeschossig, Massivbau mit vermauerten Spolien, Fenstergewände teilweise Rochlitzer Porphyrtuff, Staffelgiebel an der Frauenstraße, historische Wandmalerei im Erdgeschoss, später genutzt als Handelsschule, heute im Haus auch AWO-Freizeittreff „Fritz“, Jugendhaus der Arbeiterwohlfahrt. | 08966866 |
| Direkt Bild zu diesem Denkmal hochladen | Ehemalige Umfassungsmauer des Kirchhofes | Frauenkirchhof 1 (bei) (Karte) | 1556 oder älter | Alter Friedhof um die Frauenkirche, in sächsischen Kleinstädten selten gewordenes Geschichtsdokument | 08966974 |
| Weitere Bilder                          | Ehemaliges Archidiakonat, heute Wohnhaus in offener Bebauung | Frauenkirchhof 2 (Karte) | Um 1700, später überformt | Altstadttypischer Putzbau, gegenüber der Frauenkirche in städtebaulich wichtiger Situation, Bedeutung für die Ortsgeschichte und Kirchengeschichte. Original: Bretterdecken, Dachstuhl, Raumaufteilung. | 08966973 |
|                                         | Wohnhaus in halboffener Bebauung | Frauenstraße 2 (Karte) | Um 1870 | Straßenraumprägender Wohnbau am Frauenkirchhof, kleinstadttypische Putzfassade, baugeschichtlich von Bedeutung. Zweigeschossig, vier Achsen, Dachhaus und Gaupen (ausgebautes Dachgeschoss), Bruchsteinsockel, Putzfassade, Stockgesims, Satteldach mit neuer Biberschwanzdeckung, im Erdgeschoss Holzklappläden, Fenster alt (nur im Giebel, oben neu), saniert, original: Haustür, Treppenhaus, Kellertür, Außen-WC-Türen, Wohnungseingangstüren. | 08966892 |
| Weitere Bilder                          | Mietshaus in geschlossener Bebauung | Frauenstraße 3 (Karte) | Um 1860, später überformt | Wohnbau gegenüber der Frauenkirche, Zeugnis wirtschaftlicher und baulicher Entwicklung der Stadt in der 2. Hälfte des 19. Jahrhunderts, baugeschichtlich von Bedeutung. Mit Tordurchfahrt, dreigeschossig, sechs Achsen, Putzfassade mit Putzgliederung, unter der Traufe Klinkerband, Bruchsteinsockel, original: Kellertonne, Bruchstein-Mauerwerk (15. Jahrhundert?), Tor älter (um 1930?), ältere Werbeschriften im Erdgeschoss (u. a. Trikotagen). | 08966865 |
|                                         | Wohnhaus in geschlossener Bebauung | Frauenstraße 5 (Karte) | Ende 18. Jahrhundert | Auffallender Spätbarockbau mit Segmentbogenportal aus Porphyrtuff und hohem Dachstuhl, platzbildgestaltende Funktion gegenüber dem Frauenkirchhof, baugeschichtlich von Bedeutung. Zweigeschossig, fünf Achsen, ausgebautes Dachgeschoss mit zwei Schleppgaupen, Satteldach mit neuer Biberschwanzdeckung, Putzfassade, saniert, Fenster neu, Korbbogenportal mit Schlussstein (Rochlitzer Porphyrtuff). | 08966864 |
| Weitere Bilder                          | Wohnhaus in geschlossener Bebauung | Frauenstraße 6 (Karte) | 2. Hälfte 18. Jahrhundert | Historischer Altstadtbau unter anderem mit Balkendecke im Obergeschoss und Haustürportal aus Rochlitzer Porphyrtuff, baugeschichtlich von Bedeutung. Zweigeschossig, sechs Achsen, Putzfassade, Satteldach mit neuer Biberschwanzdeckung, drei Dachgaupen, Haustürportal aus Rochlitzer Porphyrtuff mit Schlussstein, Fenster neu, saniert, Balkendecke im Obergeschoss. | 08966893 |
|                                         | Wohnhaus in geschlossener Bebauung | Frauenstraße 7 (Karte) | 18. Jahrhundert | Straßenbildcharakterisierender Wohnbau mit wissenschaftlich-dokumentarischem und bauhistorischem Wert. Zweigeschossig, im Obergeschoss sechs Achsen, störender Garageneinbau. | 08966888 |
|                                         | Wohnhaus in geschlossener Bebauung | Frauenstraße 9 (Karte) | Ende 18. Jahrhundert | Schlichter ortstypischer Bürgerbau, altstadttypische Putzfassade, hervorzuhebende Lage gegenüber dem Chor der Frauenkirche, baugeschichtlich von Bedeutung. Zweigeschossig, fünf Achsen, Putzfassade, saniert, Satteldach mit Biberschwanzziegeldeckung. | 08966863 |
|                                         | Wohnhaus in ehemals geschlossener Bebauung | Frauenstraße 12 (Karte) | Um 1800 | Breit gelagerter Wohnhausbau im Altstadtbereich mit einfach gegliederter Putzfassade, baugeschichtlich von Bedeutung. Zweigeschossig, acht Achsen, Putzfassade gegliedert, ziegelgedecktes Satteldach, im Obergeschoss Korbbögen innen, Aufnahme nach Anregung durch Grimmaer Stadtplanungsamt. | 09264519 |
| Weitere Bilder                          | Wohnhaus in geschlossener Bebauung | Frauenstraße 13 (Karte) | Um 1870 | Mit Tordurchfahrt, qualitätvoller früher Gründerzeitbau mit feinsinnig gestalteter Putzfassade, baugeschichtlich von Bedeutung. Mit Tordurchfahrt, zweigeschossig, sieben Achsen, Zwerchhaus dreiachsig, Satteldach mit Biberschwanzdeckung, Bruchsteinsockel, Ziegelbau mit feinsinniger Putzfassade, Sohlbänke und Fensterverdachungen Sandstein, vollständig unterkellert. Original: dreiflügeliges Tor mit Klinke, alle Fenster, Jalousien, Hoftor mit Oberlicht (mit Resten farbiger Verglasung), Pflasterung in der Tordurchfahrt, originale Türen in Wohnungen. Hofgebäude vor 2010 abgebrochen. | 08966862 |
|                                         | Mietshaus in ehemals geschlossener Bebauung | Frauenstraße 18 (Karte) | Um 1900 | Zeittypisch dekorierter Gründerzeitbau mit Tordurchfahrt, Dokument der wirtschaftlichen Entwicklung des Ortes um 1900, ortsentwicklungs- und baugeschichtlich von Bedeutung. Dreigeschossig, sechs Achsen, Putzfassade, Bruchsteinsockel, vier originale Dachgaupen, saniert, Fenster neu, ausgebautes Dachgeschoss, Bauakte vorhanden, original: Tor, das Hoftor schlichter, Pflasterung in der Tordurchfahrt, eine Wohnungseingangstür im Erdgeschoss, Treppenhaus. | 08966897 |
| Weitere Bilder                          | Wohnhaus in halboffener Bebauung und in Ecklage | Frauenstraße 19 (Karte) | Ende 18. Jahrhundert | Städtebaulicher Akzent, für Grimma seltener Fachwerkbau, mit hübschem Eingangsportal, bauhistorische Wertigkeit. Zweigeschossig, im Obergeschoss 7-4 Achsen, im Obergeschoss Sichtfachwerk zur Frauenstraße, heute ausgebautes Dachgeschoss mit Schleppgaupen und linksseitigem Krüppelwalm, saniert, Fenster neu, Haustür alt, im Erdgeschoss heute Gaststätte „Grimmaer Kartoffelhaus“. | 08966861 |
| Weitere Bilder                          | Wohnhaus in halboffener Bebauung und in Ecklage (bildet ein Grundstück mit Baderplan 8a) | Frauenstraße 21 (Karte) | Kern 16. Jahrhundert; Umbau bezeichnet mit 1804 | Eindrucksvoller Altstadtbau in wichtiger Ecksituation, mit Segmentbogenportal in Rochlitzer Porphyrtuff, wissenschaftlicher Dokumentationswert. Im Hof Druckereigebäude (siehe Baderplan 8a), bau- und ortsgeschichtlich von Bedeutung. Zweigeschossig, 9-3 Achsen, Putzfassade, mittelalterliche Kellergewölbe, alle Gewände Rochlitzer Porphyrtuff, Haustür mit Korbbogenportal und Schlussstein (bezeichnet mit „JAS 1804 Nummer 02“), ziegelgedecktes Walmdach, Brettdecke im Innern, heute mit Gaststätte Gutenbergstube. | 08966885 |
| Weitere Bilder                          | Wohnhaus in geschlossener Bebauung | Frauenstraße 23 (Karte) | Um 1890 | Mit Laden, ansprechend dekorierter Gründerzeitbau, originale Ladenfront, Dokument der Veränderungen im Stadtbild der Zeit, zwischen zwei älteren Altstadtgebäuden, bau- und ortsentwicklungsgeschichtlich von Bedeutung. Zweigeschossig, Zwerchgiebel, Fassade Putz und Rochlitzer Porphyrtuff, ziegelgedecktes Satteldach, original: Haustür mit Granitschwelle, Ladenfront, Ladentür mit geschliffener Scheibe, überwiegend Fenster. | 08966884 |
| Weitere Bilder                          | Torbogen an der Frauenstraße | Frauenstraße 24 (Karte) | Ersterwähnung Apotheke 1630 | Hoftor der Adler-Apotheke (siehe Wohnhaus mit Apotheke, Lange Straße 37) an Rückseite zu Wohnhaus mit Apotheke, Torbogen in der Frauenstraße trägt Haus Nummer 24 | 08966901 |
|                                         | Wohnhaus in ehemals geschlossener Bebauung | Frauenstraße 31 (Karte) | Bezeichnet mit 1561, später überformt | Im Kern Renaissancegebäude, mit Sitznischenportal, originale kleine Ladenfront des 19. Jahrhunderts, wissenschaftlich-dokumentarisch von Interesse, bauhistorisch, ortsgeschichtlich und künstlerisch von hoher Wertigkeit. Zweigeschossig, ein Geschoss aufgestockt mit schrecklichem Dreieckgiebel, im ersten Obergeschoss Renaissance-Fenstergewände aus Rochlitzer Porphyrtuff, alte Haustür, eine Kellertonne, rechts Ladeneinbau um 1885 mit Sandsteinverkleidung, Holz-Treppenhaus. Gebäuderest im Hof vor 2010 abgebrochen. | 08966883 |
|                                         | Wohnhaus in geschlossener Bebauung | Frauenstraße 37 (Karte) | Um 1830 | Breitgelagerter klassizistischer Baukörper mit wissenschaftlich-dokumentarischer Wertigkeit, straßenraumprägendes Gebäude mit einfach gegliederter Putzfassade und zeittypischem Portal, baugeschichtlich von Bedeutung. Zweigeschossig, neun Achsen, Bruchsteinsockel, Putzfassade, Stockgesims, im Obergeschoss Rahmungen und Sohlbänke im Erdgeschoss aus Rochlitzer Porphyrtuff, Satteldach Biberschwanzdeckung, original: Haustür und Holzklappläden im Erdgeschoss, sehr breit gelagerter Baukörper. | 08966882 |
|                                         | Wohnhaus in geschlossener Bebauung | Frauenstraße 39 (Karte) | Um 1830 | Straßenzugprägender breitgelagerter Wohnbau, wissenschaftlich-dokumentarischer Wert, zeittypisch gegliederte Putzfassade, baugeschichtlich von Bedeutung. Zweigeschossig, im Obergeschoss acht Achsen, biberschwanzgedecktes Satteldach, mit drei Gaupen, Putzfassade, Sohlbänke, Rochlitzer Porphyrtuff, Haustür um 1895, Bruchsteinsockel, mit Hofgebäude. Abbruch Hofgebäude genehmigt am 11. Dezember 2002 und darauf vollzogen. | 08966881 |
| Weitere Bilder                          | Pöppelmannbrücke: Straßenbrücke über die Mulde | Friedrich-Oettler-Straße (Karte)                                                                                                   | Bezeichnet mit 1716–1719 | Erste Korbbogenbrücke Mitteldeutschlands, der von Matthäus Daniel Pöppelmann, dem Baumeister des Dresdner Zwingers, im kurfürstlichen Auftrag errichtete Bau mit künstlerischer, verkehrshistorischer und geschichtlicher Bedeutung, barocker Brückenbau von Seltenheitswert. Bögen und Pfeiler aus Werksteinen Rochlitzer Porphyrtuff, saniert 1999/2000, altstadtseitig mit Sandsteinaufsatz mit Inschrift, Kopie des Wappensteines von 1724, Anfang 1984 wieder aufgesetzt, ein Pfeiler mit Wasserpegelmarkierung, Vorgängerbrücke 1637 errichtet, vorher Dr.-Rudolf-Friedrich-Brücke. Die Brücke ruht auf sechs kräftigen Steinpfeilern, zwischen denen sich sechs wohlproportionierte Korbbögen mit Lichtweiten von 10,95 m bis 14,10 m spannen. Die Pfeiler sind in beiden Stromrichtungen spitzzulaufend verlängert. Die breiteren Gruppenpfeiler zieren Kanzeln. Eine verwitterte Inschrift im oberstromseitigen Schlussstein des vierten flussrechten Bogens, als auch ein auf der Brüstung aufgestellter Stein mit dem königlich-polnischen und dem kurfürstlich-sächsischen Wappen (Kopie des Originals) erinnert an den Brückenbau unter August dem Starken. Das Mittelteil über eine ca. 30 m breite Öffnung wurde ursprünglich als eine hölzerne Hausbrücke mit einem Hängesprengwerk ausgeführt. Dieser Teil ist ab 1894 als Stahlkonstruktion ausgeführt. Als Material für die steinernen Brückenbogen und für die Pfeiler wurde Rochlitzer Porphyrtuff verwendet. Die Brücke überführt eine Gemeindestraße und unterführt die Mulde. | 08966583 |
| Direkt Bild zu diesem Denkmal hochladen | Wohnhaus in halboffener Bebauung und in Ecklage | Friedrich-Oettler-Straße 6 (Karte)                                                                                                 | Um 1890 | Am Altstadtrand gelegener Wohnbau mit gründerzeitlicher Burgenstil-Architektur, städtebaulich bedeutsam, bauhistorischer Wert. Zweieinhalbgeschossig, 3-3-3 Achsen, Putzfassade, Bruchsteinsockel aus Sandstein-Stockgesims und Kellerfenstergewände, profilierte Fenstergewände aus Kunststein. Hofgebäude stark verändert, kein Denkmal. | 08966940 |
| Direkt Bild zu diesem Denkmal hochladen | Einfriedung und Toreinfahrt zu einem Grundstück | Friedrich-Oettler-Straße 7 (Karte)                                                                                                 | 18. Jahrhundert | Torpfeiler mit Vasen-Aufsätzen, Seltenheitswert mit Bedeutung für Bauforschung und Stadtgeschichte, Zeugnis barocker Gartenbaukultur. Pläne vorhanden von 1756, 1783, 1771, 1820, 1856. Gartenhaus vor 2010 abgebrochen. | 08967006 |
| Direkt Bild zu diesem Denkmal hochladen | Wohnhaus in halboffener Bebauung | Friedrich-Oettler-Straße 14a (Karte)                                                                                               | 1938 | Ansprechender, dem Stil des Neuen Bauens verhafteter Wohnbau der 1930er Jahre am Rand der Altstadt, Architekt war Hugo Koch, Nerchau, baugeschichtlich von Bedeutung. Zweigeschossig, sieben Achsen, ausgebautes Dachgeschoss, Mittelrisalit mit Balkon, Putzfassade, Klinkersockel, seitlich kleiner Balkon mit Betonplatte und schlichtem Eisengeländer, hohes Walmdach mit neuer roter Ziegeldeckung, original: Treppenhausfenster, Treppenhaus, Architekt Hugo Koch, Bauaktenzeichnung vorhanden. | 08966313 |
| Direkt Bild zu diesem Denkmal hochladen | Wohnhaus in offener Bebauung, sowie Pflasterung des Zufahrtsweges und des Hofes | Friedrich-Oettler-Straße 16 (Karte)                                                                                                | Ende 19. Jahrhundert, später überformt | Gründerzeitlicher villenartiger Wohnbau am Altstadtrand, Putzfassade mit Balkon, Ensemble mit Nummer 18 und 20 bildend, ortsentwicklungsgeschichtlich von Bedeutung. - Wohnhaus: zweigeschossig, Bruchsteinsockel, um 1935 überformt, Balkon mittig auf drei Gründerzeitkonsolen, könnte gelegentlich wieder gestrichen werden, original: Innentüren, Ätzglasscheiben - Pflasterung Zufahrt und Hof Alte Blechgarage kein Denkmal. | 08966312 |
| Direkt Bild zu diesem Denkmal hochladen | Wohnhaus in offener Bebauung sowie Pflaster von Zufahrt und Hof | Friedrich-Oettler-Straße 18 (Karte)                                                                                                | Ende 19. Jahrhundert, später überformt | Villenartiger Wohnbau, Zeugnis offener Bebauungsstrukturen am Altstadtrand nach Schleifung der historischen Befestigungsanlagen, Putzfassade mit Balkon, Ensemble mit Nummer 16 und 20 bildend, ortsentwicklungsgeschichtlich von Bedeutung. - Wohnhaus: zweigeschossig, heute vierachsig, niedriges Dachhaus vierachsig, Bruchsteinsockel, Putzfassade, Mittelrisalit mit Balkon auf Gründerzeitkonsolen, Überformung 1938 mit kleinem rundem Anbau zu Nummer 20 hin, alte Haustür, originale Kellerfenstergewände, Ensemble mit Nummer 16 und 20, durchgreifender Umbau 1938, seitl. Fenstergitter 1938, wenige originale Details im Inneren, später mal streichen - Pflasterung Zufahrt und im Hof, Terrasse 1954 überbaut | 08966311 |
| Direkt Bild zu diesem Denkmal hochladen | Wohnhaus in offener Bebauung | Friedrich-Oettler-Straße 20 (Karte)                                                                                                | Ende 19. Jahrhundert, später überformt | Gründerzeitliches villenartiges Gebäude, Putzfassade mit Balkon, mit erhaltener qualitätvoller Ausstattung, in städtebaulich wichtiger Lage am Altstadtrand, Ensemble mit Nummer 16 und 18 bildend, ortsentwicklungsgeschichtlich von Bedeutung. - Mietvilla: zweigeschossig, fünfachsig, mittenbetont durch Dachhaus mit Sandsteingliederung (bezeichnet mit EM), Natursteinsockel, Putzfassade, Balkon über die drei mittleren Achsen auf vier Stuckkonsolen, original: Haustür mit Gitter, Treppenhaus, Türen im Inneren, ein Raum mit Holzdecke, normale Dielung, vier Granitstufen zur Haustür Die beiden Hofgebäude vor 2010 abgebrochen, die abgebrochenen gründerzeitlichen Hofgebäude Klinkerbauten: - Hofgebäude, um 1900 erbaut: zweigeschossig, sechsachsig, gelbe Klinkerfassade mit reicher Sandsteingliederung, original: Fenster, Türen im Inneren, Treppenhaus, Dielung, ein Kachelofen, unterkellert - Nebengebäude im Hof, um 1900 erbaut: gelbe Klinkerfassade, ehemaliger Pferdestall, innen preußische Kappen | 08966310 |
| Direkt Bild zu diesem Denkmal hochladen | Häusleranwesen und Bergkeller auf dem Grundstück | Fünfhäuserweg 3 (Karte) | Um 1800 (Häusleranwesen); um 1890 (Bergkeller) | Alte Ortslage Hohnstädt, eingeschossiger Putzbau, ortshistorische und sozialgeschichtliche Bedeutung. - Häuslerei: eingeschossig, sechs Achsen, Massivbau verputzt (Lehm), vermutlich vor 1800, Satteldach mit Ziegeldeckung, Holzfensterläden, Fenster alt - Bergkeller auf dem Grundstück um 1890 | 08966767 |
| Direkt Bild zu diesem Denkmal hochladen | Wohnhaus in offener Bebauung, mit Einfriedung | Grenzstraße 10 (Karte) | Bezeichnet mit 1930 | Alte Ortslage Hohnstädt, ehemalige Ortslage Burgberg, Bauzeugnis der Ortsentwicklung in den 1920er/1930er Jahren, originale Ausstattung, baugeschichtlich von Bedeutung. - Wohnhaus: zweigeschossig, drei Achsen, rechter Seitenrisalit mit Zugang, Sockel, Rahmung der Haustür aus Granitsteinen und Klinkern, Fenstergewände eingefärbter Putz, Putzfassade, original: Haustür mit Klinke, Treppenhausfenster, alle Fenster - Einfriedung: Granitsteinpfeiler und Holzzaunfelder Anbau kein Denkmal. | 08966766 |
|                                         | Wohnhaus in offener Bebauung und seitliche Einfriedung | Grimmaer Wiesenstraße 21 (Karte)                                                                                                   | Um 1870 | Stark gegliederter und reich dekorierter gründerzeitlicher Wohnbau im Landhausstil, straßenraumprägend, originale Ausstattung, baugeschichtlich von Bedeutung. Hohes Sockelgeschoss, ein Obergeschoss, ausgebautes Dachgeschoss mit Zwerchhaus, Mittelrisalit, Putzfassade, Fenster neu, Dach neu gedeckt, original: Haustür mit Gitter und Klinke und Oberlicht mit geätzten Scheiben, Jalousieblenden. | 08966299 |
| Weitere Bilder                          | Wohnhaus in offener Bebauung und in Ecklage, ehemals Versicherungsgebäude | Grimmaer Wiesenstraße 47 (Karte)                                                                                                   | 1927 | Architektonisch durchaus nicht alltägliches Gebäude der Zeit mit dezenten Anklängen an den Stil des Art Déco, baugeschichtlich von Bedeutung. Zweigeschossig, ausgebautes Dachgeschoss, Putzfassade, neues Biberschwanzdach, Granitquadersockel, Fenster neu, ein Fenstergitter original, Oberlicht der Haustür mit farbigem Strukturglas, als Wohn- und Kontorgebäude errichtet, Bauzeichnungen vorhanden. | 08966300 |
| Direkt Bild zu diesem Denkmal hochladen | Grenz- und Gemarkungsstein | Großbardauer Straße | Um 1550 | Aus Rochlitzer Porphyrtuff, ortsgeschichtlich von Bedeutung | 08966975 |
| Weitere Bilder                          | Wohnhaus in offener Bebauung | Großmühle 1 (Karte) | Um 1820 | Als ehemaliges Wohnhaus des Obermüllers Bestandteil des Ensembles Großmühle, städtebaulich wichtig, dokumentarische Wertigkeit, ortsgeschichtlich von Bedeutung. Zweigeschossig, drei Achsen, Drempel, zwei alte Haustüren, Fenster alt, leer stehend, Putzfassade, Dachpappedach. | 08966739 |
| Weitere Bilder                          | Müller-Wohnhaus (Nr. 2) mit Torhaus-Anbau, Nebengebäude (Hinterhaus) und Angestellten-Wohnhaus (Nr. 3) eines Mühlenanwesens (Großmühle, sogenannte Gleisberg-Villa) | Großmühle 2, 3 (Karte) | 1820 Dendro | Repräsentative Gründerzeitgebäude, Nummer 2 erbaut als Wohnhaus des Mühlenbesitzers Gleisberg, Ensemble-Bestandteil der Großmühle, wissenschaftlich-dokumentarische Bedeutung, ortsgeschichtlicher Wert. - Wohn- und Geschäftsbauten mit Hofeinfahrt und Übergang, Mietvilla um 1840: zweigeschossig, Drempel, Putzfassade mit Sandsteingliederung, Hofseite hölzerne Veranda, um 1870/1880, Dachpappedach, original: Haustür und Oberlicht mit Gitter, überwiegend Fenster, ein Winterfenster, Treppenhaus, neun Achsen zwei Seitenrisalite je zweiachsig, Übergang Neorenaissancedekor, Sandstein, kunstvolles Gittertor - Gebäude 2 Hofteil: erstes Obergeschoss mit hohen Fenstern, Natursteinsockel, Putzfassade mit Sandsteingliederung, dreigeschossig mit Flachdach - Mietshaus in Ecklage Mühlenstraße: zweigeschossig, 5-7 Achsen, Putzfassade mit Putz- und Sandsteingliederung, Bruchsteinsockel, originale Haustür, Treppenhaus und Türen im Inneren, Austritt über der Haustür und Eisengitter - Angestellten-Wohnhaus, Nebengebäude im Hof: Putzbau im Schweizerstil - Mauer mit ehemaliger Pergola zwischen Hof und Garten, Toreinfahrt und kleines Gartenhaus, das als Denkmal ursprünglich dazugehörende Gartenhaus wurde im August 2002 abgebrochen, Mauer (ehemals mit Pergola) zwischen Hof und Garten, diese abgebrochen um 2009, einziger Rest des Gartens ist eine verbliebene Blutbuche an der Grenze zum Grundstück Köhlerstraße 2, Garten vollständig überbaut mit Parkplatz. | 08966737 |
| Weitere Bilder                          | Mühlenanlage bestehend aus der Fassade der Roggenmühle (Alte Mühle, Nr. 4) und Stall-/Remisengebäude (Nr. 4a) am Mühlenhof, der Weizenmühle (Nr. 4) auf einer Insel an der Mulde, dem Mühlgraben mit Wehr, sowie dem Turbinenhaus mit zwei Turbinen (Großmühle) | Großmühle 4, 4a (Karte) | Bezeichnet mit 1725 (barocke Mühle, Roggenmühle, Nr. 4); spätere Überformung bezeichnet mit 1867 (Mühle, Nr. 4); 1865, später überformt (Kleine Mühle, Weizenmühle); 1892–1894 (Stallgebäude, Nr. 4a); 1924, heutige Weizenmühle (Industriemühle) | Mühlenkomplex als älteste bekannte Mühle Sachsens (Ersterwähnung 1170) eindrucksvolles städtebauliches und landschaftsprägendes Ensemble mit regionalgeschichtlicher und wissenschaftlich-dokumentarischer Wertigkeit, Roggenmühle barocker Bau aus dem Jahr 1725 genannt Große Mühle, mehrfach um- und ausgebaut, Fassade der Roggenmühle letztes Zeugnis des barocken Mühlengebäudes, die Weizenmühle typische kleine Industriemühle um 1900 mit industriegeschichtlicher Bedeutung, Stall/Remise ein langgestreckter gründerzeitlicher Klinkerbau (um 1895) bietet Hinweis auf die überregionale Bedeutung der Mühle, 1996 Einstellung der Produktion von Mehl und Futtermitteln, Großmühle bildet zusammen mit dem Müller-Wohnhaus mit Nebengebäuden und Angestelltenwohnhaus (Objekt 08966737) und dem Obermüllerhaus (Objekt 08966739) ein städtebauliches Ensemble von hoher Qualität und weist eine in Sachsen selten gewordene Komplexität auf. | 08966738 |
| Weitere Bilder                          | Grundmühlenweg 1 | Ehemaliges Naherholungs- und Schulungsheim, bestehend aus zwei Gebäuden, Einfriedung und umliegender Freiflächengestaltung (Karte) | Um 1980 | Massivbauten mit Zierfachwerk, architektonische Gestaltung als Reminiszenz an das zuvor am Standort bestehende Mühlenanwesen, im Inneren wichtige bauzeitliche Ausstattungselemente, teils von künstlerischem Wert, bau-, orts- und zeitgeschichtliche Bedeutung | 09307491 |
| Direkt Bild zu diesem Denkmal hochladen | Wohnhaus in offener Bebauung, mit Einfriedung (Großmühle, sogenanntes Obermüllerhaus) | Heinrich-Zille-Straße 12 (Karte)                                                                                                   | Um 1935 | Anspruchsvoller Wohnbau der Zeit, eindrückliche städtebauliche Situation, da in der Straßenflucht liegend, ortshistorisch und baugeschichtlich interessant. - Wohnhaus: zweigeschossig, originale Putzfassade, Mittelrisalit mit Akzentuierung durch Natursteine und Austritt, original: alle Fenster, Treppenhaus-Fenster mit Strukturglas, Austrittgitter, Walmdach mit Kunstschieferdeckung - Einfriedung: Naturstein-Mauerwerk mit Holzfeldern (Bretter) | 08966665 |
| Direkt Bild zu diesem Denkmal hochladen | Wohnhaus in offener Bebauung | Hohe Straße 32 (Karte) | 1899 | Schlichter Putzbau, dem Schweizerstil nahe stehender Wohnbau, ortsgeschichtlich interessant. Eingeschossig mit ausgebautem Dachgeschoss, hoher Bruchsteinsockel, Ziegelbau verputzt, Rückseite unverputztes Ziegel-Mauerwerk, Zwerchhaus mit zwei Achsen, profilierte Balkenköpfe, Gitter der Haustür von der ESG, (der Bauherr mit Hermann Walter befreundet und daher auch Anklänge an Schweizerhausstil), original: Haustür mit Gitter, Treppenhaus, Kellertür mit Klinke, Wohnungseingangstüren, alle Fenster, Wohnungstüren, Dacheindeckung, Datierung laut Auskunft. | 08966594 |
|                                         | Wohnhaus in geschlossener Bebauung und in Ecklage | Hohnstädter Straße 1 (Karte) | Um 1870, im Kern vielleicht älter | Mit Läden, typisch kleinstädtischer Bau mit Dachhäuschen, Bestandteil des historischen Straßenzuges, bauhistorischer Wert. Zweigeschossig, sechsachsig, Putzfassade, Satteldach mit Dachhaus, Ziegeldeckung, Traufe mit Zahnschnittfries, sehr schlicht, vgl. Nummer 3. | 08966316 |
|                                         | Bankgebäude in geschlossener Bebauung (ehemals Vereinsbank Grimma) | Hohnstädter Straße 2 (Karte) | Bezeichnet mit 1899 | Straßenbildprägender, prächtiger Finanzbau im Stil des Historismus nach dem Vorbild italienischer Renaissance-Palazzi, mit erhaltener Ausstattung, baukünstlerischer, ortshistorischer und architektonischer Wert. Fünfachsig, Sandsteinfassade, Sockelgeschoss mit Rustikaquaderung, Eckquaderung, kräftig profiliertes Traufgesims mit Konsolen, Mezzaningeschoss mit vier Reliefs, Eingangsrisalit betont durch Balkon, Dreieckgiebel über der Austritttür, Fenster neu, über Eingang Merkurkopf, Rückfront glatter Verputz. Original: Kellerfenstergitter, Haustür mit Oberlicht und Gittern, Eisentreppenhaus, Fußbodenfliesen (Muster), Stufen aus Meißner Granit, ein bleiverglastes Treppenhausfenster, Balkongitter. Erbaut als Vereinsbank, später Allgemeine Deutsche Creditanstalt Leipzig, Filiale Grimma, dann Staatsbank der DDR, heute (2002) Deutsche Bank, heute (2015) IKK – Innungskrankenkasse. | 08966304 |
| Direkt Bild zu diesem Denkmal hochladen | Wohnhaus in halboffener Bebauung und in Ecklage | Hohnstädter Straße 3 (Karte) | Um 1860 | Mit Läden, typisch kleinstädtisches Gebäude, einfach gegliederte Putzfassade, Dokument des vorgründerzeitlichen Stadtumbaus, baugeschichtlich von Bedeutung. Zweigeschossig, sechs Achsen, im Erdgeschoss zwei Läden, im Obergeschoss Fenster mit Segmentbögen, Putzfassade, ziegelgedecktes Satteldach, ein Laden originale Pfosten um 1890 und Granitsockel. | 08966317 |
| Weitere Bilder                          | Wohnhaus in geschlossener Bebauung | Hohnstädter Straße 9 (Karte) | Im Kern 1620 Dendro; 1627 Dendro, später überformt | Teil des geschlossen erhaltenen Straßenzuges, mit historischer Brettbohlendecke im Innern, Bestandteil der Stadtkernbebauung, baugeschichtlich von Bedeutung. Zweigeschossig, sechsachsig, Putzfassade, Haustür-Rahmung aus Rochlitzer Porphyrtuff, drei Dachgaupen, ziegelgedecktes Satteldach neu, Fenster neu, saniert, Laden im Erdgeschoss dendrochronologische Untersuchungen: Fälldaten 1620 und 1627, sanierter Putzbau. | 08966318 |
| Direkt Bild zu diesem Denkmal hochladen | Wohnhaus in geschlossener Bebauung | Hohnstädter Straße 12 (Karte) | Kern 18. Jahrhundert oder älter | Mit Ladeneinbau, einfache Putzfassade von straßenraumprägendem Wert, im Innern Brettdecke, Dokument der historischen Altstadt, baugeschichtlich von Bedeutung. Mit Laden, zweigeschossig, massiv, Satteldach mit Dachausbau (1920er Jahre), Erdgeschoss Schaufenster (1920er Jahre) und Tür mit Porphyrtuffrahmung (1920er Jahre), Erdgeschoss-Laden mit Balkendecken (verkleidet). Ursprünglich 1993 gestrichen, Neubewertung nach Hochwasser im August 2002. | 08966576 |
| Direkt Bild zu diesem Denkmal hochladen | Mietshaus in geschlossener Bebauung | Hohnstädter Straße 14 (Karte) | Um 1900 | Mit Laden und Tordurchfahrt, straßenbildprägendes Wohn- und Geschäftshaus mit gründerzeitlichem Fassadendekor, ortsentwicklungs- und baugeschichtlich von Bedeutung. Mit Läden und Tordurchfahrt, dreigeschossig, ausgebautes Dachgeschoss, sechsachsig, Klinker mit Kunststeingliederung, Erdgeschoss geglättet, saniert, Fenster neu, Tor und Ladenzone entstellend, Bauzeichnung vorhanden. | 08966303 |
| Direkt Bild zu diesem Denkmal hochladen | Mietshaus in geschlossener Bebauung | Hohnstädter Straße 19 (Karte) | Um 1930 | Wohnbau mit Handelseinrichtung, streng gegliederter Fassadenaufbau, Dokument der Architekturauffassung um 1930, baugeschichtlich von Bedeutung. Mit Laden, dreigeschossig, fünfachsig, Zwerchhaus dreiachsig, Biberschwanzdeckung, Putzfassade, saniert, original: Haustür mit Gitter. | 08966319 |
| Direkt Bild zu diesem Denkmal hochladen | Gedenkstein anlässlich der Errichtung der Ferdinand-Walther-Siedlung (Siedlungsstein), Einzeldenkmal der Sachgesamtheit 09303169 | Hopfenberg (Karte) | Um 1936 | Einzeldenkmal der Sachgesamtheit Walther-Siedlung; Naturstein-Monolith mit eingemeißelter Inschrift, Geschichtsdokument heute inmitten eines Kleingartens befindlich, von der Straße Hopfenberg zu begehen, wegen dichten Baum- und Strauchwerks keine Sicht von der Wurzener Straße mehr | 09263298 |
| Direkt Bild zu diesem Denkmal hochladen | Wohnhaus, mit Einfriedung und Garage (Einzeldenkmal der Sachgesamtheit 09303169) | Hopfenberg 8 (Karte) | Wohl 1936 | Einzeldenkmal der Sachgesamtheit Walther-Siedlung; Mehrfamilien-Wohnhaus einer kleinen Siedlungsanlage im Heimatstil, der Garagenbau von Seltenheitswert, Bestandteil der ehemaligen Werkssiedlung der Walther-Werke, ortshistorische und sozialgeschichtliche Bedeutung. - Wohnhaus: Natursteinsockel, zweigeschossig, Putzfassade original, Fensterfaschen rötlich eingefärbter Putz, ziegelgedecktes Satteldach, original: Fenster, Garagentore, Kellertür, Treppenaufgang - Einfriedung: Sockel und Pfeiler aus Rochlitzer Porphyrtuff, Holzlattenzaun | 08966287 |
| Direkt Bild zu diesem Denkmal hochladen | Doppelwohnhaus, mit Einfriedung (Einzeldenkmal der Sachgesamtheit 09303169) | Hopfenberg 12, 14 (Karte) | 1938 | Einzeldenkmal der Sachgesamtheit Walther-Siedlung; Bestandteil der ehemaligen Werkssiedlung der Walther-Werke, ortshistorische und sozialgeschichtliche Bedeutung. - Doppelwohnhaus: Bruchsteinsockel, Putzfassade original, ziegelgedecktes Satteldach, zweigeschossig, kleiner Eckstanderker, Fenster neu und entstellend, ehemals hölzerne Fensterläden, Holzklappläden bei Nummer 14 am Giebel erhalten, Bestandteil der Siedlung (vgl. Hopfenberg 8/10, Am Anger 14, Bergstraße 1, 3/5, 7/9, 2/4) - Einfriedung: Bruchsteinmauer mit Eisenzaun, Eisentür bezeichnet mit 1938 | 08966286 |
| Weitere Bilder                          | Eisenbahnbrücke | Husarenstraße (Karte) | Wohl 1866 | Schmale einbogige Eisenbahnbrücke über die Husarenstraße der Bahnstrecke Borsdorf–Coswig (6386, sä. BC), verkehrsgeschichtlich von Bedeutung. Naturstein-Mauerwerk, durch den Bahndamm, nur einspurig zu nutzen, sogenannter Wolfstunnel. | 08966657 |
| Weitere Bilder                          | Mietshaus in offener Bebauung | Husarenstraße 1 (Karte) | Um 1910/1915 | Der Reformstilarchitektur verpflichteter Mietwohnungsbau, Bauzeugnis im Garnisonsviertel, ortsentwicklungs- und baugeschichtlich von Bedeutung. Dreigeschossig, ausgebautes Dachgeschoss, Putzfassade mit Putz- und Kunststeingliederung, Sockel aus Granitsteinen, Fenster neu, saniert, original: Treppenhaus mit eisernem Geländer, Kellertür. | 08966653 |
| Weitere Bilder                          | Ehemaliges Offizierskasino (Einzeldenkmal der Sachgesamtheit 09307257) | Husarenstraße 3 (Karte) | 1915–1917 | Einzeldenkmal der Sachgesamtheit Carola-Kaserne; repräsentativ wirkender Putzbau, im Reformstil um 1915, unverzichtbarer Bestandteil des Ensembles der Carola-Kaserne, bauhistorisch und ortsgeschichtlich von Interesse. Zweigeschossig, Putzbau, sehr wirkungsvolle Gartenfront mit Veranda, Ziegeldach, original: Fenster, große Saalfenster zum Garten, Türen im Inneren, Parkett, Stahlbeton-Treppenhaus mit eisernem Geländer, ein kleiner transportabler Tresor, Deckenstuckrahmung im Saal, Husarenstraße Nummer 5 war ehemalige Bäckerei. | 08966654 |
| Weitere Bilder                          | Wohnhaus in offener Bebauung | Husarenstraße 4 (Karte) | Um 1905 | Ansprechender gründerzeitlicher Mietvillenbau, Dokument der Baukultur der Zeit, baugeschichtlich von Bedeutung. Zweigeschossig, fünf Achsen, Putzfassade, mittenbetont durch Zwerchhaus, Biberschwanzdeckung, saniert, Fenster neu. | 08966652 |
| Weitere Bilder                          | Wohnhaus in offener Bebauung | Husarenstraße 12 (Karte) | 1913–1914 | Wohnbau im Garnisonsviertel, im Reformstil der Zeit um 1910, Bestandteil des Ensembles an der Carola-Kaserne, baugeschichtlich von Bedeutung. - Wohnhaus: zweigeschossig, Putzfassade, saniert, Fenster neu, Jalousieblenden, Mittelrisalit, neues Biberschwanz-Ziegeldach, 4/2002 noch im Besitz der AOK Leipzig. - Einfriedung (Abbruch um 2005): Ziegelmauer und -pfeiler verputzt, Zaunfelder verloren | 08966655 |
| Weitere Bilder                          | Wohnhaus in halboffener Bebauung und Einfriedungsmauer des Grundstücks (Theresenhaus) | Im Steingarten 1 (Beiersdorfer Straße 1) (Karte)                                                                                   | Wohl 1750; Umbau bezeichnet mit 1850 | Barocker Putzbau mit Mansarddach, nach 1920 als Mütterschule genutzt (Theresenhaus genannt), von ortsgeschichtlichem Interesse. - Wohnhaus: zweigeschossig, Putzfassade, Fenstergewände Rochlitzer Porphyrtuff, original: Haustür, Türen innen, Inschrifttafel „1850 C.H.A.v. Nohtitz/Bethenburg“ - Einfriedung: Bruchsteinmauer, Abdeckplatten Rochlitzer Porphyrtuff | 08966292 |
| Weitere Bilder                          | Inschrifttafel neben dem Eingang eines Wohnhauses (Mende-Tafel) | Im Steingarten 2 (Karte) | Bezeichnet mit 1753 | Tafel erinnert an das ehemalige Wohn- oder Gartenhaus der Familie Mende, von ortsgeschichtlichem Interesse. Natursteinplatte überstrichen, Haus kein Denkmal, ehemals Wohnhaus der Familie Mende. | 08966966 |
| Weitere Bilder                          | Wohnhaus in offener Bebauung, wohl ehemalige Sommerwohnung des „Wendtschen Vorwerks“ (siehe auch Beiersdorfer Straße 1 und Im Steingarten 2) | Im Steingarten 3 (Karte) | Um 1750 | Erdgeschoss massiv, Obergeschoss teils Fachwerk, orts- und baugeschichtlich von Bedeutung. Nebengebäude vermutlich Remise, vgl. Beiersdorfer Straße 1, dazugehörig auch Im Steingarten 2. | 08966983 |
| Direkt Bild zu diesem Denkmal hochladen | Mietshaus-Hälfte eines Doppelmietshauses (mit Colditzer Straße 44) in halboffener Bebauung und in Ecklage, mit Einfriedung und Vorgarten | Karl-Marx-Straße 1 (Karte) | Bezeichnet mit 1907 | Straßenbildprägender Eckbau gegenüber dem Stadtpark, historisierende Putzfassade mit Fachwerkelementen und Holzveranda, baugeschichtlich von Bedeutung. Dreigeschossig, Risalite mit Zwerchgiebeln mit Fachwerk, Heimatstil, saniert, Fenster neu, rotes Ziegeldach, original: Treppenhaus, Wohnungstüren, Kellertür mit Klinke, Kellerfenstergewände, Einfriedung. | 08966692 |
| Direkt Bild zu diesem Denkmal hochladen | Mietshaus in offener Bebauung, mit Einfriedung und Vorgarten | Karl-Marx-Straße 6 (Karte) | Um 1920 | Schlichter Mietwohnungsbau mit erhaltener Ausstattung, Putzfassade mit schmiedeeiserner Veranda, ehemals Teil der benachbarten Walther-Werke, ortsgeschichtlich von Bedeutung. - Mietshaus: dreigeschossig, Putzfassade, ausgebautes Dachgeschoss, original: Schablonenmalerei am Traufkasten, alle Fenster, Verandentüren, Treppenhausfenster mit Strukturglas, Eisentreppenhaus, Wohnungstüren, Haustür, eisernes Treppengeländer zur Veranda der Erdgeschoss-Wohnungen und zur Haustür - Einfriedung: Granitsockel und Granitpfeiler mit Eisenzaun und Eisentor | 08966691 |
| Direkt Bild zu diesem Denkmal hochladen | Produktionsgebäude, Pförtnerhäuschen, Einfriedung und Torpfeiler einer Fabrik (ehemals Walther-Werke, Werk I) | Karl-Marx-Straße 8 (Karte) | Um 1928 | Mächtiger Fabrikbau der elektrotechnischen Werke von Ferdinand Walther, Gebäude in Giebelstellung zur Straße, Torpfeiler mit originalen Lampen, eindrucksvolles Produktionsgebäude, industrie- und ortsgeschichtlich von Bedeutung. Ehemals Walther-Werke (elektronische Geräte), nach 1945 VEB Elektroschaltgerätwerke Grimma ESG, nach 1991 Stilllegung, heute Sitz des IFU – Institut für Fortbildung und Umschulung Grimma/Leipzig GmbH. - Produktionsgebäude: dreigeschossig, hohes ausgebautes Dachgeschoss mit Ziegeldeckung, Ziegelbau mit aufwendigem Verputz, saniert, Fenster neu, DDR-Zeit: Hauptwerk des VEB Elektroschaltgeräte Grimma, Stahl-Dachstuhl, original: Haustür mit geschliffenen Scheiben, Eisentreppenhaus - Eisenpforte am Pförtnerhauseingang, Einfriedung vgl. Nummer 10 und 11, originale Lampen auf den Torpfeilern | 08966687 |
| Direkt Bild zu diesem Denkmal hochladen | Fabrikantenvilla mit Vorgarten und Einfriedung (Villa Walther) | Karl-Marx-Straße 10 (Karte) | 1924 | Reizvoller Wohnbau im Landhausstil, einzigartiger Eisenzaun als Einfriedung (vergleiche auch Nummer 8), Wohnhaus des Fabrikanten Ferdinand Walther, bau- und ortsgeschichtlich von Bedeutung. - Villa: im Landhausstil, eingeschossig mit hohem ausgebautem Dachgeschoss, Putzfassade mit Gliederungselementen aus Rochlitzer Porphyrtuff, Fabrikantenvilla zu Nummer 8, original: Fenster (?), Fensterläden, innen nicht gesehen - Einfriedung: Porphyrtuff-Quadersockel, drei Porphyrtuff-Pfeiler, einzigartiger eiserner Staketenzaun | 08966686 |
| Direkt Bild zu diesem Denkmal hochladen | Mietshaus in halboffener Bebauung und in Ecklage (bauliche Einheit mit Vogelberg 3 und 5) | Karl-Marx-Straße 11 (Karte) | 1932 | Schlichtes Mietshaus in exponierte Ecklage gegenüber dem AOK-Gebäude, interessant gestaltetes Treppenhaus, baugeschichtlich von Bedeutung, Putzfassade. - original: alle Fenster, Treppenhausfenster, Kellerfenstergewände, Eingangsbereich mit Platten, Treppenhaus mit Eisen- und Holzgeländer, Wohnungstüren, Kellertür und eiserne Klopfstange an der Mauer zum Nachbargrundstück Vogelberg 3, Wohnhaus der Walther-Werke (die beiden Wohnhäuser Vogelberg 3/5 waren Privatwohnhäuser und gehörten nicht den Walther-Werken). - dreigeschossig, ausgebautes Dachgeschoss, Wohnbau für gegenüberliegenden Fabrikbau (Nummer 8) - Einfriedung vgl. Nummer 8 und 10 (Porphyrtuffsockel und zwei Pfeiler, Eisenzaunfelder und Eisentor) - Vorgarten an der Karl-Marx-Straße | 08966690 |
| Direkt Bild zu diesem Denkmal hochladen | Villa Dittrich mit Vorgarten und Einfriedung | Karl-Marx-Straße 12 (Karte) | Um 1910 | Sparsam gegliederte Putzfassade, Reformstil-Architektur, prägt den Straßenraum mit, als Fabrikantenwohnsitz ortsgeschichtlich von Interesse. Wohnsitz des Schlossermeisters Hermann Dittrich (Adressbuch, 1925/26). - Villa: zweigeschossig, Putzfassade, Dachpappeschindeln, Eingangsrisalit mit Zwerchgiebel, Zugang mit Freitreppe mit eisernem Geländer, Haustür mit Vordach, original: Haustür mit Gitter, ein Treppenhausfenster mit farbiger Bleiverglasung, ein Giebelfenster mit Strukturglas, zwei kleine Fenster mit eisernen Fenstergittern neben dem Eingang, letzte Nutzung durch Deutsche Telekom - Einfriedung: Mauersockel und Pfeiler verputzt (Putzschienen und Blechabdeckung entstellend) und Eisengitter | 08966685 |
| Direkt Bild zu diesem Denkmal hochladen | Wohnhaus in offener Bebauung, mit Vorgarten und Einfriedung | Karl-Marx-Straße 16 (Karte) | 1939–1940 | Qualitätvoller Wohnbau der 1930er Jahre von Architekt Hugo Koch, Bedeutung für die Baugeschichte und Ortsgeschichte. Bauakte beim Eigentümer vorhanden, 18. Juli 1939 Baugenehmigung, Bauherr war im AOK-Kassenvorstand, Kirchenvorstand usw. - Wohnhaus: zweigeschossig, Putzfassade, Biberschwanzdeckung, Garagenanbau in DDR-Zeit entstellend aufgestockt, rückwärtig Anbau mit Balkon (originale Eisengitter), Bruchsteinsockel, am Kellerzugang Klinkermauerwerk, noch originale Dacheindeckung, alle Fenster original, Türen im Inneren, Treppenhaus, einige originale Fensterwirbel, originale Fenstergitter der drei kleinen Flurfenster - Einfriedung Bruchsteinmauer mit Holzzäunen (Holzfelder um 1995 neu) | 08966606 |
| Direkt Bild zu diesem Denkmal hochladen | Wohnhaus in offener Bebauung, mit Vorgarten und Einfriedung | Karl-Marx-Straße 18 (Karte) | Um 1935 | Original erhaltener Wohnbau in auffallender erhöhter Lage, im Heimatstil, mit Dokumentationswert, baugeschichtlich von Bedeutung. Zweigeschossig, Putzfassade, Walmdach mit Ziegeldeckung, Windfang, Gliederung und Sockel Natursteine, seltene Schornsteingestaltung, original: Fenster, ein Fenstergitter, Fensterläden. | 08966684 |
| Direkt Bild zu diesem Denkmal hochladen | Mietvilla | Karl-Marx-Straße 20 (Karte) | 1928 | Schlichter Putzbau mit originaler Ausstattung, der rückwärtige Garageneinbau im Haus für die Entstehungszeit von Seltenheit, baugeschichtlich von Bedeutung. Dreigeschossig, Putzbau, mäßige Architektur ohne „Strahlkraft“, Klinkersockel, von besonderem Interesse der rückwärtige Garageneinbau (für die Zeit um 1928), original: Haustür, Treppenhaus mit Handlauf, Wohnungseingangstüren, Zimmertüren, Fußböden, Fenster, zwei Gartentüren, Garagentor, Raumaufteilung. Treppenanlage und Einfriedung gehören zu Nummer 20a und sind kein Denkmal. | 08965955 |
| Direkt Bild zu diesem Denkmal hochladen | Ehemaliges Arbeitsamt, mit Vorgarten | Karl-Marx-Straße 21 (Karte) | 1937 | Putzfassade mit Porphyrtuffelementen, architektonisch und ortsgeschichtlich bedeutsam, Bedeutung für die Volksbildung. Zweigeschossig, Sockel und Gliederung der Putzfassade durch Rochlitzer Porphyrtuffquader, Walmdach mit sieben stehenden Gaupen, Fassade geschwungen und damit dem Straßenverlauf folgend, rechts Standerker, original: Fenster, Haustür, Balkongitter, ein Fenstergitter. | 08966682 |
| Direkt Bild zu diesem Denkmal hochladen | Verwaltungsbau, ehemaliges Finanzamt, heute Landratsamt, mit Einfriedung und Vorgarten | Karl-Marx-Straße 22 (Karte) | 1938–1939 | Repräsentatives Gebäude, Reformstil-Architektur, bauhistorisch und stadtgeschichtlich von Interesse, Bedeutung für die Volksbildung. Zweigeschossig mit zwei Seitenflügeln ehrenhofseitig, Mittelbau mit Balkon und Dachhaus mit drei Achsen und Dreieckgiebel, Ziegeldach, Fenster neu, saniert, Granitquadersockel, Putzfassade mit Gliederung in Putz und Rochlitzer Porphyrtuff. | 08966683 |
| Weitere Bilder                          | Ehemalige Klosterkirche der Augustinereremiten (baulich verbunden mit dem Gymnasium St. Augustin, Klosterstraße 1), weiterhin Einfriedung und Grabplatten sowie Glocke von 1491 (heute im Kreismuseum) | Klosterstraße (Karte) | 14. Jahrhundert | Schlichte gotische Saalkirche auf langgestrecktem schmalem Grundstück, heute weitgehend entkernt mit neuem Dachstuhl und Dachreiter, durch Lage an der Stadtmauer in den Landschaftsraum der Muldenaue wirkend, ortshistorische und baugeschichtliche Bedeutung. Städtebaulich gewichtige Lage, Sonnenuhr 1928, Entwurf: Lehmann (Studienassessor), Verse von Rektor Dr. Fraustadt. Heute z.B. für Konzertveranstaltungen (MDR-Musiksommer 2017 und 2020) genutzt. | 08966260 |
| Weitere Bilder                          | Ehemalige Fürstenschule Grimma St. Augustin, heute Gymnasium St. Augustin (Vierflügelanlage) mit Ausstattung, weiterhin angebaute Turnhalle, Straßenfassade eines Nebengebäudes (ehemaliges Heizhaus) sowie gärtnerisch gestalteter Innenhof mit zwei Statuen und Kriegerdenkmal für die Gefallenen des Ersten Weltkrieges (Schule bauliche verbunden mit der benachbarten ehemaligen Klosterkirche St. Augustin) | Klosterstraße 1 (Karte) | Bezeichnet mit 1887–1891 (Schule); 1890er Jahre (Schulfreiraum/Institutsfreiraum); 4. Viertel 19. Jahrhundert (Statue); nach 1918 (Kriegerdenkmal)                                                                                                | Monumentaler prachtvoller Schulbau des Historismus, im Stil der deutschen Neorenaissance, Architekt war Hugo Nauck, Dresden, prägt die Stadtsilhouette von der Muldenaue aus, baukünstlerisch und für die sächsische Geschichte von hoher Wertigkeit, Seltenheits- und Erinnerungswert. - Schule: zweigeschossig, über Kellergeschoss, 40 Achsen, Klinkerfassade mit sehr aufwändiger Sandsteingliederung, Friese aus Terrakotta - Gebäude an der Muldenseite: original: Türen, Fenster überwiegend, Treppenhaus, Keller-Fenstergewände?, Turnhalle angebaut, zwei Seitenflügel - Denkmäler der Kurfürsten Albert und Moritz heute im Inneren aufgestellt | 08966272 |
| Weitere Bilder                          | Altes Seminar, heute Wohnhaus (ehemaliges Herrenhaus), später Schule, zwei Torhäuser, zwei Toreinfahrten und Hofpflaster | Klosterstraße 3, 5 (Karte) | 1618, später überformt (Herrenhaus); 1777 (Herrenhaus) | Ehemaliges Freihaus derer von Döring, im 19. Jahrhundert Nutzung als Knabenschule und später Lehrerseminar, mächtiges Barockgebäude zwischen Schloss und Schule, an der Muldenaue gelegen, bauhistorisch, ortsgeschichtlich, baukünstlerisch und städtebaulich bedeutsam. - Herrenhaus: zweigeschossig, großes Walmdach, Bruchstein-Mauerwerk, Fenster- und Haustürgewände Rochlitzer Porphyrtuff, Keller mit Ziegelgewölben (Klosterformatziegel) und Gewänden der Durchgänge aus Rochlitzer Porphyrtuff, originales Treppenhaus, in einigen Räumen schlichte Stuckleisten, Haustür, Dielung, im Innern historische Wandmalerei, kleines Wohnhaus an der Straße eingeschossig, Bruchsteinsockel, Ziegelbau verputzt, flaches Walmdach, ehemals Torhaus, gegenüber das zweite Torhaus erhalten - Seitenflügel zur Mulde hin: dreigeschossig, Bruchstein-Mauerwerk und Ziegel, Putzfassade, Betonpfannen auf dem Dach, 1777 erbaut Sogenannter Nordflügel, Nebengebäude und rückwärtiger Anbau vor 2013 abgebrochen. | 08966271 |
| Direkt Bild zu diesem Denkmal hochladen | Wohnhaus in halboffener Bebauung und in Ecklage | Klosterstraße 6 (Karte) | Um 1840 | Ortstypischer Altstadtbau, sparsam gegliederte Putzfassade, Mittelrisalit mit Dreiecksgiebel, Bestandteil des historischen Straßenzuges gegenüber dem Gymnasium St. Augustin, baugeschichtlich von Bedeutung. Zweigeschossig, elf Achsen, Tordurchfahrt, Bruchsteinsockel, Massivbau, Mittelrisalit dreiachsig mit Dreieckgiebel, Putzfassade, ausgebautes Dachgeschoss, saniert, Fenster neu, rückwärtig durch Anbauten und Balkone beeinträchtigt. | 08966273 |
| Weitere Bilder                          | Mehrteilige Fabrikanlage der ehemaligen Etuifabrik Reinhold Kühn, ehemalige Schule | Klosterstraße 7 (Karte) | Bezeichnet mit 1927 | Seltenes Beispiel für Produktionsgebäude in der Altstadt, überzeugende Architektur im Heimatstil, bedeutsame Lage an der Mulde und nahe dem Schloss, Fabrik war früher Volks- und Realschule, städtebauliche, industriegeschichtliche und ortsgeschichtliche Bedeutung. Zumeist zweigeschossige Putzbauten, Ziegeldächer, original: Fenster, Fenstergewände an der Rückfront, Toreinfahrt Rochlitzer Porphyrtuff (Schlussstein bezeichnet mit 1927), Betrieb spezialisiert auf Produktion von Brillenetuis, nach dem Hochwasser 2002 ging das Unternehmen 2006 in Insolvenz, saniert. | 08966263 |
|                                         | Wohnhaus in ehemals geschlossener Bebauung | Klosterstraße 8a (Karte) | Um 1890 | Schmaler Wohnhausbau mit Tordurchfahrt, Dokument frühgründerzeitlicher Baugesinnung, in wichtiger Lage gegenüber der ehemaligen Fürstenschule, baugeschichtlich von Bedeutung. Erdgeschoss nur Tordurchfahrt, Obergeschoss drei Achsen, ausgebautes Dachgeschoss. | 08966984 |
| Weitere Bilder                          | Schlossanlage, heute Amtsgericht, mit verschiedenen Gebäudeflügeln (unter anderem Kornhaus) sowie Einfriedungsmauern, Bogenbrücke von der Friedrich-Oettler-Straße her und so genannter Amtsbrunnen | Klosterstraße 9 (Karte) | 1389–1402, im Kern älter (Schlossanlage); 1509–1518 (Schlossanlage); Umbau bezeichnet mit 1843 (Schlossanlage) | Als ursprünglich markgräfliche Anlage von landesgeschichtlicher Bedeutung, bemerkenswerter spätgotischer Giebel mit reichem Blendmaßwerk an einem Gebäudeflügel, baukünstlerisch, landeshistorisch und städtebaulich herausragend, als Ort eines frühen Konzentrationslagers der NS-Zeit (1933, Amtsgerichtsgefängnis) auch zeitgeschichtlich von Bedeutung | 08966262 |
|                                         | Wohnhaus in geschlossener Bebauung | Klosterstraße 10 (Karte) | Um 1870 | Mit Tordurchfahrt, gut gegliederte Putzfassade, Dokument der historischen Altstadtbebauung in wichtiger Lage gegenüber der ehemaligen Fürstenschule, baugeschichtlich von Bedeutung. Mit Tordurchfahrt, dreigeschossig, vier Achsen, Putzfassade, saniert, Dach mit Ziegeldeckung und zwei stehenden Gaupen. | 09263601 |
|                                         | Wohnhaus in geschlossener Bebauung | Klosterstraße 12 (Karte) | Um 1840 | Mit Tordurchfahrt, dreigeschossiger Spätbiedermeierbau mit axial-symmetrischem Fassadenaufbau, in wichtiger Lage gegenüber der ehemaligen Fürstenschule, baugeschichtlich von Bedeutung. Mit Tordurchfahrt sowie Pflasterung in der Tordurchfahrt, dreigeschossig, vierachsig, Bruchsteinsockel, Putzfassade, Erdgeschoss Putznutung. | 08966269 |
| Weitere Bilder                          | Wohnhaus in geschlossener Bebauung, mit hofseitigem Anbau | Klosterstraße 14 (Karte) | Bezeichnet mit 1745 | Mit Tordurchfahrt, Putzbau mit Porphyrtufftor und Mansarddach, eindrucksvolles Barockgebäude in wichtiger Lage gegenüber der ehemaligen Fürstenschule, bauhistorische und städtebauliche Bedeutung. Mit Tordurchfahrt, zweigeschossig, sechsachsig, Bruchstein-Ziegel-Mauerwerk, Putzfassade, Gewände aus Rochlitzer Porphyrtuff, ausgebautes Mansardgeschoss (Gaupen mit Fensterrahmungen aus Rochlitzer Porphyrtuff), Schlussstein der Tordurchfahrt mit Kartusche (bezeichnet mit 1745), im Erdgeschoss Holzklappläden (links ein Paar original), Deckenstuck im Obergeschoss. | 08966268 |
| Weitere Bilder                          | Wohnhaus in geschlossener Bebauung | Klosterstraße 16 (Karte) | Bezeichnet mit 1696 | Mit Tordurchfahrt, eindrucksvolles barockes Gebäude mit Fachwerk-Obergeschoss, stadtbildgestaltend, mit bauhistorischem und ortsgeschichtlichem Wert. Mit Tordurchfahrt, zweigeschossig, sehr breit gelagerter Baukörper, Tordurchfahrt mit Bogen aus Rochlitzer Porphyrtuff mit Schlussstein bezeichnet mit 1696, Putzfassade, Obergeschoss alte Fenster, zwei Garagen um 1930 eingebrochen. | 08966267 |
|                                         | Wohnhaus in geschlossener Bebauung sowie Nebengebäude (mit Laubengang) im Hof | Klosterstraße 18 (Karte) | Um 1870 | Mit Tordurchfahrt, gründerzeitlicher Wohnbau mit feinsinnig gestalteter Putzfassade, das Hofgebäude als Zeugnis der historischen Stadtkernbebauung mit wissenschaftlich-dokumentarischem Wert, baugeschichtlich von Bedeutung. - Wohnhaus: mit Tordurchfahrt, zweigeschossig, fünfachsig, Bruchsteinsockel, Putzfassade mit Putzgliederung, Ziegelmauerwerk, an der Einfahrt Radabweiserstein aus Rochlitzer Porphyrtuff, an der Traufzone Zahnschnittfries, original: Holztor und Klinke, mit einzigartiger Verblechung der Dachgaupe, leer stehend - Nebengebäude: mit Kreuzgratgewölben im Erdgeschoss | 08966266 |
|                                         | Mietshaus in halboffener Bebauung | Klosterstraße 20 (Karte) | Um 1875 | Mit Tordurchfahrt, in Altstadtlage befindlicher schlichter Gründerzeitbau mit gut gegliederter Putzfassade, baugeschichtlich von Bedeutung. Mit Tordurchfahrt, dreigeschossig, fünfachsig, Bruchsteinsockel, Ziegelbau mit Putzfassade, Fenstersohlbänke Porphyrtuff. | 08966265 |
| Direkt Bild zu diesem Denkmal hochladen | Transformatorenhaus | Köhlerstraße (Karte) | 1912 | Qualitätvolle massive Station, wohl 1912 von der Landkraftwerke Leipzig Aktiengesellschaft mit Sitz in Kulkwitz errichtet, sehr frühes Zeugnis der Elektrifizierung der Region, technik- und ortsentwicklungsgeschichtlich von Bedeutung. Klinkersockel, Putzfassade, Ziegeldach mit Doppeldeckung, Dachgaupe original mit kleinen Fenstern und Lüftungslamellen, Eingang zugemauert. | 08966735 |
| Weitere Bilder                          | Ehemaliges Hospital (mit Kapelle), heute Wohnhaus (ehemaliges Heilig-Geist-Hospital: Hospital der ehemaligen Heiliggrabpropstei Droyßig, einer Niederlassung der Chorherren vom Heiligen Grab) | Köhlerstraße 1 (Karte) | 1222 gegründet; 1524–1529 Dendro; Umbau bezeichnet mit 1705 | Eine Zeit lang auch Marstall, Fronfeste, Militärlazarett und Armenhaus, prächtiger mittelalterlicher Bau in wichtiger Ecklage, mächtiger Putzbau mit Stufengiebeln, ortshistorisch, baukünstlerisch und städtebaulich von Bedeutung. Dreigeschossig, Kellergeschoss, Massivbau, Naturstein-Fenstergewände. | 08966868 |
| Weitere Bilder                          | Mietvilla mit Einfriedung und Villengarten | Köhlerstraße 2 (Karte) | Bezeichnet mit 1902 | Reich gestaltete Putzfassade mit Fachwerkelementen, prächtiger Villenbau mit Jugendstil-Ausstattung, wissenschaftlich-dokumentarischer Wert, zur Erbauungszeit im Besitz des Kommerzienrates Gleisberg, Besitzer der Großmühle, Villengarten mit struktur- und raumbildendem Baumbestand, von bauhistorischer, ortsgeschichtlicher und ortsbildprägender Bedeutung. - Villa: zweigeschossig, Putzfassade mit Gliederungen aus Klinkern und Rochlitzer Porphyrtuff-Werksteinen, zwei große Zwerchhäuser mit Sichtfachwerk, 1902 auf Resten der Stadtmauer und des im 13. Jahrhundert gegründeten und nach der Reformation zerstörten Johanniter-Hospitals errichtet, original: alle Fenster, Kellerfenstergewände, Haustür, großes Bleiglasfenster im Treppenhaus, Treppenhaus, Kellertür, Windfangtür, Innentüren - Remise (vor 2010 abgebrochen): Putzbau, rückwärtig auf dem Grundstück, Landhausstil (Nummer 2a?), Holzdecken - Einfriedung: Eisenzaun - Garten einer Villa, Architekt Barthel, 1902 auf Resten der Stadtmauer und des Johanniter-Klosters errichtet - Einfriedung: an Köhlerstraße/Verlobungsgässchen Klinkersockel mit Ziergitter (florale Formen, Schmiede Ferdinand Walther, denkmalgerecht saniert) - Vegetation: Großbaumbestand, darunter Bergahorn, Koniferen, Birken, Eckbetonung durch Haselnuss - Bodenbewegung: Böschung vom höher liegenden Gebäude zum Garten, Gelände leicht nach Nordwesten abfallend - Störende Elemente: dichte Belegung durch Spielflächen und Spielgeräte (Nutzung als Kindergarten) | 08966870 |
| Direkt Bild zu diesem Denkmal hochladen | Ehemaliges Verwaltungsgebäude der Amtshauptmannschaft, heute Polizeigebäude, und Nebengebäude an der Straße | Köhlerstraße 3 (Karte) | Um 1900 (Amtshauptmannschaft); 1927–1929 (Nebengebäude) | Repräsentatives Hauptgebäude im Stil des Späthistorismus am Muldenufer, Nebengebäude ein Bau des Architekten Hugo Koch, nach 1945 Lazarett der Roten Armee, architekturgeschichtlich und ortshistorisch von Interesse. - Remise an Kellerhäuser: Putzbau im Schweizerstil mit Sichtfachwerk oben, Ziegeldach, Rückseite drei Tore - Lazarettbau: dreigeschossig, breite Front zur Mulde (Colditzer Weg), Putzbau mit profilierten Fenstergewänden, Rückfront drei weit vorspringende Gebäudeteile mit Stein-Treppenhaus, Zugangsrisalit, Muldenseite mit Freitreppe, Zwerchhaus und Wappenkartusche, um 1890 - Verwaltungsbau, giebelständig zur Köhlerstraße: dreigeschossig, Putzfassade, Architekt Hugo Koch, um 1930, ausgebautes Dachgeschoss, Fenster original, verschiefertes Dachhaus | 08966740 |
| Direkt Bild zu diesem Denkmal hochladen | Wohnhaus in ehemals geschlossener Bebauung | Kreuzstraße 1b (Karte) | Anfang 19. Jahrhundert | Schlichter Wohnbau, für das Erscheinungsbild der Gasse von nicht geringer Wertigkeit, Bestandteil der historischen Altstadtbebauung, baugeschichtlich von Bedeutung. Zweigeschossig, drei Achsen, Putzfassade, Satteldach ziegelgedeckt. | 08966942 |
|                                         | Wohnhaus in halboffener Bebauung und in Ecklage | Kreuzstraße 2 (Karte) | Um 1800, im Kern älter | Altstadttypisches Wohnhaus mit einfach gegliederter Putzfassade, städtebaulich unverzichtbarer Eckbau gegenüber der ehemaligen Klosterkirche St. Augustin, wertvolles Inneres, baugeschichtlich von Bedeutung. Zweigeschossig, 9-5 Achsen, Putzfassade, Satteldach mit neuer Ziegeldeckung, wohl ehemaliges Umgebindehaus, mit Bohlendecke. | 08966275 |
| Direkt Bild zu diesem Denkmal hochladen | Doppelmietshaus in geschlossener Bebauung | Kreuzstraße 4, 6 (Karte) | Um 1890 | Schlichter Putzbau mit Stuck- und Sandsteinelementen, Dokument gründerzeitlicher Baugesinnung für ärmere Bevölkerungsschichten, baugeschichtlich von Bedeutung. Dreigeschossig, zehn Achsen, Putzfassade mit Putzgliederung, Sohlbänke und Verdachungen Sandstein und Stuckkonsolen, Fenster neu, Dachhäuser je drei Achsen, Haustüren original. | 08966941 |
| Direkt Bild zu diesem Denkmal hochladen | Wohnhaus in Ecklage und in halboffener Bebauung | Kreuzstraße 5 (Karte) | Anfang 19. Jahrhundert | Stadtbildgestaltender Eckbau in Blickbeziehung zur Klosterkirche, Dokument der historischen Altstadtbebauung, baugeschichtlich von Bedeutung. Zweigeschossig, Putzfassade, ziegelgedecktes Satteldach mit Schleppgaupe, saniert, im Kern eventuell älter, Fenster alt. | 08966943 |
| Direkt Bild zu diesem Denkmal hochladen | Wohnhaus in ehemals geschlossener Bebauung, heute in Ecklage | Kreuzstraße 11 (Karte) | Um 1820 | Einfach gegliederte Putzfassade, dem Biedermeier verpflichteter Wohnbau, wissenschaftlich-dokumentarisch bedeutsam. Zweigeschossig, fünf Achsen, Putzfassade, im Erdgeschoss nur Ladenfläche, Dachgeschoss ausgebaut, Satteldach mit neuer Dacheindeckung und Schleppgaupen. | 08966800 |
|                                         | Wohnhaus in geschlossener Bebauung, mit Ladeneinbau (mit historischer Ladenausstattung) sowie Hofgebäude | Kreuzstraße 12 (Karte) | Im Kern 17. Jahrhundert (Wohnhaus); 1892 (datierte Ladendecke und Hofgebäude) | Ortstypischer zweigeschossiger Putzbau in Traufstellung zur Straße, mit seltener gründerzeitlicher originaler Ladenausstattung, künstlerisch qualitätvoll, baugeschichtlich von Bedeutung. Zweigeschossig, sieben Achsen, Putzfassade gegliedert, kleiner Keller, recht hohes Satteldach mit Biberschwanzdeckung, Dachausbau mit stehenden Gaupen, Fenster neu, original: Ladenausstattung um 1898 (Wandfliesen, Gusseisensäule, Fußbodenfliesen, Decke mit Glasmalerei und verzierten Holzleisten, Sitzbank) – einzige in Grimma, Hofgebäude (1892?) dazu. | 08966796 |
| Weitere Bilder                          | Wohnhaus in geschlossener Bebauung mit Hofgebäude | Kreuzstraße 14 (Karte) | Um 1895 | Vorderhaus mit Tordurchfahrt, Klinkerfassade mit Erker und Zwerchhaus, pittoresker Gründerzeitbau mit erhaltener Ausstattung, Hofgebäude mit Klinkerfassade und ehemaligem Pferdestall (für Husaren der Garnison), ortsgeschichtlich und militärhistorisch von Interesse. - Wohnhaus: mit Tordurchfahrt, zweigeschossig, vier Achsen, Erker und Zwerchhaus, ausgebautes Dachgeschoss, Granitplatten am Sockel, gelbe Klinkerfassade mit Kunststeingliederung und Stuckdekor, Dacheindeckung, einheitliche Gewerbenutzung mit Nummer 12 seit 1892, original: Fenster zur Straße, Tor mit Gitter und Klinke, Hoftor, in Tordurchfahrt altes Pflaster und Holzpaneel rechts, Tür zum Treppenhaus, Treppenhaus, Innentüren, eiserner Fahnenhalter - Hofgebäude für Gewerbe und links Pferdestall ehemals für Husaren (Körbe noch vorhanden), Klinkerbauten | 08966794 |
| Weitere Bilder                          | Wohnhaus in ehemals geschlossener Bebauung, heute in Ecklage | Kreuzstraße 15 (Karte) | Kern 16. Jahrhundert | Bestandteil der historischen Stadtkernbebauung, wissenschaftlich-dokumentarisch von Interesse, straßenraumprägender altstadttypischer Putzbau, baugeschichtlich von Bedeutung. Zweigeschossig, im Obergeschoss vier Fenster sowie große Wandstärken und niedrige Deckenhöhen, Putzfassade, ziegelgedecktes Satteldach | 08966801 |
| Weitere Bilder                          | Wohnhaus in geschlossener Bebauung | Kreuzstraße 16 (Karte) | Ende 17. Jahrhundert | Zwischen zwei Gründerzeitgebäuden erhaltenes Dokument der ursprünglichen Altstadtbebauung mit wissenschaftlich-dokumentarischem Wert, wertvolles Inneres mit historischer Brettdecke und Wandmalerei, baugeschichtlich von Bedeutung. Zweigeschossig, fünf Achsen, rechts hohes ziegelgedecktes Satteldach, vergleiche Nummer 12, Laden im Erdgeschoss eingebaut, Putzfassade, leerstehend, Wandstärke im Erdgeschoss ca. 60 cm. | 08966795 |
|                                         | Mietshaus in geschlossener Bebauung | Kreuzstraße 18 (Karte) | Um 1890 | Gründerzeitlicher Putzbau mit streng gegliedertem Fassadenaufbau, Beispiel der Veränderungen im Stadtbild dieser Zeit, bau- und ortsentwicklungsgeschichtlich von Bedeutung. Dreigeschossig, fünf Achsen, zwei Dachgaupen, Putzfassade, Sohlbänke und Fensterverdachungen sowie einige Haustür- und ein Fenstergewände aus Sandstein, Fenster neu, saniert, Granitsockel, Stockgesims zwischen Erdgeschoss und 1. Obergeschoss aus Sandstein, Mäanderband unter der Traufe aus Stuck, Haustür original. | 08966797 |
|                                         | Mietshaus in geschlossener Bebauung | Kreuzstraße 20 (Karte) | Bezeichnet mit 1919 (Mietshaus); 17. Jahrhundert (Brettdecke) | Mit Laden, baulicher Akzent im Straßenbild, mit schmiedeeisernem Werbeausleger sowie übernommener (?)Brettdecke aus dem 17. Jahrhundert, Vertreter der Reformstilarchitektur, baugeschichtlich von Bedeutung. Mit Tordurchfahrt, dreigeschossig, vier Achsen, Mittenbetonung über zwei Achsen mit Zwerchhaus, schlichte Putzfassade, Ziegeldach, Fenster neu, saniert, Kunststeinsockel, original: Tor mit Oberlicht, Ladenfront, eiserner Ausleger „HeizungsAnlagen/ KunstBau&Maschinen/ Schlosserei/ M. Bergmann/ Schlossermeister, 1919“, Hoftor mit Klinke, zwei Treppenhausfenster mit Bleiglasfenster im Mittelteil, alle drei Treppenhausfenster mit farbigem Strukturglas. | 08966798 |
| Weitere Bilder                          | Wohnhaus in geschlossener Bebauung | Kreuzstraße 21 (Karte) | 18. Jahrhundert | Mit Ladeneinbau, stadtbildcharakterisierender Wohnbau aus dem Barockzeitalter in altstadttypischer Gestalt, baugeschichtlich von Bedeutung. Zweigeschossig, vier Achsen, Dachgeschoss ausgebaut, mit Biberschwanzdeckung und zwei Schleppgaupen, Fenster neu, sehr fragwürdige Fassadenfarbigkeit. | 08966802 |
| Direkt Bild zu diesem Denkmal hochladen | Wohnhaus in geschlossener Bebauung und in Ecklage | Kreuzstraße 22 (Karte) | 16. Jahrhundert, später überformt | Die Straßenkreuzung fixierender Eckbau des historischen Altstadtkerns, Renaissanceportal im Innern des Erdgeschosses und wertvolle Brettdecke, bildet ein Grundstück mit Weberstraße 41, baugeschichtlich von Bedeutung. Mit Ladeneinbau und Renaissanceportal im Innern des Erdgeschosses, Fenster und Ladentür entstellend, zweigeschossig, 4-4 Achsen, gesamtes Erdgeschoss zu Ladenflächen umgebaut, Putzfassade, Fenster neu, saniert, Satteldach mit neuer Ziegeldeckung und zwei Schleppgaupen, Umbau vermutlich um 1850, geringerer Denkmalwert nach Sanierung, aber wichtige städtebauliche Situation gegenüber Nicolaistraße 2 mit Renaissanceportal im Erdgeschoss. | 08966799 |
| Weitere Bilder                          | Wohnhaus in halboffener Bebauung und in Ecklage sowie Hofgebäude | Kreuzstraße 23 (Karte) | Um 1810 | Stadtbildcharakterisierender klassizistischer Bau in wichtiger Ecksituation, Dokumentationswert, baugeschichtlich von Bedeutung. Zweigeschossig, Erdgeschoss massiv (Bruchstein-Ziegel-Mauerwerk), Obergeschoss Lehm massiv, Zwischenwände Lehm-Fachwerk, Umbau in den 1920er Jahren (vgl. Wohn- und Geschäftshaus gegenüber), wichtiger Bezugspunkt zu Nicolaistraße 2, Hofgebäude mit interessantem Keller, Obergeschoss nach der Flut neu errichtet. | 08966375 |
|                                         | Wohnhaus in halboffener Bebauung | Kreuzstraße 24 (Karte) | Bezeichnet mit 1904 | Mit Inschrifttafel auf der Hofseite, Wohn- und Gewerbegrundstück mit wissenschaftlich-dokumentarischem Wert (Ackerbürgergrundstück, später Tonpfeifenmacher-Gewerbe), ortsgeschichtlich von Bedeutung. Mit verglaster Veranda, zweigeschossig, fünf Achsen, Granitsteinsockel Zyklopmauerwerk, Haustür- und alle Fensterrahmungen aus Rochlitzer Porphyrtuff, ehemals Ackerbürgergrundstück, dann Gewerbe Tonpfeifenmacher, original: Veranda mit Fenstern, Haustür mit Klinke und Oberlicht, alle Fenster, im vierten Obergeschoss vier Winterfenster erhalten, Sandsteintafel auf der Hofseite. | 08966947 |
| Weitere Bilder                          | Wohnhaus (zwei Hausteile, Nicolaistraße 2) in Ecklage und Nebengebäude (Kreuzstraße 25) zum Hof sowie Hofmauer mit Toreinfahrt | Kreuzstraße 25 (Nicolaistraße 2) (Karte)                                                                                           | Zum Teil 13. Jahrhundert (Wohnhaus); im Kern um 1600 (Wohnhaus); bezeichnet mit 1674 (Wohnhaus); 1674 (Kassettendecke); bezeichnet mit 1688 (Nebengebäude)                                                                                        | Einer der selten derartig eindrücklich erhaltenen Ausspannen, ursprünglich wohl Stadtgut, die ehemaligen Wohngebäude zum Teil mit Fachwerk-Obergeschoss und reicher Ausstattung unter anderem Kassettendecke von 1674 und Brettbohlendecke von 1609, im Hofgebäude Schwarze Küche, in Teilen mittelalterliches Gebäude, ortsgeschichtlicher, baukünstlerischer und städtebaulicher Wert. Namenregister von 1837: Eigentümer: 1673 Christian Dorff, Lohgerber, 1720 Christian Nebe, Bauer, 1741 Georg Nebe, Tuchmacher, 1770 Johann Nebe, Tuchmacher, 1887 Ökonom Friedrich Wilhelm Priemer, 1901 Stadtgutsbesitzer Richard Priemer, laut Herrn Unteidig (Untere Denkmalschutzbehörde) kleiner Bau links neben dem Kino 13. Jahrhundert. - Wohnhaus in Ecklage: zweigeschossig, steiles Dach mit Krüppelwalm und Ziegeldeckung, Giebel Sichtfachwerk, Gewände im Erdgeschoss Rochlitzer Porphyrtuff, Gedenktafel (kein Denkmal) (W. M. Sagorski/1883–1919/Revolutionär und Kampfgefährte Lenins/lebte 1914–1918/in Grimma), klassizistische Haustür, Bretterdecken innen, Tonnengewölbe, Schwarze Küche, Reste von Wandmalerei (Restaurierung 2004), Barocktreppe - Wohnhaus in der Nicolaistraße: zweigeschossig, fünfachsig, Ziegeldach mit Fledermausgaupen, leer stehend, Nebengebäude in der Kreuzstraße mit Bruchstein-Erdgeschoss, Sichtfachwerk im Obergeschoss, Rochlitzer Porphyrtuff-Portal mit Inschrift (1 688 und zwei Buchstaben), Holzfenstergewände, hofseitig Fachwerk mit Ziegelausfachung, Ackerbürgergrundstück | 08966335 |
| Weitere Bilder                          | Wohnhaus in geschlossener Bebauung, mit Hofgebäude und Hofpflasterung | Kreuzstraße 35 (Karte) | Anfang 19. Jahrhundert (Wohnhaus); 18. Jahrhundert (Holzdecke) | Aus zwei Gebäudeteilen bestehendes Haus, auffallend zwischen zwei dreigeschossigen Bauten, mit Brettdecke aus dem 18. Jahrhundert im Innern, bauhistorisch von Interesse. Mit Hausdurchfahrt, zweigeschossig, fünf Achsen, im linken Gebäudeteil Durchfahrt (Tor um 1885), eigentlich zwei kleine Gebäude ehemals (siehe unterschiedliche Satteldächer), Ziegeldeckung, Fenster und Tor alt, im hinteren Teil des Grundstücks Schmiede (nach 1992). | 08966218 |
| Direkt Bild zu diesem Denkmal hochladen | Veranda am Mietshaus zum Hof | Lange Straße 1 (Karte) | Um 1895 | Aufgeständerte Holzlaube, platzbildprägend am Frauenkirchhof, historisches Bauzeugnis mit Seltenheitswert. Holzlaube im Hof um 1900, Fenster mit Strukturglas. | 08966946 |
| Weitere Bilder                          | Wohnhaus in geschlossener Bebauung | Lange Straße 2 (Karte) | Um 1895, im Kern älter | Mit Ladeneinbau und einzigartiger gründerzeitlicher Ladenfront mit originaler Werbeschrift, straßenbildgestaltender Putzbau gegenüber dem Frauenkirchhof, baugeschichtlich von Bedeutung. Zweigeschossig, sechs Achsen, Putzfassade, repräsentative Ladenfront aus Sandstein mit üppigem Dekor und originalem Werbeschriftzug „Militäreffekten-Handschuhe/Hut- und Mützen-Geschäft/Richard Mühe“, Putzfassade, Hausdurchgang, im Obergeschoss Fenstergewände aus Rochlitzer Porphyrtuff, an der Traufe Zahnschnitt und Deutsches Band, ziegelgedecktes Satteldach, neuere Fenster, original: Ladentür mit Klinke und Oberlicht mit Werbeschrift „Inh. Sigrid Mühe/Kürschnermeister“. | 08966845 |
| Weitere Bilder                          | Wohnhaus in geschlossener Bebauung | Lange Straße 4 (Karte) | Kern 18. Jahrhundert | Mit Tordurchfahrt, Putzfassade, Dokument der historischen Altstadtbebauung, städtebaulich wichtig gegenüber dem Frauenkirchhof, baugeschichtlich von Bedeutung. Mit Tordurchfahrt und Ladeneinbau, zweigeschossig, neun Achsen im Obergeschoss, Tordurchfahrt, Ladeneinbau, Putzfassade, saniert mit Auflagen Denkmalschutz, neue Fenster, neues ziegelgedecktes Satteldach mit zu großen Schleppgaupen, original: Treppenhaus, Dachstuhl, Innentüren. | 08966846 |
| Weitere Bilder                          | Wohnhaus in geschlossener Bebauung | Lange Straße 6 (Karte) | Kern 16. Jahrhundert (Wohnhaus); um 1700 (Bretterdecke) | Mit Ladeneinbau, im Kern ein Renaissancegebäude mit Sitznischenportal sowie Brettdecke aus dem 17. Jahrhundert im Innern, gründerzeitliche Ladenfront (um 1885), platzbildprägender breitgelagerter Putzbau im geschlossenen Straßenzug, wissenschaftlich-dokumentarischer und bauhistorischer Wert. Künstlerisch interessantes Portal aus Rochlitzer Porphyrtuff, zweigeschossig, sieben Achsen, Putzfassade um 1935, Satteldach mit drei Schleppgaupen um 1935, Ladeneinbau um 1885 (Sandstein), Sitznischenportal aus Sandstein 16. Jahrhundert, Haustür um 1935, ziegelgedecktes Satteldach, Umbau um 1935, im Haus nachweisbar: 1667–1701 Gerber, 1707–1801 Bäcker. | 08966847 |
| Weitere Bilder                          | Wohnhaus in geschlossener Bebauung | Lange Straße 7 (Karte) | Bezeichnet mit 1804 (Wohnhaus); um 1700 (Bretterdecke) | Mit Ladeneinbau, historischer Altstadtbau im geschlossenen Ensemble, im Innern historische Brettdecke aus einem Haus vom Leipziger Platz, für die Bauforschung von Interesse, altstadttypische Putzfassade mit Segmentbogenportal, baugeschichtlich von Bedeutung | 08966945 |
| Weitere Bilder                          | Mietshaus in geschlossener Bebauung und Hofanbau | Lange Straße 8 (Karte) | Um 1900 | Mit Laden, Wohn- und Geschäftshausbau mit schön gestalteter Erdgeschoss-Zone, Dokument gründerzeitlicher Veränderung im Stadtbild, Klinkerfassade, baugeschichtlich von Bedeutung. Dreigeschossig, drei Achsen, Natursteinsockel, Erdgeschoss sandsteinverkleidet, Obergeschoss Klinkerfassade mit Kunststeingliederung, mittig Dachhaus, vgl. Nummer 12, mit Hofanbau (mit Treppenhaus), original: feingliedrig verzierte Haustür, Windfangtür, Treppenhaus, Ladenfront, Türen im Inneren, einfache Fußbodenfliesen schwarz-gelb. | 08966818 |
| Weitere Bilder                          | Wohnhaus in geschlossener Bebauung und Hinterhaus | Lange Straße 9 (Karte) | Kern wohl 18. Jahrhundert (Wohnhaus); 1708 laut Auskunft (Hinterhaus) | Vorderhaus mit Ladeneinbau, barockes Wohnhaus im Altstadtkern, bemerkenswertes Hinterhaus mit verbretterter Oberlaube, wissenschaftlich-dokumentarischer Wert, baugeschichtlich von Bedeutung. Mit Ladeneinbau, zweigeschossig, vier Achsen, im Kern älter (?), Putzfassade, Massivbau, Steiles Satteldach mit Biberschwanzdeckung, entstellender Laden, Haustür alt. | 08966944 |
|                                         | Mietshaus in geschlossener Bebauung | Lange Straße 10 (Karte) | Um 1900 | Handwerklich solider Gründerzeitbau im geschlossenen Straßenzug, Dokument der veränderten Wohnbedürfnisse der Zeit, Klinkerfassade mit Gliederung durch Porphyrtuff, baugeschichtlich von Bedeutung. Dreigeschossig, fünf Achsen, Bruchsteinsockel, Fassade mit weißen Verblendziegeln und Gliederung durch Rochlitzer Porphyrtuff, zwei Dachhäuser, Hoffront geglättet, unterkellert, original: Haustür, Wohnungseingangstüren, Treppenhaus. | 08966817 |
| Weitere Bilder                          | Wohnhaus in geschlossener Bebauung | Lange Straße 11 (Karte) | Kern 17. Jahrhundert | Putzfassade, Teil der Altstadtbebauung mit großer Wertigkeit für die Bauforschung, heimatgeschichtlich von Bedeutung. Zweigeschossig, im Obergeschoss vier Fenster, Erdgeschoss verändert unter anderem durch Schaufenstereinbau, Satteldach. | 08966921 |
| Weitere Bilder                          | Mietshaus in geschlossener Bebauung | Lange Straße 12 (Karte) | Um 1900 | Mit Laden und originaler Ladenfront, schmaler aber reizvoller Gründerzeitbau im geschlossenen Straßenzug, Dokument des Stadtumbaus, Klinkerfassade, baugeschichtlich von Bedeutung. Dreigeschossig, drei Achsen, Erdgeschoss sandsteinverkleidet, Obergeschosse rote Klinkerfassade mit Kunststeingliederung, Dachhaus, vgl. Nummer 8, Haustür original. | 08966819 |
| Weitere Bilder                          | Mietshaus in geschlossener Bebauung | Lange Straße 13 (Karte) | Ende 19. Jahrhundert | Mit Laden, vollständig unterkellerter Wohnbau im geschlossenen Straßenzug, im Stil des frühen Historismus, für die örtliche Baugeschichte interessant. Mit Tordurchfahrt und Ladeneinbau, dreigeschossig, sechs Achsen, vollständig unterkellert, Erdgeschoss und erstes Obergeschoss profilierte Gewände aus Sandstein, Fenster neu, original: Tor, Innentüren. | 08966920 |
| Weitere Bilder                          | Wohn- und Geschäftshaus in Ecklage und halboffener Bebauung sowie Nebengebäude im Hof | Lange Straße 14 (Karte) | Um 1904 | Architektonisch ansprechend gestalteter Jugendstilbau, baugeschichtlich von Bedeutung. - Wohn- und Geschäftshaus: dreigeschossig, Erdgeschoss sandsteinverkleidet, Obergeschosse rote Klinkerfassade mit reicher Sandsteingliederung, geschrägte Ecke, Mansarde mit Biberschwanzziegeln neu, andere Fassaden glatt geputzt, „Innen alles sehr sauber“-Sanierung mit unpassenden Wohnungseingangstüren, original: Haustür, Holz-Treppenhaus und hölzerne Kellerschranke - Nebengebäude im Hof: zweigeschossig, Putzfassade, Fenster und Haustür neu, zu Wohnzwecken genutzt | 08966820 |
|                                         | Wohnhaus in geschlossener Bebauung | Lange Straße 15 (Karte) | 18. Jahrhundert, im Kern älter (Wohnhaus); Anfang 17. Jahrhundert (Fischgrätendecke) | Straßenbildcharakterisierender Wohnbau des historischen Altstadtbereiches, Putzfassade mit Segmentbogenportal, im Innern mit Fischgrätendecke, baugeschichtlich von Bedeutung. Zweigeschossig, fünf Achsen, Haustürgewände aus Rochlitzer Porphyrtuff mit Korbbogen und Schlussstein, Putzfassade, steiles Satteldach mit neuer Ziegeldeckung und drei Schleppgaupen, Kern vermutlich älter, Haustür entstellend, Fenster neu, saniert, Stuckdecken aus dem Barock innen, original auch Treppe, Türen, Deckenbalken mit Schiffskehlen. | 08966919 |
|                                         | Wohnhaus in geschlossener Bebauung | Lange Straße 18 (Karte) | 18. Jahrhundert | Traufständiger schlichter Putzbau, Satteldach mit Fledermausgaupen, Dokument der Barockstadt, baugeschichtlich von Bedeutung. Zweigeschossig, sechs Achsen, hohes Satteldach mit Biberschwanzziegeln und Fledermausgaupen, alle Gewände im Erd- und Obergeschoss neu aus Rochlitzer Porphyrtuff, Putzfassade. | 08966816 |
|                                         | Wohnhaus in geschlossener Bebauung | Lange Straße 20 (Karte) | 1. Hälfte 19. Jahrhundert | Mit Tordurchfahrt, typischer kleinstädtischer Wohn- und Gewerbebau im Altstadtbereich mit bauhistorischem Wert. Mit Tordurchfahrt und Ladeneinbauten, zweigeschossig, sechs Achsen, Putzfassade geglättet, zwei Ladeneinbauten, ziegelgedecktes Satteldach, Tor mit Oberlicht original. | 08966815 |
| Weitere Bilder                          | Wohnhaus in Ecklage und zwei Hofgebäude | Lange Straße 21 (Karte) | Um 1840 | Straßenbildprägender Eckbau, breitgelagerte Putzfassade mit dezentem Dekor, baugeschichtlich von Bedeutung. Zweigeschossig, acht Achsen, Fenster- und Haustürgewände aus Rochlitzer Porphyrtuff, links Ladeneinbau, teilweise unterkellert, ziegelgedecktes Satteldach, rechts im Erdgeschoss ehemals 1. Grimmaer Kaffee-Gross-Rösterei, im Hofgebäude ehemalige Seilerei. | 08966898 |
|                                         | Fassade und Keller eines Wohnhauses in geschlossener Bebauung | Lange Straße 22 (Karte) | Um 1850, später überformt | Straßenbildcharakterisierende gründerzeitliche Putzfassade, bedeutsame Lage neben Lange Straße 24, baugeschichtlich von Bedeutung. Mit Ladeneinbau, dreigeschossig, sechs Achsen, Ziegelbau verputzt, zwei Läden, Haustürgewände aus Rochlitzer Porphyrtuff, original noch Treppenhaus, Abbruch Oktober 2001, aus der Erbauungszeit nur noch Fassade und Keller erhalten. | 08966814 |
| Weitere Bilder                          | Wohnhaus (zwei Hausteile) in geschlossener Bebauung und Teil der Hofbebauung | Lange Straße 24 (Karte) | Ab 1230 nachweisbar (Wohnhaus); 14. Jahrhundert und später (Wohnhaus); 1559 Dendro (Wohnhaus); um 1600 (Brettbohlendecke) | Ortshistorisch und künstlerisch interessanter Bau mit einzigartiger Ausstattung (gotische Brettbohlendecke im Erdgeschoss, Renaissance-Wandmalerei im Obergeschoss, Schwarze Küche), im Kern ein Renaissancebau, Putzfassade mit barockem Segmentbogenportal, Hofbebauung aus Bruchstein-Mauerwerk, baugeschichtlich von Bedeutung. Zweigeschossig, ehemals sechs später neun Achsen, im Obergeschoss Renaissance-Fenstergewände aus Naturstein, an der Fassade Reste von originalem Verputz aus Gotik und Renaissance, Korbbogenportal aus Rochlitzer Porphyrtuff um 1800, Altbau Bruchstein-Mauerwerk, dreiachsiger Anbau aus Ziegel-Mauerwerk, innen: gotische Bretterdecke im Erdgeschoss (links), im Obergeschoss Renaissancemalerei, Haustür mit Oberlicht um 1800, Schwarze Küche 7/2005 noch vorhanden, Gebäude nachweisbar ab 1230. | 08966792 |
| Direkt Bild zu diesem Denkmal hochladen | Tordurchfahrt eines ehemaligen Wohnhauses (Mauerreste, Torbogen, Deckenbalken) | Lange Straße 26 (Karte) | Ende 18. Jahrhundert | Letzter erhaltener Rest der Alten Brauerei, wissenschaftlicher Dokumentationswert. Ehemals Wohn- und Geschäftshaus, wegen Aldi-Markt-Neubau nur einige Mauerreste erhalten, zur Straße hin großer Torbogen. | 08966812 |
| Weitere Bilder                          | Wohnhaus in geschlossener Bebauung | Lange Straße 27 (Karte) | Kern 16. Jahrhundert | Breitgelagerter traufständiger Geschossbau im Altstadtkern, mit klassizistischem Eingangsportal, wissenschaftlich-dokumentarischer Wert, bauhistorisch von Interesse. Zweigeschossig, sieben Achsen, Massivbau mit Putzfassade, alle Gewände aus Rochlitzer Porphyrtuff, links Ladeneinbau, im Erdgeschoss Fenster ehemals mit Klappläden, Dachgeschoss bei Sanierung ausgebaut mit fünf Schleppgaupen, Putzfassade, Sanierung steckengeblieben, im 1. Obergeschoss Wandputze mit historischer Bemalung, Natursteinstufen im Erdgeschoss, im Flur Fußbodenplatten und Stuck, Haustür original. | 08966899 |
| Weitere Bilder                          | Wohnhaus in geschlossener Bebauung | Lange Straße 29 (Karte) | Bezeichnet mit 1580, später überformt (Wohnhaus); um 1600 (Brettbohlendecke) | Mit zwei Ladeneinbauten, wirkungsvoller Altstadtbau mit Kreuzgratgewölbe im Flur, Bohlendecke um 1600 mit farblicher Fassung aus dem 17. Jahrhundert im Innern, mit wissenschaftlich-dokumentarischem Wert. Putzfassade mit barockem Segmentbogenportal in Porphyrtuffstein, Satteldach mit Fledermausgaupen, baugeschichtlich von Bedeutung, im Kern 16. Jahrhundert, Umbau 18. Jahrhundert, Läden im Erdgeschoss um 1895 und 1920, zweigeschossig, sechs Achsen im Obergeschoss, Fenster im Obergeschoss und Haustür mit Rahmungen aus Rochlitzer Porphyrtuff, ein Stein aus Rochlitzer Porphyrtuff bezeichnet mit 1580 über der barocken Haustür, Ladenfronten und Fledermausgaupen original, im Flur Kreuzgratgewölbe, 1580 Zinngießer, 1670–1681 Bäcker, 1723–1783 Schönfärber. | 08966900 |
|                                         | Mietshaus in geschlossener Bebauung sowie rückwärtiger Seitenflügel zum Hof | Lange Straße 32 (Karte) | Um 1895 | Mit Laden und alter Ladenfront, einzigartige Erdgeschoss-Gestaltung, Putzfassade mit Sandsteingliederung, den gründerzeitlichen Stadtumbau dokumentierendes Gebäude, baugeschichtlich von Bedeutung. Mit Hausdurchgang, dreigeschossig, fünf Achsen, Putzfassade mit Sandsteingliederung, zwei kleine Dachgaupen, Erdgeschoss aus Sandstein mit zwei Säulen, Ladenpfosten original, original: Haustür mit Gitter und Klinke, alle Fenster, Hoftür, einige Fenster auf der Hofseite, rückwärtiger Treppenhaus-Trakt im Hof. | 08966813 |
|                                         | Wohnhaus in geschlossener Bebauung | Lange Straße 34 (Karte) | Kern 18. Jahrhundert | Mit Ladeneinbau, straßenbildgestaltendes schlichtes Frühbarockgebäude, baugeschichtlich von Bedeutung. Zweigeschossig, fünf Achsen, Putzfassade, alle Gewände Erd- und Obergeschoss aus Rochlitzer Porphyrtuff (neu), sehr hohes Dach mit Biberschwanzdeckung, 1885 Ladeneinbau, Haustür 1932. | 08966811 |
|                                         | Wohnhaus in geschlossener Bebauung | Lange Straße 36 (Karte) | Kern Ende 18. Jahrhundert (Wohnhaus); um 1890 (Ladeneinbau) | Mit Ladeneinbau und aufwändiger gründerzeitlicher Ladenfront, historisches Bauzeugnis im Altstadtbereich, Putzfassade mit Segmentbogenportal, baugeschichtlich von Bedeutung. Zweigeschossig, fünf Achsen, Zwerchhaus zweiachsig, recht großes Dachgeschoss bei Sanierung ausgebaut, Biberschwanzdeckung, Haustür mit Korbbogenportal aus Naturstein, Laden um 1890 mit originaler Haustür, Eingangsbereich mit Gratgewölbe, schöne zweiflügelige Hoftür. | 08966809 |
| Weitere Bilder                          | Wohnhaus (mit Adler-Apotheke) in geschlossener Bebauung, mit zwei Hofflügeln (Lange Straße 37) sowie Torbogen an der Frauenstraße 24 | Lange Straße 37 (Karte) | Ersterwähnung Apotheke 1630; Umbau bezeichnet mit 1720; Umbau um 1910 | Die Apotheke privilegiert im Jahre 1630, seit 1741 hier ansässig, ehemals Apotheke zum schwarzen Adler, Putzbau geprägt durch einen Umbau im Reformstil der Zeit um 1910, mit baugeschichtlicher und ortshistorischer Bedeutung. Zweigeschossig, sieben Achsen, im Erdgeschoss Fenster 1921, Schlussstein Haustürportal bezeichnet mit 1720, Torbogen in der Frauenstraße trägt Haus Nummer 24 (gleiche Objekt-ID), Kreuzgratgewölbe im rechten Seitengebäude, liegender Dachstuhl, Hauskeller mit Tonnengewölbe, ein als Naturdenkmal (Ginkgo, Frauenstraße) registrierter Ginkgo (Ginkgo Biloba) steht an der Zufahrt, einfühlsam saniertes Gebäude. | 08966901 |
|                                         | Mietshaus in geschlossener Bebauung | Lange Straße 38 (Karte) | Um 1900 | Mit Laden, historistische Putzfassade, Bestandteil des gründerzeitlichen Stadtumbaues, baugeschichtlich von Bedeutung. Mit Hausdurchgang und Laden, dreigeschossig, sechs Achsen, Putzfassade, Dachgeschoss ausgebaut, Fenster neu, saniert, Haustür original. | 08966808 |
| Weitere Bilder                          | Wohn- und Geschäftshaus in geschlossener Bebauung und Hofgebäude | Lange Straße 40 (Karte) | Um 1895 | Reich dekorierter, Aufsehen erheischender Gründerzeitbau, Mittenbetonung durch Kastenerker und Zwerchhaus mit Türmchenaufsatz, Klinkerfassade mit reicher Sandsteingliederung, baugeschichtlich von Bedeutung. Dreigeschossig, fünf Achsen, Mittenbetonung durch Kastenerker und Zwerchhaus mit Türmchenaufsatz, Erdgeschoss mit Travertinplatten verkleidet, Klinkerfassade mit reicher Sandsteingliederung, original: alle Fenster, Wohnungstür mit Gitter, eisernes Treppenhaus-Geländer. Hofgebäude schlichte Putzfassade, dreigeschossig, original: Haustür mit Klinke, eine Tür mit Strukturglas von Gerhardt & Petschenik. | 08966810 |
| Weitere Bilder                          | Wohn- und Geschäftshaus in geschlossener Bebauung | Lange Straße 41 (Karte) | Um 1915 | Der Reformstilarchitektur verpflichtetes Gebäude, baugeschichtlich von Bedeutung. Dreigeschossig, fünf Achsen, zwei Dachhäuser, Putzfassade mit Putzgliederung, vollständig unterkellert, Erdgeschoss ist Ladenzone, saniert, Fenster neu, ziegelgedecktes Satteldach, original: Haustür mit geschliffener Scheibe. | 08966902 |
|                                         | Wohnhaus in geschlossener Bebauung | Lange Straße 42 (Karte) | Ende 18. Jahrhundert | Schlichter spätbarocker Bau im geschlossenen Straßenzug, trägt zur Altstadtcharakterisierung bei, baugeschichtlich von Bedeutung. Mit Ladeneinbau, zweigeschossig, fünf Achsen, Putzfassade, heute im Erdgeschoss Ladenzone, neues Biberschwanz-Satteldach mit drei Gaupen, Hofgebäude weitgehend abgebrochen, Holzdecke 16. Jahrhundert, Brettbohlendecke nach Flutkatastrophe 2002 ausgelagert. | 08966807 |
| Weitere Bilder                          | Wohnhaus in geschlossener Bebauung | Lange Straße 43 (Karte) | Ende 18. Jahrhundert | Ortstypischer kleiner Barockbau im Stadtkern, Dachgaupe mit Zwillingsfenster in Rochlitzer Porphyrtuff, baugeschichtlich von Bedeutung. Mit Ladeneinbau, zweigeschossig, vier Achsen, Satteldach mit Betondachsteinen, Fensterrahmungen im Obergeschoss aus Rochlitzer Porphyrtuff, Dachgaupe mit Zwillingsfenster (Rochlitzer Porphyrtuff), Ladeneinbau im Erdgeschoss, teilunterkellert mit Tonnengewölbe. | 08966904 |
|                                         | Wohnhaus in geschlossener Bebauung | Lange Straße 44 (Karte) | Mitte 19. Jahrhundert | Mit Ladeneinbau, reizvoller Putzbau mit klassizistischer Hoftür und Dachhäuschen mit Dreiecksgiebel, baugeschichtlich von Bedeutung. Zweigeschossig, sieben Achsen, Zwerchhaus dreiachsig mit Giebel, Ladenfront im Erdgeschoss noch mit selten gewordener DDR-Werbeschrift, original: Haustür mit Oberlicht, Zwischentür zweiflügelig, klassizistische Hoftür, Treppenhaus, Steinplatten im Flur. | 08966806 |
| Weitere Bilder                          | Mietshaus in geschlossener Bebauung | Lange Straße 45 (Karte) | 1. Drittel 20. Jahrhundert | Mit Laden, auf schmalem Grundstück errichteter Wohnbau, Architekturzeugnis des frühen 20. Jahrhunderts, baugeschichtlich von Bedeutung. Dreigeschossig, drei Achsen, Laden im Erdgeschoss, Fenster neu, Putzfassade mit Gliederungen aus Rochlitzer Porphyrtuff, ziegelgedecktes Satteldach, Dachhaus, saniert. | 08966905 |
|                                         | Wohnhaus in geschlossener Bebauung | Lange Straße 46 (Karte) | 18. Jahrhundert | Typischer Altstadtbau des 18. Jahrhunderts mit späterer Aufstockung, von Seltenheitswert Rest eines Laubenganges auf der Hofseite, baugeschichtlich von Bedeutung. Dreigeschossig, sechs Achsen, Putzfassade, zwei Läden, Fenster neu, saniert, flaches Satteldach mit neuer Ziegeldeckung, schlicht. | 08966805 |
|                                         | Wohnhaus in geschlossener Bebauung, im Hof Gartenpavillon | Lange Straße 46a (Karte) | Im Kern 17. Jahrhundert, später überformt | Mit Tordurchfahrt, zeittypische Putzfassade, historischer Altstadtbau, der Pavillon mit Seltenheitswert, baugeschichtlich von Bedeutung. Mit Tordurchfahrt und Ladeneinbau, dreigeschossig, fünf Achsen, Tordurchfahrt, Laden, Putzfassade, Fenster neu, saniert, älterer Kern (17. Jahrhundert) Kreuzgratgewölbe im Erdgeschoss sowie rechteckiger hölzerner Gartenpavillon, in DDR-Zeiten Albert-Kunz-Haus (VVN). | 08966804 |
|                                         | Mietshaus in geschlossener Bebauung | Lange Straße 48 (Karte) | Bezeichnet mit 1934 | Mit Laden, seltenes Dokument der 1930er-Jahre-Architektur in der Grimmaer Altstadt, durch Schlichtheit überzeugendes Gebäude, baugeschichtlich von Bedeutung. Mit Tordurchfahrt, dreigeschossig, vier Achsen, ausgebautes Dachgeschoss, Putzfassade, vergleiche Leipziger Platz 5, original: Ladenmarkise über das gesamte Erdgeschoss, Treppenhaus (im Erdgeschoss auch originale Lampe), Hoftor, im Hof gibt es auch noch zeitgleichen Garagenanbau (eher kein Denkmal). | 08966803 |
| Weitere Bilder                          | Wohnhaus (ehemaliges Hotel Kronprinz) in geschlossener Bebauung und in Ecklage, mit Anbau zur Kreuzstraße | Lange Straße 50 (Karte) | 18. Jahrhundert | Den Kreuzungsbereich beherrschender Baukörper, als ehemaliges Hotel ortshistorisch bedeutsam, der ehemalige Wirtschaftstrakt in der Kreuzstraße 18. Jahrhundert, baugeschichtlich von Bedeutung. Mit Tordurchfahrt und Laden, dreigeschossig, sechs Achsen, Putzfassade, schlichte Fensterrahmungen, Tor, ehemals Hotel Kronprinz, historische Ansicht vorhanden, ehemaliges Wirtschaftsgebäude in der Kreuzstraße noch 18. Jahrhundert. | 08966955 |
| Weitere Bilder                          | Wohnhaus in geschlossener Bebauung und in Ecklage, sowie Gebäudeflügel in der Kreuzstraße | Lange Straße 52 (Karte) | 19. Jahrhundert, Kern älter | Mit Läden, reizvoller Klassizismusbau mit neogotischen Motiven, seltene, stadtbildprägende Fassadengestaltung, der zweigeschossige Anbau den Kreuzstraßenabschnitt bestimmender langgestreckter Baukörper, baugeschichtlich von Bedeutung. - Wohnhaus: zweigeschossig, 5-3 Achsen, ausgebautes Dachgeschoss mit Krüppelwalmdach, Putzfassade mit klassizistischem Dekor, saniert, Fenster neu, Läden mit aufwendigen Fronten aus Rochlitzer Porphyrtuff (um 1895), ehemals: Dachstuhl vermutlich 15. Jahrhundert, im Erdgeschoss Lehmschlagdecke, Holzsäule, Schwarze Küche, Keller Tonnengewölbe mit Porphyrportalen, Durchfahrt 1899, Obergeschoss barocke Kassettendecke - Seitengebäude entlang der Kreuzstraße: zweigeschossig, 13 Achsen, ausgebautes Dachgeschoss wirkt entstellend trotz Biberschwanzdeckung, runder Torbogen aus Rochlitzer Porphyrtuff, Putzfassade, saniert, Fenster neu | 08966956 |
| Direkt Bild zu diesem Denkmal hochladen | Portal in einem Wohnhaus | Lange Straße 53 (Karte) | Um 1800 | Barockportal aus Rochlitzer Porphyrtuff mit Korbbogen und Schlussstein, wissenschaftlich-dokumentarischer Wert. Zweigeschossig, Obergeschoss sechs Achsen, teilunterkellert, Lehmkratzmuster im Dachgeschoss. | 08966907 |
| Weitere Bilder                          | Wohnhaus in geschlossener Bebauung | Lange Straße 54 (Karte) | Kern 17. Jahrhundert | Breitgelagerter zweigeschossiger Baukörper in ortstypischer Traufstellung, für die Stadt- und Bauforschung interessant, mit historischer Bohlendecke im Erdgeschoss, baugeschichtlich von Bedeutung. Mit zwei Läden und historischer Bohlendecke im Erdgeschoss, zweigeschossig, im Obergeschoss sieben Fenster, Satteldach mit Betonsteindeckung, Putzfassade, original: Dachstuhl, Haustür um 1895. | 08966918 |
| Weitere Bilder                          | Mietshaus in geschlossener Bebauung, mit Gebäudeflügel im Hof | Lange Straße 55 (Karte) | Um 1895 | Mit Laden, Dokument der gründerzeitlichen Baugesinnung, historisierende Putzfassade, baugeschichtlich von Bedeutung. Dreigeschossig, sechs Achsen, rechter Seitenrisalit zweiachsig, ausgebautes Dachgeschoss mit aufwendig gestalteten Dachhäuschen, Putzfassade, Gliederung durch gestaltete Fensterrahmungen, Fenster neu, saniert, Haustür original, Bauakte vorhanden. | 08966953 |
| Weitere Bilder                          | Mietshaus in geschlossener Bebauung | Lange Straße 56 (Karte) | Um 1900 | Mit Läden, großer gründerzeitlicher Wohnbau mit kräftiger Fassadenmodellierung, ortsbildprägend und baugeschichtlich von Bedeutung. Mit Tordurchfahrt, dreigeschossig, sechs Achsen, Granitsockel, gelbe Klinkerfassade in den Obergeschossen, Erdgeschoss mit kräftigen Gliederungselementen aus Sandstein, Traufe mit Sandsteinkonsolen, Fenster neu, saniert, original: Ätzglasscheiben im neuen Treppenhausfenster, Treppenhaus ab ersten Obergeschoss, Außen-WC-Türen, Holzpflasterung in der Tordurchfahrt, Hoftor, Tor, Ladentür. | 08966917 |
| Weitere Bilder                          | Wohnhaus in geschlossener Bebauung | Lange Straße 57 (Karte) | Kern 17. Jahrhundert | Mit Ladeneinbauten, Zeugnis der einfachen bürgerlichen Barockbaukunst, Forschungswert für die Bauarchäologie und baugeschichtlich von Bedeutung. Zweigeschossig, im Obergeschoss fünf Achsen, zwei Ladeneinbauten im Erdgeschoss (ein Laden um 1905), Massivbau verputzt, sehr großes Satteldach mit Ziegeldeckung und Schleppgaupen. | 08966952 |
|                                         | Wohn- und Geschäftshaus in geschlossener Bebauung (ehemaliges Kaufhaus Motulsky) | Lange Straße 58 (Karte) | Um 1880 | Zeittypische Putzfassade, Gebäude benannt nach dem jüdischen Textilkaufmann Bernhard Motulsky, ortsgeschichtliche und bauhistorische Bedeutung. Dreigeschossig, massiv, verputzt, Satteldach, Fassade im Erdgeschoss und ersten Obergeschoss weitgehend durch Schaufenster geöffnet, im Innern an zentraler Stelle Treppe in Eisenkonstruktion, Gebäude einst im Besitz des jüdischen Textilkaufmanns Bernhard Motulsky, dessen hier geborener Sohn Heinz (Henri) Motulsky namhafter Jurist in Frankreich, gest. 1971. | 09302012 |
|                                         | Wohnhaus in geschlossener Bebauung | Lange Straße 59 (Karte) | Kern 17. Jahrhundert oder älter (Wohnhaus); 1. Hälfte 16. Jahrhundert (Brettbohlendecke) | Spätbarocker schlichter Wohnbau mit Ladeneinbauten, im Innern Brettbohlendecke des 16. Jahrhunderts, bedeutsam als Bestandteil des vorgründerzeitlichen Stadtbildes, baugeschichtlich von Bedeutung. Zweigeschossig, vier Achsen im Obergeschoss, Erdgeschoss zwei Ladeneinbauten, Putzfassade geglättet, alte Haustür um 1900. | 08966951 |
| Weitere Bilder                          | Wohn- und Geschäftshaus in geschlossener Bebauung | Lange Straße 60 (Karte) | Um 1895 | Gründerzeitlicher Wohn- und Geschäftsbau mit plastisch stark gegliederter Fassade im Stil des Historismus, überaus aufwendiges Sandsteinportal, baugeschichtlich von Bedeutung. Zweigeschossig, fünf Achsen, linker Seitenrisalit mit aufwendigem Sandsteinportal, Stockgesims aus Sandstein einzigartig mit weitem Vorstand und Konsolen, Granitsockel, Haustür original, ausgebautes Dachgeschoss mit vier stehenden Gaupen und neuer Biberschwanzdeckung, Fenster neu, saniert. | 08966954 |
|                                         | Wohnhaus in geschlossener Bebauung | Lange Straße 61 (Karte) | 18. Jahrhundert | Mit Ladeneinbauten, kleinstädtischer barocker Putzbau mit Segmentbogenportal und Mansarddach, Zeugnis für die Stadtentwicklung, baugeschichtlich von Bedeutung. Zweigeschossig, vier Achsen, Putzfassade, Portal aus Rochlitzer Porphyrtuff mit Korbbogen und Schlussstein, Ladeneinbau um 1895, auch im Obergeschoss dickes Mauerwerk (40 cm), ausgebautes Mansardgeschoss. | 08966949 |
|                                         | Wohnhaus in geschlossener Bebauung | Lange Straße 62 (Karte) | 19. Jahrhundert, im Kern älter (Wohnhaus); um 1730 (Brettdecke) | Altstadttypischer Wohnbau mit Segmentbogenportal und Ladeneinbau, barocke Brettdecke im Innern, baugeschichtlich von Bedeutung. Zweigeschossig, fünf Achsen, ausgebautes DG mit Satteldach und Schleppgauben, Türportal aus Rochlitzer Porphyrtuff. | 09299935 |
| Weitere Bilder                          | Wohnhaus in geschlossener Bebauung | Lange Straße 64 (Karte) | Bezeichnet mit 1838, später überformt | Mit Laden, Altstadtbau in klassizistischer Kubatur, einzigartig die gründerzeitliche Ladenzone mit Reliefs und Büste (um 1890), baugeschichtlich von Bedeutung. Dreigeschossig, sechs Achsen, Ziegeldach, Putzfassade, teilunterkellert, Haustür und Fenstergewände im ersten Obergeschoss aus Rochlitzer Porphyrtuff, Ladenfront um 1885 mit Granitsockel und Sandsteinarchitektur (Büste Paracelsus?), Wappen mit Merkurstab, ein Wappen mit Eule, Krebs und Lorbeerzweig, rechter Ladeneinbau entstellend, original: Treppenhaus, Haustür, Hoftür, Innentüren, Ladentür und Schaufenster. | 08966916 |
| Weitere Bilder                          | Wohnhaus in geschlossener Bebauung | Lange Straße 65 (Karte) | Kern 17. Jahrhundert; Anfang 19. Jahrhundert | Mit Laden und hübscher gründerzeitlicher Ladenfront, im Ensemble gleich und ähnlich gestalteter barocker Bürgerhäuser, straßen- und stadtbildprägend, baugeschichtlich von Bedeutung. Zweigeschossig, vier Achsen, Satteldach mit Biberschwanzdeckung (Ziegelmauerwerk), vor 1800 (?), Putzfassade und Windfangtür mit geätzten Gläsern und Oberlicht, Treppenhaus alt, Bauakte vorhanden, Ladeneinbau 1926 durch Bauunternehmer Otto Mahn (vermutlich auf das Schaufenster rechts neben der Eingangstür bezogen), hofseitiger Anbau im Kern 17.(?) Jahrhundert, bereits stark umgebaut. | 08966915 |
|                                         | Mietshaus in geschlossener Bebauung | Lange Straße 66 (Karte) | Um 1895 | Mit Laden, straßenraumbeherrschender Gründerzeitbau, eine um 1930 gestaltete Ladenfront mit edel wirkender Kachelverkleidung, baugeschichtlich von Bedeutung. Dreigeschossig, sieben Achsen, ausgebautes Dachgeschoss, in den Obergeschossen Risalitausbildung je zwei Achsen breit, Putzfassade, Erdgeschoss um 1930 umgestaltet mit Kachelverkleidung, vom Markt aus einsehbar, Fenster teilweise alt, original: Haustür mit Gitter, Treppenhaus, einfache Fußbodenfliesen schwarz-weiß, Hoftür, Windfangtür mit Oberlicht und Strukturglas, Granitstufen zur Haustür, im Haus ehemals (1940) Buchdruckerei Friedrich Bode. | 08966914 |
| Weitere Bilder                          | Wohnhaus (Markt 20) in geschlossener Bebauung und in Ecklage, mit Anbau (Lange Straße 67) | Lange Straße 67 (Markt 20) (Karte)                                                                                                 | Bezeichnet mit 1797, später überformt | Platzbildgestaltender Eckbau aus dem Spätbarock, wertvolle mittelalterliche Kelleranlage, baugeschichtlich und städtebaulich von Bedeutung. Zweigeschossig, fünf zu zwei Achsen, Putzfassade, Haustür alt, Satteldach mit stehenden Gaupen, bemerkenswerter tonnengewölbter Doppelkeller – der zum Markt gelegene Keller von 1556, der Keller zur Langen Straße wahrscheinlich um 1230/1250, original: Haustür mit Klinke, Wohnhaus Lange Straße: 18. oder 17. Jahrhundert, zweigeschossig, drei Achsen, profilierte Traufe, Anschrift: Markt 20 und Lange Straße 67. | 08966932 |
| Weitere Bilder                          | Wohnhaus in geschlossener Bebauung sowie Brunnen im Hof | Lange Straße 68 (Karte) | Bezeichnet mit 1742 | Schlichter barocker Bürgerbau mit Segmentbogenportal und Mansarddach, Wirkung in den Marktplatzbereich, als ehemalige Bäckerei mit ortsgeschichtlichem Wert, Brunnen im Hof aus dem 14. Jahrhundert, baugeschichtlich von Bedeutung. Zweigeschossig, ausgebautes Dachgeschoss, vier Achsen, Gewände aus Rochlitzer Porphyrtuff (vorwiegend neu), 1992 saniert, Putzfassade, Korbbogenportal mit Schlussstein (bezeichnet mit 1742 und Darstellung einer Brezel), im Erdgeschoss Balkendecke mit Schiffskehlen. | 08966913 |
| Weitere Bilder                          | Carola-Kaserne (Sachgesamtheit) | Lausicker Straße 2–4 (Leipziger Straße 75a, Husarenstraße 3) (Karte)                                                               | 1902–1935 | Sachgesamtheit Carola-Kaserne mit folgenden Einzeldenkmalen: - zwei Mannschaftsgebäude (Lausicker Straße 2, 4, 08966637 und 08966641) - mehrere Stallgebäude, zwei Reithallen, Kammergebäude (08966639 und 08966640) - Kantine (08966642) - Offizierscasino (Husarenstraße 3, 08966654) - Lazarett mit Garagen (Leipziger Straße 75, 08966660) sowie Einfriedung (Husarenstraße 3 und Lausicker Straße 4 bis Südgrenze der Sachgesamtheit) und Hofpflasterung des ehemaligen Exerzierplatzes als Sachgesamtheitsteile; mehrteiliger, in Bauetappen entstandener Kasernenkomplex, Dokument zur Geschichte Grimmas als Garnisonsstadt, bau-, militär- und ortsgeschichtlich von Bedeutung | 09307257 |
| Weitere Bilder                          | Ehemaliges Mannschaftsgebäude, heute Verwaltungsbau des Finanzamts (Einzeldenkmal der Sachgesamtheit 09307257) | Lausicker Straße 2 (Karte) | 1913–1915 | Einzeldenkmal der Sachgesamtheit Carola-Kaserne; Putzbau in späten Jugendstilformen, Dokument zur Geschichte Grimmas als Garnisonsstadt, bau-, militär- und ortsgeschichtlich von Bedeutung. Dreigeschossig, 36 Achsen, Seitenrisalite je sechs Achsen, Mittelrisalit acht Achsen mit hohem Zwerchgiebel mit sächsischem Wappen, ehemals Kaserne, heute Finanzamt Grimma, Fenster neu, saniert, hoher Natursteinsockel (Granitquader), original im Treppenhaus Granitstufen und Eisengeländer. | 08966637 |
| Weitere Bilder                          | Zwei Pferdestallanlagen und eine Reithalle (Einzeldenkmale der Sachgesamtheit 09307257) | Lausicker Straße 2 (bei) (Karte)                                                                                                   | 1913–1915 | Einzeldenkmal der Sachgesamtheit Carola-Kaserne; Pferdeställe langgestreckte, parallel stehende Putzbauten in späten Jugendstilformen, Reithalle mit weitgespanntem eisernem Dachtragwerk, bautechnisch interessante Gebäude, bau-, militär- und ortsgeschichtlich von Bedeutung. Eingeschossig, Granitquadersockel, Putzfassade, Stahlbetondecke auf Stahlbetonstützen, Ziegeldach, sieben Zwerchgiebel, Fledermausgaupen. | 08966639 |
| Weitere Bilder                          | Ehemaliges Mannschaftsgebäude, heute Verwaltungsbau (Einzeldenkmale der Sachgesamtheit 09307257) | Lausicker Straße 4 (Karte) | 1902–1903, bezeichnet mit 1902 | Einzeldenkmal der Sachgesamtheit Carola-Kaserne; Klinkerbau in späthistoristischen Formen mit Postenvorhalle (geschmückt mit Löwenmaske), Hofportal mit sächsischer Wappenkartusche, Zwerchgiebel mit Datierung, straßenbildakzentuierendes Gebäude, ortshistorische, militärgeschichtliche und baugeschichtliche Bedeutung. Ziegelbau, gelbe Klinkerfassade, Gesimse und Türportale Sandstein, Sockel Bruchstein/Klinker, Postenhalle mit Säulen aus Rochlitzer Porphyrtuff und Löwenkopf, Rückfront drei Risalite mit Treppenhaus, mittleres Portal mit sächsischem Wappen, original: teilweise Innentüren, Eisen-Treppenhaus mit Granitstufen. | 08966641 |
| Weitere Bilder                          | Kantine (Einzeldenkmal der Sachgesamtheit 09307257) | Lausicker Straße 4 (bei) (Karte)                                                                                                   | 1903 | Einzeldenkmal der Sachgesamtheit Carola-Kaserne; Putzbau mit sparsamen Klinkergliederung, als Versorgungsgebäude des Artillerieregiments 14 Zeugnis der Nutzung der Kaserne durch die Wehrmacht, bau-, zeit- und ortsgeschichtlich von Bedeutung. Zweigeschossig, gelbe Klinkerfassade, fünf Achsen an der Traufseite, zwei sehr schöne Klinker-Schornsteine erhalten, Walmdach mit Biberschwanzdeckung, Natursteinsockel. | 08966642 |
| Weitere Bilder                          | Pferdeställe mit Reithalle (als U-förmige Anlage) sowie Krankenstall und Kammergebäude (Einzeldenkmal der Sachgesamtheit 09307257) | Lausicker Straße 4 (bei) (Karte)                                                                                                   | 1902–1903 | Einzeldenkmal der Sachgesamtheit Carola-Kaserne; Klinkerbauten mit Klinkergliederungen in späthistoristischen Formen, hölzerne Dachkonstruktionen der Reithalle bautechnisch von großer Bedeutung, vermutlich in Deutschland neben einer Halle in Kaufbeuren singulär, baugeschichtlich und militärgeschichtlich von Bedeutung. - Klinkerbau, Dach mit Biberschwanzdeckung, Natursteinsockel Zyklopenmauerwerk, innen preußische Kappen, Stahlrahmenfenster, einige Türen original, gelbe Klinker mit Klinkergliederung (einige grün glasierte Klinker), U-förmige Anlage mit Reithalle in der Mitte, diese mit interessanter Holzbögenkonstruktion und ziegelgedeckt. Es handelt sich um einen hölzernen Fachwerkbogen der Bauart Stephan. Damals wohl relativ häufig angewandt, gibt es in Deutschland nur noch eine bestehende Halle in Kaufbeuren sowie in Dänemark den Hauptbahnhof in Kopenhagen. Als früheste Anwendung gilt eine Exerzierhalle in Neuruppin von 1902 (Existenz noch unklar). Patentiert wurde das System von Phillip Stephan aus Düsseldorf 1903. Das Beispiel in Grimma stellt daher eine äußerst seltene, noch erhaltene, sehr frühe Anwendung dieser Bauart dar. - zweite Reithalle später (um 1925), offener Dachstuhl aus genieteter Eisenkonstruktion | 08966640 |
| Direkt Bild zu diesem Denkmal hochladen | Villa mit Einfriedung | Lausicker Straße 16 (Karte) | Um 1905 | Malerischer gründerzeitlicher Wohnbau im Vorstadtbereich, Klinkerfassade mit Fachwerk im Obergeschoss und Holzerker, im Schweizerhaus- und Landhausstil, Dokument anspruchsvoller Baukultur der Zeit, baugeschichtlich von Bedeutung - Villa: Fachwerk im Obergeschoss, vier Achsen, Mittelrisalit, gelber Klinkersockel mit Eckquadern aus Sandstein, reich verzierter Holzerker, Rückfront rote Ziegelfassade, ziegelgedecktes Krüppelwalmdach - Einfriedung: Ziegelsockel und Ziegelpfeiler mit eisernem Staketenzaun | 08966645 |

## Tabellenlegende
- Bild: Bild des Kulturdenkmals, ggf. zusätzlich mit einem Link zu weiteren Fotos des Kulturdenkmals im Medienarchiv Wikimedia Commons. Wenn man auf das Kamerasymbol klickt, können Fotos zu Kulturdenkmalen aus dieser Liste hochgeladen werden:
- Bezeichnung: Denkmalgeschützte Objekte und ggf. Bauwerksname des Kulturdenkmals
- Lage: Straßenname und Hausnummer oder Flurstücknummer des Kulturdenkmals. Die Grundsortierung der Liste erfolgt nach dieser Adresse. Der Link (Karte) führt zu verschiedenen Kartendiensten mit der Position des Kulturdenkmals. Fehlt dieser Link, wurden die Koordinaten noch nicht eingetragen. Sind diese bekannt, können sie über ein Tool mit einer Kartenansicht einfach nachgetragen werden. In dieser Kartenansicht sind Kulturdenkmale ohne Koordinaten mit einem roten bzw. orangen Marker dargestellt und können durch Verschieben auf die richtige Position in der Karte mit Koordinaten versehen werden. Kulturdenkmale ohne Bild sind an einem blauen bzw. roten Marker erkennbar.
- Datierung: Baubeginn, Fertigstellung, Datum der Erstnennung oder grobe zeitliche Einordnung entsprechend des Eintrags in der sächsischen Denkmaldatenbank
- Beschreibung: Kurzcharakteristik des Kulturdenkmals entsprechend des Eintrags in der sächsischen Denkmaldatenbank, ggf. ergänzt durch die dort nur selten veröffentlichten Erfassungstexte oder zusätzliche Informationen
- ID: Vom Landesamt für Denkmalpflege Sachsen vergebene, das Kulturdenkmal eindeutig identifizierende Objekt-Nummer. Der Link führt zum PDF-Denkmaldokument des Landesamtes für Denkmalpflege Sachsen. Bei ehemaligen Kulturdenkmalen können die Objektnummern unbekannt sein und deshalb fehlen bzw. die Links von aus der Datenbank entfernten Objektnummern ins Leere führen. Ein ggf. vorhandenes Icon  führt zu den Angaben des Kulturdenkmals bei Wikidata.

## Ausführliche Denkmaltexte
1. ↑  Stadtwald:

Geschichte:
  - bis ins 12. Jahrhundert in landesherrlichem Besitz, später im Eigentum des Klosters Altzella
  - 1500 erwarben die Grimmaer Augustinermönche den Stadtwald, nach der Reformation fiel er an die Stadt
  - 1754 erstmalige Fassung des Gesundbrunnens
  - ab 1870 Umgestaltung des Stadtwaldes zu einem Waldpark: Anlegung von Spazierwegen und Aussichtspunkten, Errichtung von Schutzhütten und Denkmalen vorwiegende durch den Verschönerungsverein Grimma
  - 1876/77 Erbauung des Eisenbahndammes der Muldenthalbahn, teilweise Zerstörung des Waldparks
  - um 1870 Aufwertung der Quelle durch Brunnenhäuschen, Ruhebänke und gärtnerische Anlagen
  - 1885 Errichtung einer „Unterkunfts- und Aussichthütte“ in der Nähe des Großmühlenwehrs auf einem Felsvorsprung über der Mulde durch den Verschönerungsverein
  - 1888 Errichtung des Köhlerdenkmals in Erinnerung an die 50 Jahre zuvor erfolgte Gründung des Lehrerseminars und dessen ersten Direktor
  - 1895 Errichtung eines Denkmals für den Dichter Ferdinand Stolle
  - 1902 Erbauung einer Schutzhütte, die nach dem sächsischen König Alberthalle genannt wurde
  - 1904 Erbauung eines Musikpavillons
  - um 1907 Errichtung einer Fußgängerbrücke durch den Verschönerungsverein
  - Anfang der 1930er Jahre wurde die mittlerweile baufällige Aussichtshütte durch eine „Weihestätte der Hitlerjugend“ ersetzt, diese wurde nach Kriegsende gesprengt
  - 1970 Einstellung Bahnverkehr
  - 2003/04 Rückbau Schienen, Anlage des Muldentalradweges

Bauliche Schutzgüter:
  - Wegesystem: landschaftliches Wegesystem, Wegeführung durch landschaftlich besonders reizvolle Abschnitt, z. B. oberhalb der Mulde mit verschiedenen Aussichtspunkten und reizvollen Blicken
  - Gartenbauten:
    - Alberthalle: Pavillon, massiver achteckiger Unterbau, Holzkonstruktion, geschwungenes Kupferdach, 2008 Sturmschaden (Überreste eingelagert)
    - Brücke: Bruchstein-Mauerwerk, Rundbogen aus Ziegelmauerwerk, Geländer erneuert

  - Gartenausstattung:
    - Köhlerdenkmal: Sockel aus Zyklopenmauerwerk, Aufsatz aus Bruchsteinen, Inschrifttafel mit Porphyrrahmen und Medaillon mit Abbild Köhlers, Inschrift: „Dem Seminargründer J. A. Köhler von seinen dankbaren Schülern gewidmet 1888 – Die Landesfürstenschule (1550) und das Lehrerseminar (1838) begründen Grimmas Ruf als Schulstadt im ehemaligen Land Sachsen“
    - Stolledenkmal: Sockel aus Bruchsteinmauerwerk, Aufsatz aus Sandstein, Inschrift: „diesem Denkmal gegenüber wohnte und wirkte Dr. Ferdinand Stolle, Schriftsteller und Menschenfreund, 1806–1872“
    - Steintisch mit Mühlstein des 18. Jahrhunderts vom Mühlenbesitzer Gleisberg gestiftet für Verschönerungsverein Grimma

  - Wasserelemente: Quelle: Gesundbrunnen (erneuert), Inschrifttafel evtl. 1930er Jahre, gärtnerische Gestaltung mit Stützmauern, gepflasterten Wegen und Treppen, kleinem Springbrunnen und Felspartie
    - Markierungssteine: Stein ca. 500 m von Stadtwaldbaude entfernt, bezeichnet mit 12,0, Sandstein, Stein, Sandstein, bezeichnet mit 11,0

  - Eisenbahndamm: Eisenbahnstrecke Muldentalbahn (Glauchau (Sachs)–Wurzen), Streckennummer 6629, sä. GW, entlang der Mulde, Höhe ca. 4 m, Zyklopenmauerwerk mit Durchlässen und Brücken, zwischen km 64,01 (unt. Bahnhof Grimma) und km 62,72 (ehemaliges Bahnwärterhäuschen Grimma Stadtwald) angelegt, Bogenbrücke in Bruchsteinmauerung und Bogenquaderung, im nördlichen Teil des Stadtwaldes Strompfeiler der ehemaligen Rabensteinbrücke (genietete Stahlfachwerkkonstruktion, 1931 umgebaut, nach 1945 zerstört, 1980er Jahre vollständig demontiert, kein Denkmal)
  - Vegetation: waldartiger Gehölzbestand, vorherrschend Rot-Buche (Fagus sylvatica), Stiel-Eichen (Quercus robur) und Hainbuche (Carpinus betulus),

Sonstige Schutzgüter:
  - Bodenrelief: das gesamte Stadtwald befindet sich in stark bewegtem Gelände mit Taleinschnitten und Höhenzug parallel der Mulde,
  - Blickbeziehung: Aussichtsplattform mit Ziergittergeländer auf dem Rabenstein, vom Höhenweg oberhalb der Mulde verschiedene reizvolle Blick über den Fluss in Richtung Stadt und in die Landschaft.
2. ↑  Sachgesamtheit Ringanlage:
  - Vegetation: Nördlicher und westlicher Ring nach übergreifendem Prinzip aus Lindenallee (mittelalter Bestand, 1965 Altbestand gefällt) an der Außenseite und vorgelagerten Flieder-Halbstämmen (Neupflanzungen) an der Innenstadtseite. Ursprünglich Flieder-Hochstämme (Grimma auch als „Stadt des Flieders“ bezeichnet). Im nordöstlichen Bereich Linden teilweise ersetzt durch Rosskastanien. Zusätzliche, lockere Baumgruppen (Großbäume, Mischbestand) im Kreuzungsbereich F.-Oettler-Straße/Wurzener Straße sowie am Übergang zur Mulde.
  - Geradliniger Weg (wassergebundene Decke, rötlich) in der Allee an der Außenseite.
  - Längere Aufweitung östlich der begleitenden Straße Wallgraben (Rasenfläche mit einzelnen Bäumen) im Bereich Pappisches Tor mit Kontext der Stadtbefestigung (Reste der Stadtmauer). Reste des bis 1888 bestehenden Pappischen Tores als einstigem Stadttor (1406 Ersterwähnung).
  - Südlich der Leipziger Straße: Schwanenteich-Park, entstanden ab 1878 im aufgeweiteten Bereich der Wallanlagen, nach Schenkung des Prager Fabrikbesitzers Chr. A. Schmidt (geb. in Grimma). Mehrfache Umgestaltung des Stadtparks, zuletzt 1977 und nach Zerstörung durch Hochwasser 2002.
  - Eröffnung durch Denkmal des unbekannten Antifaschisten (errichtet 1953), männliche Skulptur (Lausitzer Granit) auf hohem Sockel, Inschrift „Den unsterblichen Helden/im Kampf/gegen Faschismus und Krieg“, „Sie starben, daß Deutschland lebe/ in Einheit, Frieden und Freiheit“, rotes Dreieck, umgeben von Schmuckanlage (Neugestaltung nach 2002). Kopie einer Postmeilensäule (Sandstein), 1997 errichtet, auf Grundlage eines 1989 gefundenen Fragments.
  - In der Parkanlage Folge mehrerer, miteinander verbundener Teiche, mit Fontänen und Entenhäuschen (neu) sowie Skulptur „Scherenschleifer“, Grimmaer Symbolfigur, Nachbildung eines Vorbilds aus Bad Tölz. Fassung der Quelle „Queckborn“ durch Werkstein-Stützmauer (Granitporphyr), eingebaute Steinbank, geschwungene Brüstungsmauer und Vorplatz, Keramik-Tafel mit Inschrift „Queckbrunnen“, Entwurf Johannes Gillhoff (1920) als einziger ausgeführter Bestandteil eines größeren, die Wallanlagen betreffenden Projekts. Speisung der Teiche durch die Quelle.
  - Gräben kanalartig durch Bruchstein-Gabionen gefasst (Neugestaltung), Brücken historisch (Bogen aus Bruchsteinen). Brunnenhäuschen am Großen Schwanenteich.
  - Allee aus Linden im Zentrum der Parkanlage, Weg aus wassergebundener Decke (grau) mit Granit-Großsteinen als Kante (Neugestaltung). Nach Westen Böschungsbereich mit Gehölzen, nach Osten neugestalteter Kinderspielplatz auf Gelände eines früheren Spielplatzes.
  - Störende Elemente: Neubau der Polizeidirektion Westsachsen, ursprüngliche Fortsetzung des Ringgrüns über die Freianlagen der Amtshauptmannschaft bis zur Mulde gestört
3. ↑  Sachgesamtheit Kirchlicher Friedhof Grimma:
  - Einfriedung: umlaufend Mauer, teilweise Klinker, teilweise verputzt, überwiegend mit Wandgrabstellen, Mauern zur Abgrenzung der vier Abteilungen, drei Eingänge, Haupteingang von Osten (zwei gemauerte Torpfeiler, Klinker mit Sandstein, mit verzierter Abdeckung Sandstein, Stahlstabtor)
  - Gelände von West nach Ost sanft abfallend, Eingangsbereich im Osten stark geneigt
  - Wege mit Kleinsteinpflaster Granit (Umgebung Kirche), Bruchsteinpflaster Granitporphyr, Wassergebundener Decke (überwiegend grau)
  - Vegetation: Strukturbildendes Gerüst aus Lindenalleen und -reihen entlang der Hauptwege der 2. und 3. Abteilung, lückenhaft (Altbäume, hoch aufgewachsen, ursprünglich geschnitten bzw. abgesetzt). Chamaecyparis-Alleen in der 3. Abteilung. Lockerer, zum Teil dichter Baumbestand, Großbäume, viele Koniferen. Bedeutende Solitärbäume, z. B. Trauer-Buche nach der Kirche und Schwarzkiefer nordwestlich der 2. Abteilung. Häufig geschnittene Eibenhecken als Grabeinfassung, in Teilen prägend.
  - Zahlreiche historische Grabanlagen von ortsgeschichtlicher, personengeschichtlicher und künstlerischer Bedeutung
  - Kriegsgräberstätte mit Reihen aus Grabkreuzen (Rochlitzer Porphyrtuff), Inschriften, saniert. Im Zentrum Quader aus Granitporphyr, Inschrift „Grimma/ seinen Söhnen/ die der Weltkrieg/ nahm“ (ursprünglicher Standort Schwanenteichpark). Gräber für ausländische Gefallene, vorrangig Soldaten der Roten Armee.
  - Denkmalanlage für die Gefallenen des Ersten und Zweiten Weltkrieges: drei Hochkreuze (teilweise neu), rhombenförmiger Platz, von geschnittenen Hainbuchenhecken und Birken gefasst, zwei blockhafte Steinbänke (Rochlitzer Porphyrtuff), Plattenbelag (Sandstein), umgeben von wassergebundener Decke (rötlich)
  - Bauten: Kirche im Eingangsbereich, Leichenhalle an der Grenze zwischen 2. und 3. Abteilung, Lapidarium mit wertvollen Grabsteinen (neu errichtet)
4. ↑  Einzeldenkmale der Sachgesamtheit Kirchlicher Friedhof Grimma:

  - Friedhofsverwaltung: eingeschossiger Bau am Haupteingang, verputzt mit Klinkergliederungen, Satteldach.
  - Leichenhaus: in der 2. Abt. an der Trennungsmauer zur 1. Abt. gelegen, langgestreckter Bau mit Stufengiebel
  - Geläut der ehemaligen Nikolaikirche: bestehend aus drei Glocken, seit um 1890 im Glockenhaus auf dem Friedhof (08967012)
  - Grabanlagen/Grabsteine als Einzeldenkmale (Reihenfolge entsprechend der Kartierung)
    - Grabstein in Rokokoformen, um 1760, über Sockel zweiteiliger Aufbau, ehemals wohl mit Sprenggiebel, geziert mit Engelsköpfchen, Schrifttafeln in Form von Rocaillen, Sandstein
    - Wandstele derer von der Planitz, um 1900, dreiteiliger Wandaufbau, überhöhter Mittelteil mit Pilasterstellung und Dreieckgiebel, im Zentrum gerahmte Inschrifttafel mit Wappenschilden und Krone, über den Ecken Muschelbekrönungen, Rochlitzer Porphyrtuff
    - Wandstele Friedrich Bode, Verleger der Nachrichten für Grimma (10.7.1825–2.1.1910), schlichte Quaderwand aus Rochlitzer Porphyrtuff mit Kreuz, stilisiertem Schmuckband und Schwarzstein-Anstellplatte
    - Gefallenendenkmal der Opfer des Ersten Weltkriegs, ehemalige Frauenkirche (um 1918)
    - unbekannte Wandstele, um 1900, unter Verwendung eines wohl klassizistischen Grabmals, Wandaufbau mit Doppelpilastern und Triglyphengebälk, in der Mitte Nische, hier Postamentgrabmal in klassizistischen Formen, der Urnenaufsatz wahrscheinlich Ergänzung um 1900, über der Nische Girlande, Wandaufbau in Mauerwerk, verputzt, Schmuckelemente in Naturstein
    - Grabstein August Gottfried Hanke (1775–1854), Superintendent zu Grimma, Marmortafel (eingelassen in die Mauer der Friedhofskirche)
    - Grabstein Maria Schröder († 1748), in Formen des Spätbarocks, Pilasterstellung über Sockel, davor Tuch mit Inschrift, das seitlich von Putten gehalten  wird, über dem Tuch Blick auf kleine Landschaft mit Sonne und Blumen, als oberer Abschluss Schneppengiebel mit Gottesauge im Giebelfeld und Putten, die auf den Anschwüngen liegen, Sandstein
    - Grabmal in klassizistischen Formen, um 1790, Säulenstumpf auf Sockel, ovale Inschriftplatte mit rahmenden Tuchgehänge, Blattwerk als oberer Abschluss, Sandstein
    - Grabmal in klassizistischen Formen, um 1800, Vase auf Postament, geschmückt mit Girlanden sowie Rolle, Zirkel, Kreuz, Sandstein
    - Wahlstelle Baumeister Hermann Robert Barthel (27.12.1850–9.9.1905), Emma Barthel (22.11.1861–27.4.1945) und Annerose Barthel (26.10.1937–24.10.1938), Sockel mit geschwungenen Wangen in Granit, kreuzförmiger Aufbau in Schwarzstein mit eingestellten Marmorsäulen
    - Grabmal Johann Adolph Steger, um 1820, klassizistischer Postamentgrabstein mit Abdeckplatte, Sandstein
    - Erdreihengrab Händel, 1904 (?), überdachtes „Scheibenkreuz“ mit Kruzifix, auf dem Scheibenkörper Blumenornament, Holz
    - Grabmal Göschen, Johanna Henriette Göschen geb. Hein (gest. 25.10.1850), Georg Joachim Göschen (gest. 6.4.1828), Franz Susewiehl (gest. 30.12.1810) und Hermann Julius Göschen (gest. 29.6.1846)
    - Erdreihengrab Ernst Rudolf Schille (27.12.1913–26.11.1936), Bildhauer, Inschriftenstein mit antikisierender Jünglingsfigur, Kalkstein (?)
    - Grabmal Christ (...) Sophia Leonhardt (?), 1781, Säulenstumpf auf Postament, ovale Inschrifttafel, Blüten- und Blätterwerk als oberer Abschluss, Sandstein
    - Grabstein in Rokokoformen (in die Mauer neben Wandstele Familie Engelmann eingelassen), um 1750/60, Kartusche mit Aufsatz, florales Ornament, Sandstein, insgesamt stark verwittert
    - Wandstele Familie Engelmann: Friedrich Hermann Engelmann (26.3.1848–2.5.1881), Bäckermeister, Anton Otto Engelmann (6.4.1879–22.3.1908), Ing., Wilh. Fritz Engelmann (18.4.1908–28.9.1908), Bertha Anna Engelmann (19.10.1880–9.2.1913), Minna Agnes Engelmann geb. Richter (26.2.1854–20.2.1929), Aufbau aus Rochlitzer Porphyrtuff, in der Mitte Ädikula mit Säulen, die die Inschriftplatte (Schwarzplatte) rahmt, seitlich Wandstücke mit Bossen
    - unbekannte Wandstele (heute Familie Fuchs), im Reformstil um 1910/15, Ädikula, in deren Mitte Nische mit ionischem Kapitell auf Sockel, Muschelkalkstein, dazu Grabeinfassung mit Gittertür
    - Wandstele Prof. Christian Gottlob Lorenz, Stadtchronist (25.1.1804–31.7.1873), Natursteinwand mit Sandsteinabdeckung, Metallplatte
    - Wandstele D. Karl Großmann, Superintendent v. Grimma (2.3.1817–7.12.1906), Luise Großmann geb. Burton (6.2.1830–4.12.1881) und Luise Constanze Mathilde Großmann geb. Egloffstein (1.11.1855–5.7.1938), Wandaufbau aus Rochlitzer Porphyrtuff auf Kunststeinsockel, Betonung der Mitte durch Dreieckgiebel auf Konsolen, drei Schwarztafeln für die Inschriften, Sandsteinabdeckung
    - Grabstein, um 1750, neu verwendet für Curt Emil Theodor Mey (6.7.1863–27.9.1865), Agnes Bertha Mey geb. Naumann (19.5.1826–25.2.1881) und Karl Alexander Mey (15.3.1824–15.5.19??), über Sockel (verwittert) Inschriftenkartusche mit Rokokorahmung, als Bekrönung auf Giebelstück Wolken- und Strahlengloriole mit Engelskopf und Dreifaltigkeitssymbol (Dreieck)
    - Grabstein, um 1730, neu verwendet für Selma Luise Mey (21.9.1852–24.4.1919) und Antonie Mey (26.8.1867–14.5.1924), mehrteiliger Aufbau, Sockel mit Kartusche, darüber weibliche Figur und Putto mit verschiedenen Attributen (u. a. Zirkel und Globus), beide von Drapierung für die Inschrift überfangen, als Bekrönung Wolkengloriole mit dem Auge Gottes und Engelsköpfchen
    - mehrere Grabsteine unter schauerartiger Überdachung: Grabstein Susanna ..., 1707 (?), zwei gerahmte Inschriftenfelder, darüber Engel in Halbfigur, Rochlitzer Porphyrtuff, Grabstein Susanna Bartholomä geb. Rosenbach, Ehefrau von Michael Bartholomä, 1659, Lutherrose als Schmuck, Rochlitzer Porphyrtuff, Grabstein für Anna ... Adam (?), 1601, nur Inschrift in lateinischen Buchstaben, Rochlitzer Porphyrtuff, Grabstein Johannes Schreiner, Mitte 16. Jahrhundert, Platte mit gerahmter Inschrift und Engelköpfen an den Ecken, Sandstein, Grabmal in klassizistischen Formen, Ende 18. Jahrhundert, Säulenstumpf mit zwei ovalen Inschriftenplatten, darüber Blütengirlanden, als oberer Abschluss ursprünglich wahrscheinlich eine Vase (nicht mehr vorhanden), Grabplatte in barocken Formen, um 1690, Inschriftenfelder von Akanthus- und Blütenschmuck gerahmt, Sandstein, stark verwittert, Grabstein in klassizistischen Formen, um 1800, halb liegende Figur im Relief, Sandstein, verwittert, Grabstein Magister Caspar Wiede, 1676, als Schmuck in den unteren Ecken je eine Lutherrose, in den oberen Ecken je ein Engelskopf, Grabmal Kegel, um 1900, Grottenstein, bekrönt mit Kreuz und Anker (schadhaft), Sandstein mit schwarzer Glasplatte,
    - Wandstele Marie Raue geb. Weck (27.7.1862–13.3.1930), Max Raue (6.6.1861–14.9.1933) und Bruno Schumann (18.1.1883–20.9.1954), Rustikamauer aus Muschelkalkstein mit Nische für Inschriftplatte, davor Urne auf Sockel und Grabstein
    - Grabmal Helmuth Theodor Hartwig (gest. 21.3.1773), klassizistischer Postamentgrabstein, als Bekrönung martialischer (?) Schmuck: ovales Schild, Lorbeergirlanden, Federn, Sandstein
    - Erdreihengrab Richard Lachmann (4.9.1874–11.7.1931), Reformgrabstein, dreiteiliger, gestufter Aufbau, Granit
    - Erdreihengrab (Doppelstelle) Emil Becker und Margarete Mann geb. Becker (1888–1934), Muschelkalkstein mit Metallkreuz auf Kugel
    - Erdreihengrab Gertrud Katharine Henriette von Nassau (1.1.1881–25.8.1906), Grabstein aus Rochlitzer Porphyrtuff mit schwarzer Glasplatte, Blütenschmuck
    - Grabstein in Rokokoformen, um 1760, Sockel mit Särgen, darüber Säulenpaar, das Rocaille-Kartuschen für die Inschriften trägt, als oberer Abschluss wohl Gloriole und Lamm Gottes vor Wolken, Sandstein, stark verwittert
    - Grabmal Familie Näther, 1884, Grottenstein aus Sandstein mit Marmorplatte sowie Figur des kreuzhaltenden Christus
    - Wandstele Familie Lochner, Moritz Lochner, Geh. Baurat a. D. (31.8.1833–31.10.1908), Marie Sidone Lochner geb. Feller (7.7.1835–9.9.1909), dreiteiliger Wandaufbau mit dorischer Säulenstellung in der Mitte, hier Inschrifttafel in Metall, als Bekrönung Segmentgiebel mit Kreuz und Α und Ω, Rochlitzer Porphyrtuff
    - Wandstele Familie Köhler, Albin Ludwig Köhler, Kgl. Sächs. Finanz- u. Baurat (6.11.1850–20.1.1910), Margarethe Köhler geb. Lochner (20.2.1863–16.5.1931), Wandaufbau mit profiliertem Sockel und Abschlussgesims, in der Mitte bronzene Inschriftplatte, von Girlande gerahmt, Sandstein
    - Grabstein, klassizistisch, um 1780, Obeliskenform, erhabenes Inschriftfeld, unten eingezogen, hier wohl ehemals ovaler Metallschmuck angebracht, gerahmt von Blattwerk, Tuffstein
    - Grabmal, klassizistisch, 1792, nach oben sich verjüngendes Postament, erhabene Inschriftplatte, imitierte Schraubenbefestigung, seitlich Blütengehänge, offene Urne mit Blattwerk als oberer Abschluss, Sandstein
    - Wandstele Bruno Seifert, um 1910, Wandaufbau in Bossenmauerwerk, geschwungener Abschluss mit floralem Schmuck, halbrund geschlossene Nische mit Inschriftplatte, Rochlitzer Porphyrtuff
    - Wandstele Prof. Dr. August Clemen (6.12.1838–1.4.1920), Religionslehrer an der Fürstenschule, und Helene Clemen geb. Voigt (14.6.1842–18.11.1907), Eltern des Kunsthistorikers und Denkmalpflegers Paul Clemen (erster Provinzialkonservator der Rheinprovinz), sowie Julius Clemen (16.1.1868–6.8.1898), Bossenmauerwerk über Sockel, Abschlussgesims in der Mitte als Rundgiebel ausgebildet, bekrönt mit Kreuz, schwarze Inschriftenplatten
    - unbekannte Wandstele (heute für Frank Hofmann und Lieselotte Geffe), um 1900, neuromanische Formen, Wandaufbau mit Zyklopenmauerwerk, Rahmung aus Sockel, Lisenen und Gesims, in der Mitte kleiner Baldachin für Inschriftenstein (dieser erneuert), Rochlitzer Porphyrtuff
    - Wandstele Dr. med. Fritz Benowsky (8.2.1892–11.9.1954), Tafel mit Porträtrelief
    - unbekannte Wandstele (..PRU...?), um 1895, triumphbogenartiger Wandaufbau, in der Mitte Rundbogennische mit Sarkophag, Rochlitzer Porphyrtuff und Sandstein, verwittert
    - Wandstele Max Adolf Schroeder, Kgl. Sächs. Kommerzienrat (14.6.1853–23.5.1901) und Paula Schroeder geb. Luthardt (30.6.1860–4.1.1948), Wandaufbau mit Sockel, Eckquaderung und kräftigen Abschlussgesims, gerahmte Inschriftplatte, davor Kruzifix (Marmor) über schwarzem Sockelstein mit Grabinschriften
    - Wandstele Prof. Dr. Kurt Bernhardi, Rektor der Fürstenschule Grimma (20.10.1847–17.10.1892), Ziegelwand mit Sandsteineinfassung, Schwarztafel in Kalksteinrahmung, schmiedeeiserne Einzäunung
    - Wandstele Familie Huhn-Lockner, Rochlitzer Porphyrtuff, Gestaltung in den Formen des Reformstils um 1915, überhöhter Mittelteil mit Nische und Sitzbank, in der Nische Grabplatte auf Konsolen, darüber Kreuz
    - Wandstele Familie Lobeck: Margarete Lobeck geb. Fraustadt (17.7.1852–13.3.1932), Max Ferdinand Lobeck, Bürgermeister von Grimma, Ehrenbürger, Ritter des Albrechtsordens (11.2.1848–30.3.1936), zum Gedächtnis Max Johann Georg Lobeck, Deckoffizier auf SMS Scharnhorst (16.3.1881–gef. 8.12.1914 bei Falkland-Inseln), Moritz Wilhelm Lobeck, Leutn. D. Res. i.Kgl. Sächs. Inf. Reg. 182 (15.5.1888–gef. 15.7.1916 a. d. Somme), Grabstein aus schwarzschwedischem Granit auf Kunststeinsockel
    - Grabmal Wilhelm Friedrich Walther, Schuhmachermeister (30.8.1837–27.2.1908), schmiedeeiserner Kreuz mit Porzellanmedaillon, Sockel in Granit
    - Wandstele Familie Schleider, Kunststeinsockel mit Sandsteinaufbau, Gestaltung im Reformstil um 1910/15, jugendstilige Schrift, erhöhter Mittelteil mit geschwungenem Giebel als Abschluss, im Giebelfeld Relief einer Sanduhr zwischen zwei Flügeln, vor dem Wandaufbau Figur eines liegenden lesenden Mannes auf einer Grabplatte, bezeichnet Goede & Schiller, Grimma, schmiedeeiserne Grabeinfassung
    - Wandstele Familie Karl Altus, um 1915, Wandaufbau mit Nische, segmentbogig geschlossen, Kreuz als Bekrönung, in der Laibung Putti auf Volutenkonsolen, ehemalige Metallbuchstabeninschrift, heute schwarze Inschriftplatte, Muschelkalk, Grabstelleneinfassung ebenfalls in Stein
    - Wandstele Familie Seidel: Franz Erich Seidel (20.5.1896–21.4.1918), Robert Franz Seidel (11.10.1870–18.3.1926), Sidonie Olga Seidel geb. Morgenstern (12.1.1868–30.6.1922), Wandaufbau durch Lisenen dreigeteilt, mit Segmentbogen überfangen, im Giebelfeld Kranz mit geschwungenen Bändern, über den Inschriften Bildfelder mit symbolischen Darstellungen, Einfriedung ebenfalls in Stein ausgeführt, Lausitzer Granit, heller Granitsockel, Kranz in Metall
    - Wandstele Familie Kühn, um 1915, durch Bogen überfangener Wandaufbau aus Muschelkalkstein, in der Mitte Scheintür mit Marmorplatte, verbindendes Konsolgesims, vor der Scheintür ehemals lebensgroße Figur (Christus?), nur Füße erhalten, Einfassung ebenfalls in Stein, Sitzbank
    - Wandstele Kurt Arthur Seifert (23.9.1881–6.10.1921), Granitwand mit ägyptisierender Kreuzesstele
    - Wandstele Dr. med. Hugo Zeidler (1879–1931), dreiteilig mit Kreuzesstele als Mittenbetonung, seitliche Wandscheiben mit Inschriftenplatten, sparsamer Art-déco-Schmuck, Muschelkalk
    - Wandstele Familie Richard Kästner: Dorle Kästner (15.8.1889–18.2.1941), Gestaltung im Sinne eines Reformgrabmals, gestufter Aufbau, Kunststein
    - Erdreihengrab Hermann Voss (1894–1944), Meißner Granit mit Frauenfigur in Kunststein
    - Kriegsgräberanlagen für die Gefallenen des Ersten und Zweiten Weltkrieges: Ehrenmal der Kriegsgräberstätte: ursprünglich in den Schwanenteichanlagen, hochrechteckiger Quader aus Granitporphyr (Beuchaer Granit) als Denkmal für die Gefallenen des Ersten Weltkrieges, Inschrift: „Grimma/ seinen Söhnen/die der Weltkrieg/ nahm“, an drei Seiten Namensinschriften, Abdeckplatte kronenartig gezackt, um 1920, Einzelgräber für Soldaten des Zweiten Weltkrieges: Grabsteine mit Kreuzen und Kissensteine, Gedenkstätte für in Grimma bestattete ausländische Soldaten: monumentale Steinplatte über Sockel und zwei Fußsteinen, um 1960, dazu Grabkreuze in Holz
    - Erdreihengrab Max Arthur Münch (16.1.1888–15.10.1915) und Anna Münch geb. Görlitz (20.2.1892–26.1.1941), Sandstein, maritime Symbolik
    - Wandstele Fritz Schroeder (21.2.1880–21.12.1929) und Maria Schroeder geb. Dettweiler (20.1.1884–23.12.1971), halbhoher Wandaufbau mit Pflanzschale, davor Gruftplatte mit Zierborte, Muschelkalkstein
    - Grabmal Luise Werner geb. Taubert (4.10.1852–24.12.1916) und Albert Werner (1850–1933), freistehender, halbhoher Wandaufbau, angedeutete Nische mit Giebelstellung, Rochlitzer Porphyrtuff
    - Grabmal Karl Ferdinand Eger, Bankdirektor a. D. (26.12.1837–8.2.1921), Marie Elisabeth Eger geb. Dietrich (26.2.1845–22.6.1930), Z. Gedächtnis an Albin Bernhard Eger (6.10.1878–gef. 22. Okt. 1914), Friedrich Ferdinand Eger (9.6.1804–23.11.1880), Juliane Friedrike Eger (13.5.1801–24.4.1857), Obelisk aus Lausitzer Granit, bezeichnet E. I. Einsiedel, Leipzig, dazu Anstellplatte Karl Eger, prakt. Arzt in Bockau (15.8.1870–1.11.1908)
    - Grabmal Wilhelm Buschbeck, Pfarrer, und Helene (Therese ?) Buschbeck, Kreuz mit Zeichen Christi, davor aufgeschlagenes Buch mit Inschriften, Rochlitzer Porphyrtuff, um 1930
    - Grabmal Louis Playdi (1810–1874), bedeutender Klavierlehrer, Sandsteinsockel mit Inschrift (Aufsatz fehlt)
    - Grabmal Paul Lotichius, Konrektor und letzter Pfarrer von St. Augustin (20.9.1871–5.3.1943), schlichter Stein in Rochlitzer Porphyrtuff
    - unbekanntes Grabmal in klassizistischen Formen (Rest?), Sandsteinquader, ovale, von Girlanden umrahmte Felder, teils noch mit Wappen- und Ordenschmuck
    - Wandstele Familie Gleisberg, Besitzer der Großmühle Grimma, Sandsteinwand in historistischen Formen, seitliche Vorlagen mit Pilasterrahmung und kleinen Volutenaufsätzen, Inschriftplatte in schwarzem Granit, schmiedeeiserne Einfassung in gotisierenden Formen, um 1880
    - Wandstele Familie Dr. Matz, Prof. Otto Matz, Dr. phil. (27.7.1889–2.1.1942), schlichter, halbhoher Wandaufbau in Rochlitzer Porphyrtuff, seitlich gestaffelte Vorlagen, Mittelteil leicht überhöht mit Kreuz und Inschrift in Metallbuchstaben
    - unbekannte Wandstelle, um 1890, ursprünglich wohl dreiteiliger Wandaufbau, Mittelteil mit Säulenrahmung und Dreieckgiebel, Seitenteil mit Kranzschmuck, Sandstein, stark verwittert
5. ↑  Gattersburg:
  - Villa: zweigeschossig, ausgebautes Dachgeschoss, Bruchsteinsockel mit Zyklop-Mauerwerk, Gliederungselemente aus Rochlitzer Porphyrtuff, saniert, originale Ausstattung
  - Wirtschaftsgebäude: zweigeschossig, Obergeschoss Fachwerk mit Ziegelfachung, Freigespärre, Satteldach mit Ziegeldeckung
  - Grotte aus Natursteinen
  - künstliche Ruine 1882 (Bruchstein-Mauerwerk)
  - Lindenallee, Park mit altem Gehölzbestand, Freitreppe doppelläufig (Rochlitzer Porphyrtuff).
  - Park in mehreren Ebenen, Gelände von Nordwest nach Südost stark abfallend (Mulde)
    - Obere Ebene (Hofbereich):
      - Einfriedung: Ziergitter-Zaun auf Mauersockel mit Abdeckung (Rochlitzer Porphyrtuff), Repräsentatives Portal (Pylone aus Rochlitzer Porphyrtuff, verziert, mit Kugeln), Ziergittertor. Brüstung an Geländekante nach Südosten: massive Pfeiler (Rochlitzer Porphyrtuff), Ziergitter
      - Lindenallee (Altbäume, hoch aufgewachsen) zwischen Portal und Villa, Weg (Wassergebundene Decke, grau) mit Rinnen aus Klinker (Rollschicht, gelb). Remise im nördlichen Abschluss des Hofbereichs, Terrasse mit Aussicht (Muldental) südlich der Villa

    - Mittlere bzw. untere Ebene (Gartenbereich):
      - Zweiläufige, symmetrische Treppenanlage (Rochlitzer Porphyrtuff, Granitporphyr) als repräsentative Verbindung der Ebenen, Abgänge vermauert. Bogen mit Mosaik aus glasierten Keramik-Kacheln, Blumenmotiv (verwittert), Steinbank, Bodenbelag und Stufen Granit.
      - In Böschungsbereichen künstliche Steinsetzungen (aufrecht, Granitporphyr-Bruchsteine) zur Abgrenzung von Pflanzmulden, Farn- und Staudenbewuchs (überwiegend restauriert).

    - Landschaftlich geführtes Wegenetz (wassergebundene Decke, rötlich, saniert). Granit-Werksteintreppen (überwiegend geradlinig) zur Überwindung der Höhenunterschiede. Weitere Zugangstreppe von Norden zum Hofbereich, mit Steinbänken.
    - Vegetation: Rhododendronpflanzungen (wieder hergestellt), Großbaumbestand
    - Staffagebau, erbaut 1882 (künstliche Ruine, Bruchstein-Mauerwerk) an der Südecke des Grundstücks, Untergeschoss (zwischenzeitlich Bärenzwinger, aufgegeben), Innenraum mit gotisierenden Fenstern und Aussichtsplattform (in Sanierung).
    - Aussichtsterrasse mit bastionsartigem Vorsprung südlich (unterhalb) des Gebäudes, Brüstung aus Ziergitter, Aussicht auf Mulde mit Hängebrücke. Reste einer Kaskadenanlage, Grotte aus großformatigen Bruchsteinen (Granitporphyr).
6. ↑  Großmühle:
  - Überblick über die Geschichte des Standorts „Großmühle“: 1095 Mühlenstandort bekannt, 1170 (unterschiedliche Angaben in verschiedenen Quellen) urkundlich als Obermühle, 1194–1500 im Besitz des Klosters Altzella, einschließlich einer Mühlenkapelle, 1500–1534 Besitz des Augustinerklosters Grimma, zum Mühlanwesen gehörten auch Mühlgärten (am Verlobungsgässchen) und Walkmühle, 1534 im Besitz der Stadt Grimma, 1543 Bau der Kleinen Mühle auf der Insel mit drei Mahlgängen, 1595 Bau einer Schneidemühle mit einem Wasserrad auf dem Festland (Abbruch 19. Jahrhundert), heute Stallgebäude an dieser Stelle, 1695 Verpachtung an verschiedene Besitzer, darunter Samuel Fleischer, der 1725 das barocke Mühlengebäude (heute nur noch Fassaden) erbaut, 1787 (Plan von Grimma) drei Gebäude am Festland – davon Große Mühle mit zwei Wasserrädern, Walkmühle mit einem Rad, einer Schneidemühle (heute), Muldeninsel mit zwei Gebäuden: Kleine Mühle und Ölmühle mit jeweils einem Wasserrad, bereits Verbindungssteg vorhanden, 1848 Verkauf der Mühle an Johann Heinrich Krätzner (Pächter), 1851–1853: Krätzner erbaut Mühlengebäude auf der Insel, 1876–1974 Eigentum der Familie Gleisberg, 1885 (ab) Gleisberg KG, 1890er Jahre Erweiterungsbauten zur Industriemühle, 1954 Großmühle als Denkmal geschützt, 1964 teilweise Verstaatlichung, 1974 Mühle in Volkseigenen Betrieb umgewandelt (andere Quellen 1972), 1985 Aufstellung einer denkmalpflegerischen Zielstellung durch Rudolf Priemer für die Alte Roggenmühle(Museum Grimma), 1991 Reprivatisierung, 1996 Stilllegung der Mühle, Verkauf, Demontage, Leerstand.
  - Alte Roggenmühle am Mühlenhof: dreiseitige Fassade mit zweigeschossigen Fensteröffnungen, elf Achsen, Putzfassade mit Pilastergliederung, Werksteine aus Rochlitzer Porphyrtuff, zwei Portale Korbbogen mit Schlussstein, Hochwassermarken von 1771 (zweimal), 1854, 1858, 1897, 1909, 1926, 1932, 1946, 1947, 1954, 1958, 1974 und 2002, 1723–1745 Pächter Samuel Fleischer, 04.08.1724–1725 (Inschrift) Bau der Mühle : Mühle mit 6 Mahlgängen, die über Wasserrad mit Pansterwerk angetrieben wurden, um unterschiedliche Wasserhöhen besser nutzen zu können, Um- und Anbauten erfolgten, Baukörper blieb erhalten, 1865–1867 Integration der Walkmühle, Anbau der Attika, 1966 Anbau von Auslagerungsschnecken für Kleietransport an der Außenfront des Gebäudes, ab 1967 Herstellung von Kleie für Futtermittel, 1991–92 Entkernung, 1996 Stilllegung der Mühle, keine technische Ausstattung vorhanden, 2002 Hochwasserschäden, 2013 Hochwasserschäden, Einsturz der Fassade am Mühlgraben.
  - Turbinenhaus: einfaches Schutzgebäude mit Satteldach, kleine Turbine, große Turbine 1938 (Francis-Turbine von J. M. Voith), in Betrieb seit 1939, Wehr mit Schussboden: 1884/85 Umstellung des Antriebs auf Turbinenantrieb, 1936 Errichtung Turbinenhaus
  - Stall/Remise an der Mühlstraße: zweigeschossig, Klinkerfassade, innen mit gusseisernen Säulen, um 1895
  - Weizenmühle auf der Insel zwischen Mulde und Mühlgraben: Vorgängerbau mit integrierter Ölmühle 1865, Neubau 1924, zwei Gebäudeteile: dreietagig und vierachsig sowie vieretagig mit fünf Achsen, vorderer Gebäudeteil Satteldach, hinterer Gebäudeteil Mansarddach, beide ausgebaute Dachgeschosse, Putzbau, org. Fensteröffnungen, seit 1865 Weizen- und Ölmühle, 1918–1930er auch Senfmühle der Gebrüder Höme, ab 1960er Futtermittel, 1996 stillgelegt, keine technische Ausstattung mehr vorhanden, Treppenturm 2013 abgebrochen
  - befestigter Mühlgraben (wahrscheinl. 18. Jahrhundert): natürlicher Lauf der Mulde genutzt, durch festes Wehr mit Graben / Gerinne abgeleitetes Wasser, Höhe 1,70 Meter, Breite 111 Meter, Höhe der festen Wehrschwelle 123,45 Meter, Obergraben- und Untergrabenlänge je 150 Meter (kein Denkmal).
  - Weitere Bauten der Anlage Speicher: 1892–1894 Rohbaumauerwerk, damals der größte deutsche Mühlenspeicher, 2007 Abbruch
  - siehe auch:
    - Villa mit Nebengebäuden und Angestelltenwohnhaus (08966737)
    - Obermüllerhaus (08966739)